# Tour de France
Pour les articles homonymes, voir Tour de France (homonymie).
« Le Tour » redirige ici.  Pour le village de Haute-Savoie, voir Le Tour (Chamonix-Mont-Blanc).
Cet article traite de l'épreuve masculine. Pour les compétitions féminines, voir Tour de France féminin et Tour de France Femmes.

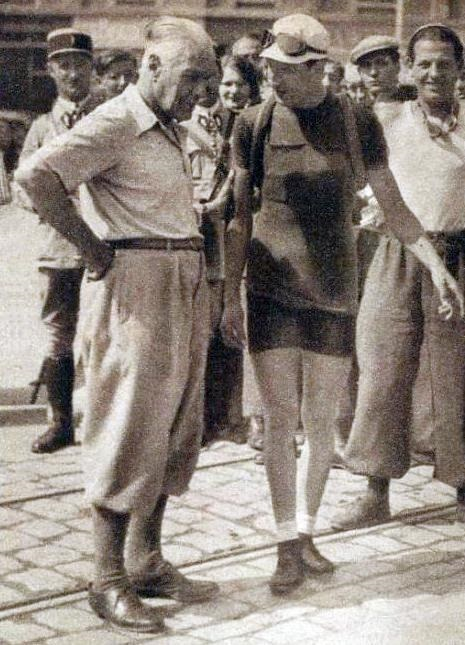
Henri Desgrange et Gino Bartali, discutant lors de l'édition 1937.

Le Tour de France est une compétition cycliste par étapes masculine qui traverse la France, avec des incursions occasionnelles dans les pays voisins. Sa première édition a lieu en 1903 et est organisée par Henri Desgrange et Géo Lefèvre, pour augmenter les ventes du journal L'Auto. Depuis, la course revient annuellement, avec comme exception les deux guerres mondiales. Souvent appelé « le Tour », ou « la Grande Boucle », il gagne en importance et en popularité au fil des éditions. D'un peloton principalement français les premières années, à des éditions comptant jusqu'à 40 nationalités, sa durée est allongée et sa portée s'étend dans le monde entier. Diffusé à la télévision dans 190 pays, le Tour de France est le 3e événement sportif le plus regardé, derrière les Jeux olympiques d'été et la Coupe du monde de football, mais, contrairement à ces deux événements organisés tous les quatre ans, le Tour de France a lieu chaque année. Il est actuellement organisé par ASO (Groupe Amaury).
Le Tour de France, le Tour d'Italie et le Tour d'Espagne constituent les trois grands tours. Le Tour de France est le plus ancien, il est considéré comme le plus prestigieux des trois et comme la plus grande course cycliste du monde. Traditionnellement, la course se déroule principalement au mois de juillet. Bien que le parcours change chaque année, le format de la course reste le même avec au moins deux contre-la-montre, le passage à travers les chaînes de montagnes des Pyrénées et des Alpes et l'arrivée sur les Champs Élysées à Paris. Les éditions modernes du Tour de France se composent de 21 étapes et de 2 jours de repos, le tout réparti sur une période de 23 jours et couvrant près de 3 500 kilomètres.
Le Tour est une des épreuves de l'UCI World Tour, et en est la seule course de catégorie 1, ce qui signifie que les équipes sont en majorité composées d'UCI WorldTeams, à l'exception des équipes que les organisateurs invitent. Le nombre d'équipes varie habituellement entre 20 et 22 et sont chacune composées de huit coureurs. Après chaque étape, les temps des coureurs sont ajoutés avec leurs temps précédents. Le coureur avec le temps total le plus faible est classé premier du classement général et porte le très convoité maillot jaune le distinguant des autres coureurs. Le classement général est le plus réputé des classements, car il détermine le vainqueur du Tour, mais d'autres classements secondaires sont organisés lors du Tour : le classement par points pour les sprinteurs, le classement de la montagne pour les grimpeurs, le classement des jeunes pour les coureurs de 25 ans et moins, et le classement par équipes pour les équipes les plus rapides à l'arrivée des Champs Élysées.
Quatre coureurs ont remporté cinq fois le Tour de France : Jacques Anquetil, Eddy Merckx, Bernard Hinault et Miguel Indurain.

## Histoire

### Création
À la fin du XIXe siècle, le quotidien Le Vélo qui tire à 300 000 exemplaires détient le monopole de la presse spécialisée dans le sport. Son rédacteur en chef, Pierre Giffard, associe son journal à ses engagements personnels et prend position dans les colonnes de son quotidien en faveur du capitaine Dreyfus, ce qui déplaît aux industriels du cycle et de l'automobile, pour la plupart antidreyfusards et qui financent son journal par la publicité.

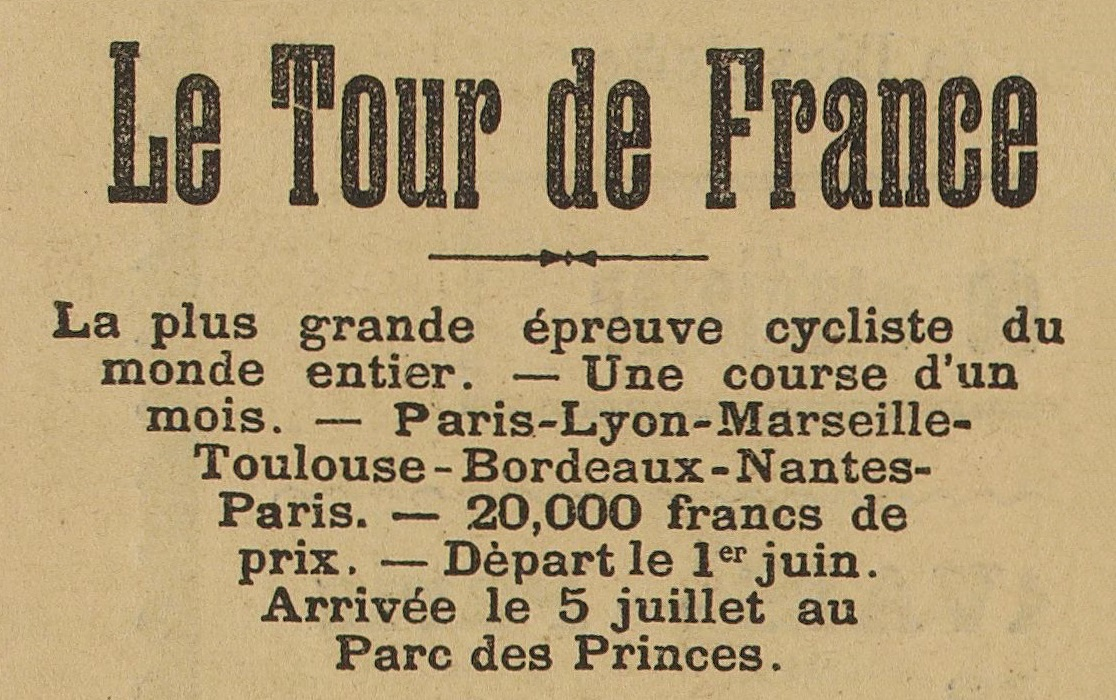
Une du journal L'Auto du 19 janvier 1903.

En juin 1899, Jules-Albert de Dion, un homme politique d’extrême droite antidreyfusard et industriel fondateur de la marque De Dion-Bouton, pionnier de l'automobile, est condamné à quinze jours de prison pour son implication dans une bagarre provoquée par des antidreyfusards, au lendemain du cassement de la condamnation du capitaine Dreyfus, lors d'une réunion publique en présence du président de la République, Émile Loubet. Pierre Giffard critique alors publiquement l'engagement politique du comte de Dion et demande sa démission de la présidence de l'Automobile Club de France. De là naît un conflit entre les deux hommes, qui pousse notamment Pierre Giffard à ne plus faire mention des voitures De Dion-Bouton dans les pages de son journal. Le comte de Dion prend alors ses distances avec Pierre Giffard et décide de créer son propre journal, L'Auto-Vélo. Il est appuyé dans sa démarche par d'autres industriels du cycle et de l'automobile, dont Adolphe Clément, Édouard Michelin ou le baron Étienne van Zuylen van Nyevelt, président de l'Automobile Club de France, qui s'indignent également des tarifs publicitaires pratiqués par Pierre Giffard pour son journal.
Ils confient la direction de ce nouveau quotidien à Henri Desgrange, ancien coureur cycliste et premier recordman de l'heure, mais également spécialiste de la presse sportive puisqu'il a officié en tant que directeur d'un quotidien alors disparu, Paris-Vélo, et dirige la rubrique cycliste et automobile du journal L'Outsider depuis juin 1899. Alors que Le Vélo est publié sur papier vert, Henri Desgrange fait éditer son quotidien L'Auto-Vélo sur papier jaune et affirme son programme, le soutien de l'industrie automobile et cycliste. Lancé le 16 octobre 1900 à l'occasion de l'Exposition universelle et des Jeux olympiques de Paris, le quotidien est condamné le 2 janvier 1903 pour usurpation de titre lors d'un procès intenté par les directeurs du quotidien Le Vélo. Ne pouvant plus comporter le mot vélo, le journal est alors rebaptisé L'Auto,.
Alors qu'il craint que les lecteurs passionnés de cyclisme ne se détournent de son quotidien à cause de sa nouvelle appellation, Henri Desgrange sollicite ses collaborateurs afin d'élaborer une course qui dépasserait en renommée celles organisées par Le Vélo, tout en favorisant les ventes de L'Auto. Le 20 novembre 1902, lors d'une conférence de rédaction suivie d'un déjeuner dans la brasserie parisienne Le Zimmer, le journaliste Géo Lefèvre propose alors à son patron d'organiser une course cycliste qui ferait le tour de la France. D'abord sceptique, Henri Desgrange approuve finalement le projet. Le 19 janvier 1903, L'Auto annonce dans sa une la création du Tour de France, « la plus grande épreuve cycliste jamais organisée ».

### De 1903 à la Première Guerre mondiale

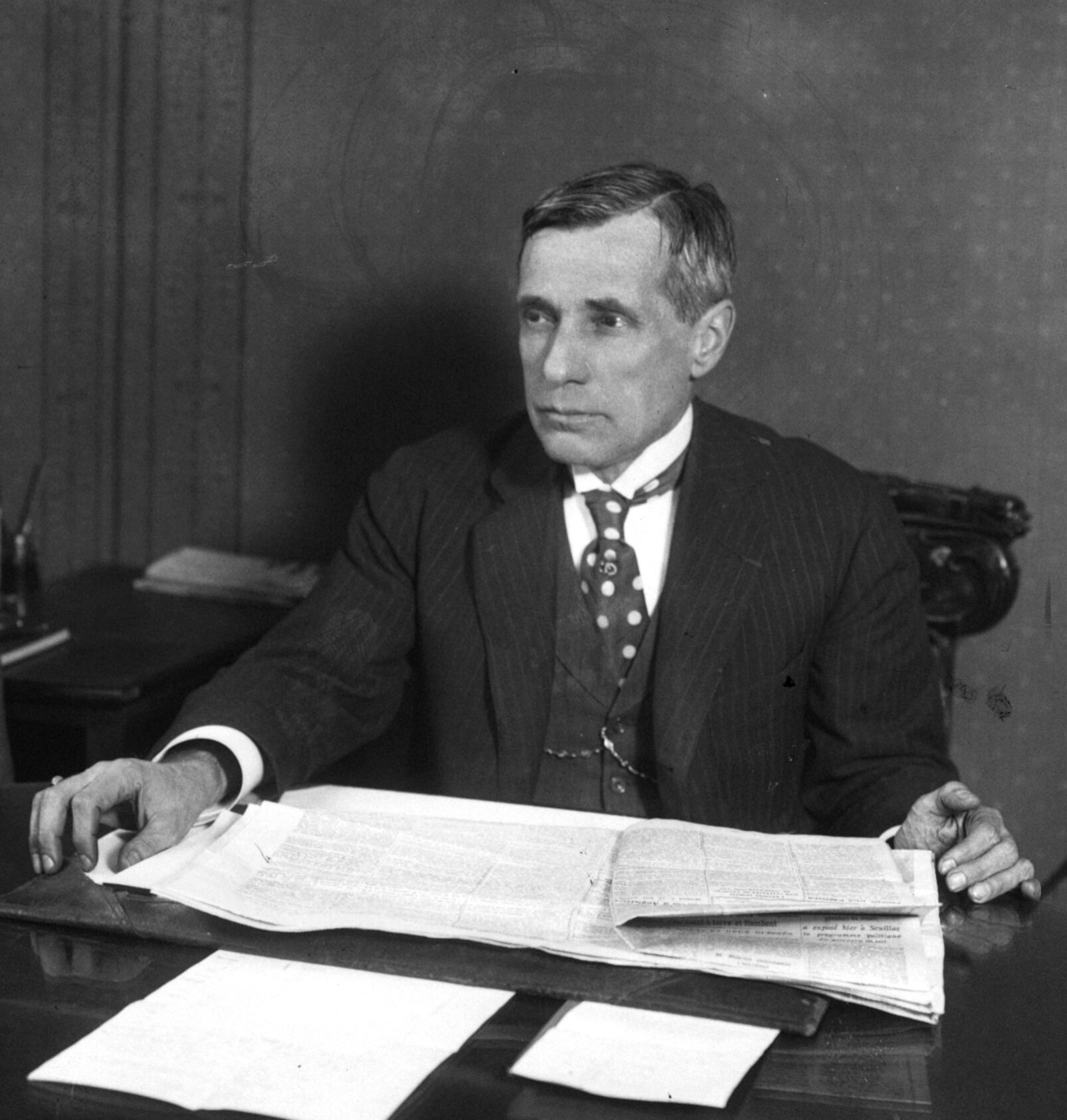
Henri Desgrange en 1914.

Le Tour de France 1903 s'élance de Montgeron le 1er juillet devant le café « Le Réveil-matin ». Il relie les principales villes françaises, Lyon, Marseille, Toulouse, Bordeaux, Nantes et Paris, en six étapes, pour un parcours total de 2 428 km. Le public, estimé entre 200 000 et 500 000 personnes, est faiblement présent sur l'ensemble du parcours, mais le Tour de France est néanmoins un succès lors de son arrivée à Paris, où le public se presse à Ville-d'Avray, lieu d'arrivée réel, puis au Parc des Princes pour accueillir les premiers héros du Tour, dont le vainqueur Maurice Garin. Les journaux battent des records de ventes : L'Auto, organisateur de l'épreuve, voit ses ventes augmenter considérablement, passant de 30 000 à 65 000 exemplaires par jour à la suite de cet évènement. Au lendemain de la 1re étape entre Paris et Lyon, une édition spéciale est même tirée à 93 000 exemplaires, tandis que l'édition spéciale suivant l'arrivée de la dernière étape est tirée à 135 000 exemplaires. Le Tour de France suscite un véritable engouement dans les milieux sportifs, qui suivent la compétition au quotidien grâce à la presse et en discutent.
L'Auto dépassant peu à peu ses concurrents, Henri Desgrange décide de renouveler l'expérience en 1904, mais le Tour est rapidement victime de son succès. Alors que des débordements du public sont déjà constatés en 1903, les actes de chauvinisme local sont exacerbés l'année suivante : des cyclistes sont agressés dans le col de la République ou dans les environs de Nîmes, des lettres dénonçant les tricheries de certains coureurs sont envoyées à la direction du journal, des clous sont semés sur la chaussée. Le public va ainsi à l'encontre de l'idéal d'unité nationale véhiculé par le Tour et soutient ses coureurs régionaux. La course part de Paris, s'y termine, et la majorité des coureurs en sont originaires : le Tour diffuse dans les provinces françaises les valeurs parisiennes, qui suscitent parfois une vive opposition. Bien après l'arrivée, le Tour défraie toujours la chronique : l'Union vélocipédique de France (UVF) décide en novembre de déclasser les quatre premiers du classement général, accusés de diverses infractions au règlement de la course. Le jeune Henri Cornet est alors déclaré vainqueur. Cette décision, justifiée par des actes de tricheries, découle aussi probablement de la rivalité entre les dirigeants de L'Auto et de l'UVF, cette dernière jalousant le succès du Tour. Henri Desgrange reconnaît alors que « ce dernier Tour de France aura été le dernier, il sera mort de son succès, des passions aveugles qu'il aura déchaînées ».

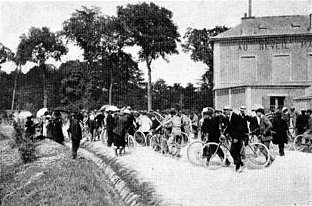
Le Café « Le Réveil-matin », le jour du départ de la première étape du Tour de 1903.

Après avoir un temps envisagé de renoncer à organiser une nouvelle édition de son Tour de France, Henri Desgrange apporte en 1905 un certain nombre de modifications au règlement afin de mieux contrôler le déroulement de la course et éviter les irrégularités constatées l'année précédente. Les étapes, désormais au nombre de onze, sont plus courtes, de sorte que les coureurs ne roulent plus la nuit. Le classement général au temps est remplacé par un classement par points. C'est également à partir de cette année qu'à l'initiative d'Alphonse Steinès, un collaborateur de Desgrange, le Tour se rapproche de ses frontières, jusqu'à former un « chemin de ronde », un « encerclement processionnel du pays qui manifeste ostentatoirement les valeurs de la France moderne et industrielle, le dynamisme et la santé éclatante de la jeunesse ».
Une attention particulière est portée à l'Alsace-Lorraine, annexée par l'Empire allemand en 1871. Le passage par le Ballon d'Alsace en 1905, puis les arrivées d'étape programmées à Metz de 1907 à 1910 vont dans ce sens. Ce passage du Tour en terres allemandes est notamment rendu possible grâce à l'intervention du comte Ferdinand von Zeppelin, qui obtient l'assentiment des autorités allemandes. Ces escales sont l'occasion pour la population locale d'exprimer son sentiment français. Inquiet des manifestations de patriotisme auxquelles ces étapes donnent lieu, et dans un contexte de dégradation des relations franco-allemandes, Guillaume II empêche l'incursion du Tour en territoire allemand à partir de 1911. Ainsi le Tour ne promeut plus seulement les valeurs de l'effort physique, de l'énergie, du courage et du progrès technique, il délimite aussi le territoire français, rappelle les prétentions françaises sur l'Alsace-Lorraine et passe ainsi dans « l'arsenal de la revanche ». Cette tendance s'accentue à partir de 1912 dans les pages de L'Auto, où les articles de Desgrange se font plus offensifs et décrivent le Tour comme une « croisade de la régénération physique en France ».
En s'étendant aux frontières, le Tour prend aussi de l'altitude. Alors que la moyenne montagne est présente dès 1905, avec l'ascension du Ballon d'Alsace, de la côte de Laffrey et du col Bayard, puis du col de Porte dès 1907, Henri Desgrange se montre peu enclin à envoyer les coureurs vers des sommets plus élevés. Alphonse Steinès, un de ses collaborateurs, le convainc pourtant de répondre à l'appétit du public et de passer par les Pyrénées lors du Tour de France 1910. Il ébauche un projet d'étape entre Luchon et Bayonne, via les cols de Peyresourde, d'Aspin, du Tourmalet et d'Aubisque. Inquiet, Henri Desgrange l'envoie en reconnaissance et les quatre cols sont bien inscrits au programme de ce Tour. Le vainqueur de l'étape, Octave Lapize qualifie à cette occasion les organisateurs de « criminels ». Cette étape marque le début de la recherche de démesure du Tour de France. Le remplacement en 1911 du col de Porte par le Galibier, qui marque les esprits du public et des organisateurs, achève sa conquête de la haute montagne.

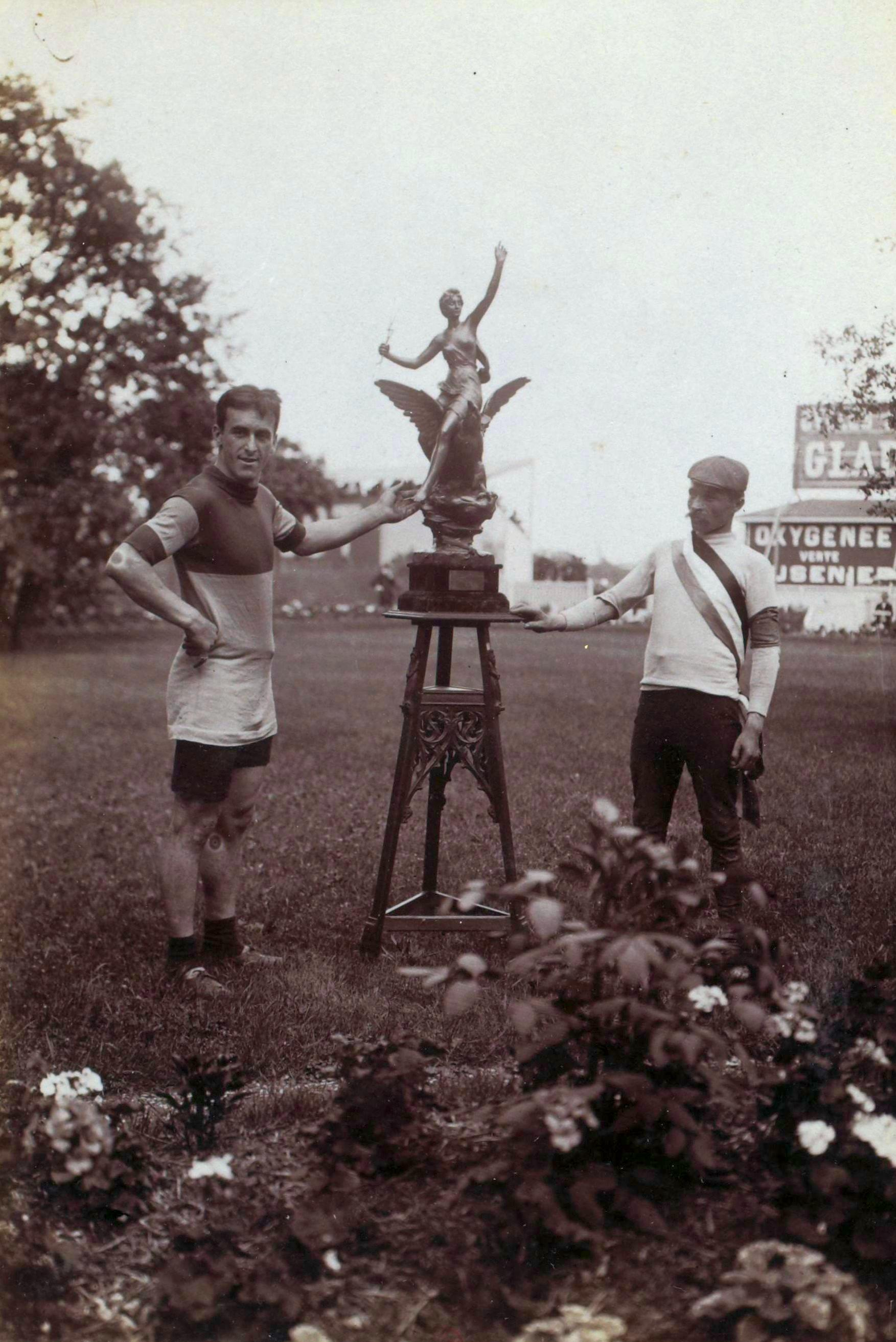
Garin et Pothier autour du premier trophée remis.

La popularité du Tour s'accroît rapidement durant cette période. Malgré une présence modeste du public, plutôt faible aux départs d'étapes et sur la route mais plus nombreux aux arrivées et aux contrôles, le Tour devient une « grande fête populaire du cycle et des frontières ». Trois types de spectateurs peuvent être distingués à cette époque : un public sportif, composé d'une part d'aristocrates et de bourgeois mécanisés qui suivent une partie de la course et d'autre part de passionnés présents au bord de la route, et le public populaire pour lequel le passage du Tour est l'occasion d'une fête estivale. La course devient en effet « prétexte à un prolongement des fêtes du 14 juillet » et « un bon mobile pour célébrer les valeurs républicaines ». À ce titre, l'État soutient l'organisation du Tour. Ainsi une circulaire ministérielle de 1912, qui reste en vigueur jusqu'aux années 1950, enjoint aux maires de ne pas entraver l'organisation des courses cyclistes qui « sont une mise en valeur de la jeunesse française, pour le plus grand profit de l'Armée et du Pays ».
Dès les premières éditions, les exploits des coureurs du Tour de France sont mis en valeur par L'Auto et Henri Desgrange, qui voit en eux « l'aristocratie du muscle ». Ils sont considérés par le public comme des héros « car ils ont su triompher de tous les obstacles de la route, et cela grâce à une simple bicyclette », mais aussi comme des « soldats du sport » qui « fascinent les milieux populaires ». Leur héroïsme s’accroît à partir de 1910 lorsqu'ils franchissent la haute montagne, qui donne à leurs exploits « une dimension mythologique ». Si en 1903 quelques « géants de la route », comme Maurice Garin, Jean Fischer, Hippolyte Aucouturier ou Édouard Wattelier côtoient une majorité d'inconnus, le nombre de coureurs professionnels va croissant. Les incidents de course, à l'image de celui d'Eugène Christophe en 1913 qui casse la fourche de son vélo dans la descente du col du Tourmalet avant de la réparer lui-même, en vertu du règlement, dans une forge de Sainte-Marie-de-Campan, renforcent la popularité du Tour en lui conférant une intensité dramatique.
Le Tour de France 1914 s'achève quelques jours avant que débute la Première Guerre mondiale. L'Auto donne régulièrement des nouvelles des sportifs mobilisés sur le front et annonce la mort de plusieurs coureurs du Tour. Le Luxembourgeois François Faber, vainqueur en 1909, meurt lors de la bataille de l'Artois de mai 1915. Octave Lapize, qui s'est engagé dans l'aviation, est abattu le 14 juillet 1917 au-dessus de Verdun. Enfin Lucien Petit-Breton, premier double lauréat du Tour (en 1907 et 1908) meurt le 20 décembre 1917 dans un accident automobile à l'arrière du front. Henri Desgrange, qui a espéré organiser le Tour en 1915, s'engage volontairement en 1917 et continue de rédiger des articles pour L'Auto depuis le front. Alors que l'armistice est signé le 11 novembre 1918, dès la semaine suivante, Henri Desgrange annonce dans L'Auto que le Tour renaîtra en 1919 avec « cela va sans dire une étape à Strasbourg ».

### La renaissance suite à l'enfer (1919-1929)

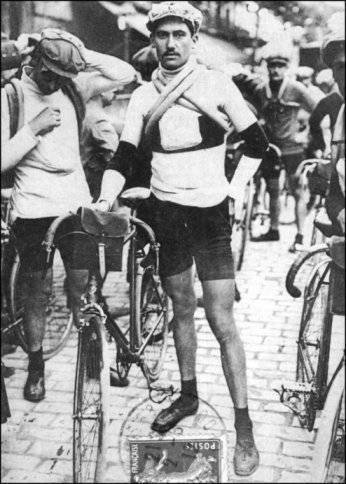
Henri Pélissier en 1919.

Après quatre années d'interruption, le Tour reprend ainsi en 1919. Les constructeurs de cycles, n'étant pas en mesure de mettre sur pied des équipes compétitives face au manque de pneumatiques et d'accessoires, acceptent l'idée d'Alphonse Baugé de se regrouper dans un consortium sous le nom de « La Sportive ». Seuls onze coureurs terminent ce Tour rendu difficile par les routes endommagées ou peu entretenues durant le conflit mondial. Il est alors remporté par le Belge Firmin Lambot. C'est lors de cette édition que naît un symbole majeur du Tour de France : Eugène Christophe reçoit le premier maillot jaune de l'histoire du Tour. Ce maillot naît de la volonté d'Henri Desgrange de distinguer plus facilement le leader du classement général. Le choix de la couleur jaune présente un double avantage, car c'est à la fois la couleur des pages du journal L'Auto tout en étant une couleur absente des maillots portés par les coureurs du Tour. Quelques décennies plus tard, la couleur jaune est normalisée Pantone 123 C pour garantir l'uniformité dans sa représentation, tant au niveau du maillot que des logotypes.
Les premières éditions d'après-guerre ne rencontrent pas le même succès que celles d'avant-guerre, bien que les quatre succès belges de 1919 à 1922, dont celui de Philippe Thys qui devient en 1920 le premier coureur à remporter trois Tours de France, sont bien accueillis dans leur pays. L'image du Tour pâtit de la présence de « champions peu charismatiques » et des entorses au règlement de la course. Bien qu'Henri Desgrange soit resté intransigeant sur le caractère individuel de la compétition, les victoires doivent beaucoup aux ententes entre coureurs du consortium La Sportive, puis de l'équipe Peugeot en 1922. Le Tour connaît un éphémère regain d'enthousiasme en 1923 avec la victoire d'Henri Pélissier, l'un des coureurs français les plus populaires de l'époque.
L'emprise de Desgrange sur la course n'est pas appréciée de tous, elle est même une jugée comme une des causes de la dégradation de l'image du Tour de France à la fin des années 1920[réf. nécessaire]. En 1924, les frères Francis et Henri Pélissier abandonnent pour protester contre un règlement jugé trop sévère. Ils se livrent au journaliste Albert Londres, qui couvre le Tour pour Le Petit Journal. Ils lui décrivent les difficultés et la souffrance des coureurs du Tour de France, « en accentuant le côté dramatique de l'épreuve ». En titrant son article « Les forçats de la route », Albert Londres rend cette expression et l'image qu'elle véhicule durablement populaires et fait découvrir au public une réalité peu connue,. Henri Pélissier poursuit dans sa protestation contre Desgrange et son règlement trop strict en envoyant un courrier à différents journaux. L'Humanité s'en saisit et suit pour la première fois le Tour de France.
Le Tour de France s'élance pour la première fois hors de la région parisienne en 1926 avec un départ à Évian, tout en effectuant une boucle similaire à celle des éditions précédentes. Henri Desgrange souhaite ainsi « réduire le temps entre la sortie des Alpes et l'arrivée à Paris. Les promenades en groupe ne signifient rien et finissent par lasser le public. ». C'est au cours de cette année-là que se déroule l'étape Bayonne - Bagnères-de-Luchon (326 km à parcourir, le dernier coureur mettra 22 h 47 min) et qui « reste aujourd'hui encore entouré d'une aura mystique ». Ce nouveau parcours, le plus long de l'histoire du Tour avec 5 745 km, n'a pas l'effet escompté car un grand nombre d'étapes se terminent par un sprint massif du peloton. Afin d'y remédier, Desgrange invente l'année suivante une nouvelle formule : lors des étapes de plaine, les équipes s'élancent séparément. Les spectateurs ne comprennent pas l'enjeu et le déroulement de cette course. En 1928, il met en œuvre une nouvelle idée : chaque équipe est autorisée à faire appel à trois remplaçants après les Pyrénées afin de leur permettre de concurrencer l'équipe Alcyon qui domine la course. Six coureurs entrent ainsi en course à Marseille, et font l'objet d'un classement général séparé. En d'autres occasions, Desgrange renonce à son idéal sportif pour maintenir l'intérêt de la course. Il paie par exemple des coureurs pour qu'ils accélèrent lorsqu'il estime que le peloton est trop lent. En 1929, le Belge Maurice De Waele, malade, s'impose grâce à l'aide de ses coéquipiers de l'équipe Alcyon. Pour Henri Desgrange, « on fait gagner un cadavre. » Le Tour et son règlement, qui interdit l'entraide, sont définitivement discrédités.

### De la naissance des équipes nationales à la Seconde Guerre mondiale (1930-1939)

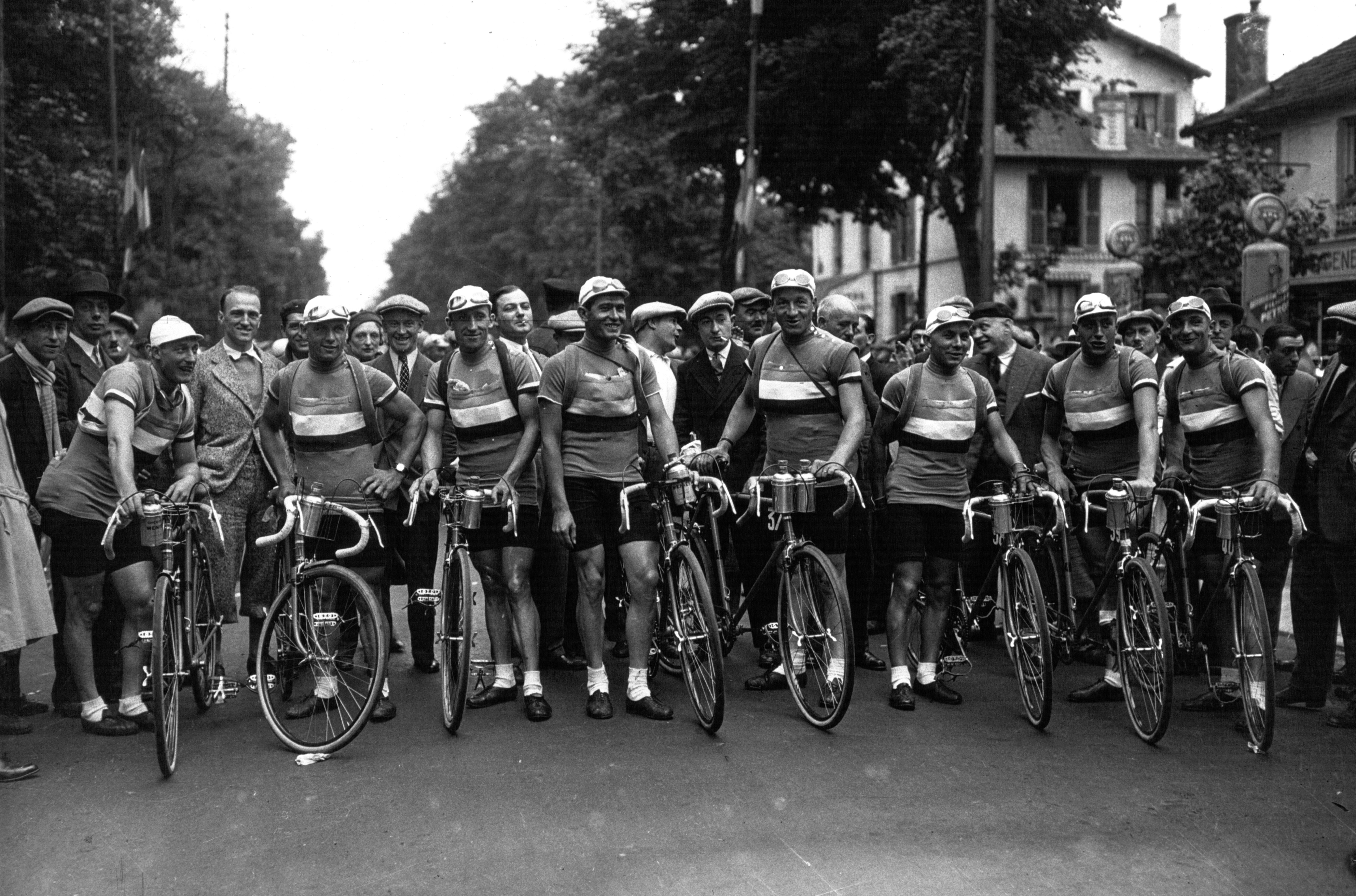
L'équipe de France au départ du Tour de 1932.

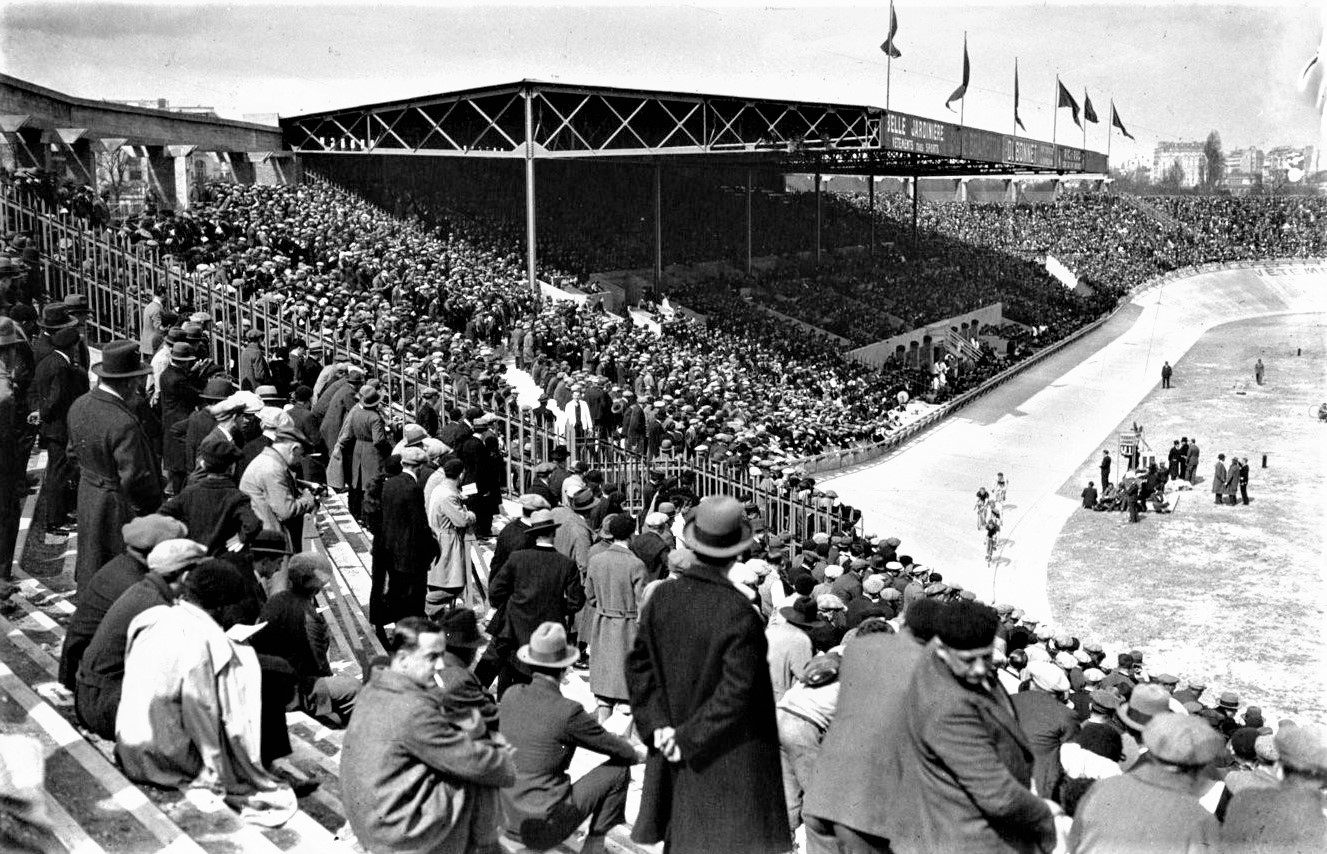
La traditionnelle arrivée finale du Tour sur l'ancien vélodrome du stade du Parc des Princes en juillet 1932.

Afin d'enrayer une certaine désaffection du public, Henri Desgrange décide de modifier en profondeur son règlement et bouleverse le mode de participation au Tour de France. Les marques de cycles sont supprimées pour laisser place aux équipes nationales. En contrepartie, L'Auto prend à sa charge les frais d'hébergement, de nourriture, de matériel, de soins et de massages pour les coureurs. Désormais, ces derniers contractent directement avec le Tour et sont tenus de signer une convention qui les lie à l'organisation de l'épreuve. L'Auto fournit en outre un vélo sans marque de couleur jaune à chacun de ces coureurs. Pour l'édition 1930, cinq équipes nationales regroupant 40 coureurs sont présentes : l'Allemagne, la Belgique, l'Espagne, la France et l'Italie. Les autres coureurs forment la catégorie des « touristes-routiers », qui courent tous à leurs frais et sont désormais sélectionnés : quarante places sont réservées aux coureurs des années précédentes et vingt à des coureurs qui ont fait leurs preuves au cours de la saison. Henri Desgrange intervient ainsi directement dans la sélection des coureurs. La formule des équipes nationales écarte de fait le Luxembourgeois Nicolas Frantz, pourtant double vainqueur du Tour. De même, il intervient auprès de la fédération belge pour écarter le tenant du titre, Maurice De Waele. Il convainc le campionissimo Alfredo Binda de participer, moyennant une prime de départ, mais refuse la participation de Costante Girardengo qui, associé à Binda, aurait formé selon lui un duo invincible.
Pour financer cette nouvelle formule, L'Auto trouve de nouvelles sources de revenus en mettant à contribution les villes qui participent par le biais d'une redevance en contrepartie de la publicité offerte et de l'activité générée pour l'hôtellerie et la restauration par la réception du Tour. La caravane publicitaire est également créée. L'idée originale est attribuée à Marc Thevenin, directeur de la publicité des chocolats Menier, qui lance un véhicule de la marque sur les routes du Tour de France 1928 pour suivre le peloton et distribuer des produits au public. La caravane lancée en 1930 est composée de six véhicules qui précèdent la course. Les entreprises y participant rémunèrent L'Auto, notamment par des prix et des primes. C'est ainsi qu'est créé un « embryon » de grand prix de la montagne : les chocolats Menier attribuent 5 000 francs au coureur passant le premier au sommet des sept grands cols du Tour. En 1931, Henri Desgrange décide d'organiser lui-même cette caravane publicitaire. Elle s'intègre rapidement dans le Tour de France et se développe. Elle « préfigure […] l'idéal social de la consommation de masse » et transforme le Tour des années 1930 en « un véritable défilé de véhicules ».
L'adhésion du public à la formule des équipes nationales est générale et suscite un véritable regain d'intérêt. Les victoires de l'équipe de France enthousiasment les spectateurs et projettent l'image d'une France unie. Les coureurs français s'imposent cinq fois successives de 1930 à 1934, alors qu'Henri Pélissier avait été le seul vainqueur français depuis 1919.

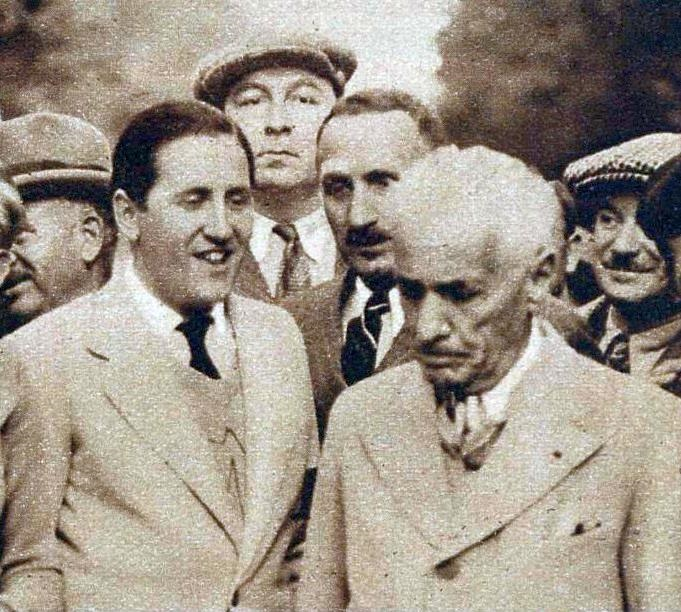
Jacques Goddet et Henri Desgrange en juillet 1933.

Les équipes nationales sont également créées dans un contexte de montée des nationalismes en Europe et accroissent les enjeux nationaux et le chauvinisme dans le Tour de France. Après les cinq victoires françaises, les Belges Romain Maes et Sylvère Maes s'imposent en 1935 et 1936. Afin de contrer l'équipe belge, jugée supérieure aux autres lors des contre-la-montre par équipes, les étapes disputées sous cette forme sont moins nombreuses en 1937. La rivalité entre Belges et Français lors de cette édition se conclut par le retrait de l'équipe belge après de nombreux incidents, à l'image de la pénalité infligée à Sylvère Maes, porteur du maillot jaune, car il avait été attendu et aidé par des individuels belges à la suite d'une crevaison. En Italie, Benito Mussolini suit avec intérêt les succès des champions italiens. En 1937, il pousse Gino Bartali à participer au Tour de France à des fins de propagande pour son régime, bien que ce dernier ne soit cependant pas fasciste, en étant plutôt reconnu pour sa foi catholique, au point d'être surnommé « Gino le pieux » ou « le mystique ». Alors que les journaux de la SFIO et du Parti communiste, Le Populaire et L'Humanité, se montraient jusque-là « peu favorables » au Tour, ils s'y intéressent à partir de 1936, tandis que des grévistes du Front populaire saluent le passage de la course. La guerre d'Espagne rejaillit également sur le déroulement du Tour. En 1937 et 1938, six coureurs espagnols s'engagent dans la compétition afin d'y représenter la République espagnole, dont Julián Berrendero et Mariano Cañardo, vainqueurs d'étapes dans les Pyrénées en 1937.

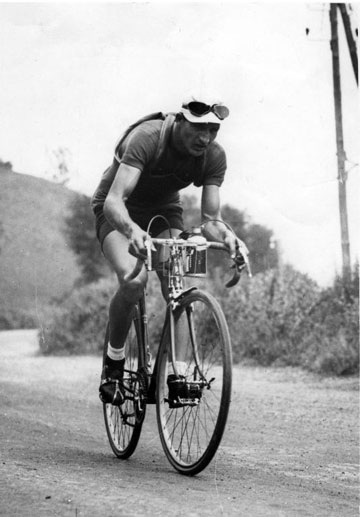
Gino Bartali sur le Tour de 1938.

Durant cette période, le Tour de France voit sa popularité croître. Avec le développement de sa couverture médiatique, le Tour de France devient le « pain quotidien médiatique au mois de juillet pour les Français ». Alors qu'au cours de la décennie précédente, le public se concentre principalement dans les villes et sur les sommets, le Tour dans les années 1930 attire une foule importante sur l'ensemble de son parcours, jusqu'à représenter selon les estimations le quart de la population française d'alors, soit 10 millions de spectateurs. Ce regain de popularité profite en premier lieu à L'Auto, dont les ventes augmentent et atteignent un maximum en 1933 avant de baisser par la suite. Durant les années 1930, L'Auto n'est cependant plus seul à profiter du succès du Tour. Toute la presse consacre une ou plusieurs pages au Tour. Le principal concurrent de L'Auto est Paris-Soir, qui se développe en publiant des reportages photographiques. Grâce à sa vitesse de parution, Paris-Soir paraît le soir même de l'étape et relate la course avant L'Auto, qui ne paraît que le lendemain matin. Cet aspect de la concurrence des journaux est à l'origine en 1933 du décalage des arrivées d'étapes du début à la fin d'après-midi. En 1929, le journaliste Jean Antoine, de L'Intransigeant, avec le soutien de la revue de sport Match, est le premier à réaliser des reportages radiodiffusés en dehors des studios. En 1930, l'ensemble des réseaux de radiodiffusion français retransmettent les quatre émissions quotidiennes. « Radio-course » apparaît en 1936, grâce au développement de la technologie sans fil : une voiture émettrice à l'arrière du peloton annonce la position de la course aux spectateurs. Le Tour de France fait également l'objet de premiers reportages d'actualité filmés en 1931. Leur projection quotidienne à Paris commence l'année suivante.
Le Tour de France 1939 s'achève un mois avant le début de la Seconde Guerre mondiale. Les tensions sont déjà palpables entre les futurs belligérants : l'Allemagne et l'Italie de Gino Bartali sont ainsi absentes. De la même manière, les conscrits Jean-Marie Goasmat, Pierre Cogan et André Bramard n'obtiennent pas de permissions pour disputer l'épreuve.

### Seconde Guerre mondiale et reprise à la Libération (1940-1946)
Malgré le début du conflit mondial, Henri Desgrange envisage toujours l'organisation du Tour en 1940. Il doit cependant renoncer en raison des zones militaires et donne alors rendez-vous à l'été 1941, mais malade, il meurt le 16 août 1940. Pendant l'Occupation, les Allemands souhaitent que le Tour de France soit de nouveau organisé, afin de « rallier tout le peuple français » et de « légitimer leur pouvoir en autorisant à nouveau une grande manifestation publique », ce que Jacques Goddet, qui a succédé à Henri Desgrange, refuse. Ce projet est confié au journal collaborationniste La France socialiste et à son chef des sports, Jean Leulliot, ancien journaliste de L'Auto et directeur de l'équipe de France pendant le Tour 1937. Jacques Goddet ayant interdit l'usage du nom « Tour de France », une course appelée « Circuit de France » est disputée du 28 septembre au 4 octobre 1942, en sept étapes, dont le Belge François Neuville sort vainqueur. En 1943, les industriels, déjà réticents en 1942, n'apportent pas leur soutien à La France socialiste et le Circuit de France n'est plus organisé. En 1943, Jacques Goddet crée le Grand Prix du Tour de France dont le classement est établi en comptabilisant les meilleurs résultats obtenus lors des principales épreuves. À la fin de la saison, le vainqueur se voit remettre un maillot jaune. Comme les autres journaux ayant paru pendant l'Occupation, L'Auto voit ses biens confisqués et n'est plus publié à partir du 17 août 1944.
Jacques Goddet, avec le soutien d'Émilien Amaury, créateur du Parisien Libéré, obtient néanmoins le droit de relancer un journal sportif mais sous un autre titre : L'Équipe paraît à partir du 28 février 1946. En juillet 1946, les journaux Sports, Miroir Sprint et Ce soir, sympathisants du Parti communiste français, lancent la Ronde de France, une course en cinq étapes de Bordeaux à Grenoble. Quelques jours plus tard, L'Équipe et Le Parisien Libéré donnent naissance à la course Monaco-Paris, également appelée la « Course du Tour ». Sur fond de politique, chacun espère pouvoir reprendre l'organisation du Tour de France, dès que l'état du pays le permettra. En juin 1947, alors que les ministres communistes ont quitté le gouvernement un mois plus tôt, l'État confie au Parisien Libéré et à L'Équipe le soin d'organiser le Tour de France. La Grande Boucle reprend ainsi en juillet 1947. Jacques Goddet est désigné directeur de course et Félix Lévitan, chef des sports au Parisien, directeur-adjoint.

### Pendant les Trente Glorieuses (1947-1979)
Durant les années 1950, sous l'impulsion de Félix Lévitan, le parcours du Tour « s'affranchit du chemin de ronde », ce qu'Henri Desgrange n'avait pas osé faire. Il explore le centre de la France, le Massif central, et y conquiert un nouveau public qui ne voyait pas passer la course auparavant. La découverte de nouvelles ascensions, notamment le Mont Ventoux en 1951, relance l'attrait sportif de la course. Les premières arrivées en altitude se font l'année suivante, à l'Alpe d'Huez, à Sestrières et au Puy de Dôme. Dans une Europe divisée en deux blocs, le Tour de France se développe en visitant régulièrement ses voisins italiens, suisses et belges. L'ouverture du Tour de France vers l'étranger est un choix des organisateurs en partie contraint par la concurrence d'autres courses, comme celle de la Course de la Paix, épreuve phare en Europe de l'Est et créée en 1948. Réservée aux amateurs, elle accueille un peloton plus large que celui du Tour de France. En 1961, un pendant occidental à la Course de la Paix est créé : le Tour de l'Avenir, réservé lui aussi aux amateurs et couru par équipes nationales quelques heures avant les professionnels sur le même parcours que le Tour de France. La concurrence de la Course de la Paix poussera le Tour à adopter une formule « open » dans les années 1980. En 1954, un Tour d'Europe est organisé par Jean Leulliot. L'annonce de l'évènement incite le Tour de France à prendre pour la première fois son départ de l'étranger, à Amsterdam, en 1954. Le Tour d'Europe n'a cependant pas le succès escompté, en raison de l'absence des meilleurs coureurs. Jean Leulliot ne parvient par à organiser son épreuve l'année suivante, et L'Équipe, Le Parisien Libéré, La Gazzetta dello Sport et Les Sports rachètent les droits de la course pour en organiser une deuxième et dernière édition en 1956. Les Tours de France et d'Italie « englobent » le Tour d'Europe et prennent le nom officiel de « Tour de France et d'Europe » et « Tour d'Italie et d'Europe »,,.
Les années 1950 voient le développement de la télévision. Elle arrive sur le Tour de France en 1948. L'arrivée au Parc des Princes lors de cette édition est l'occasion du premier reportage en direct hertzien de la télévision française. L'année suivante, des résumés d'étapes sont diffusés lors des premiers journaux télévisés, puis à partir de 1955, le résumé de l'étape du jour est proposé en soirée. Avec la progression de l'équipement des ménages, la télévision prend le relais de la presse écrite. La progression de ce nouveau média ne se fait pas sans accroc. Enthousiaste à son arrivée, Jacques Goddet craint l'emprise grandissante de la télévision sur son spectacle. En 1957, l'intervention de l'État est nécessaire pour assurer la présence de la télévision sur la course, après le refus de la Radiodiffusion-télévision française (RTF) de payer une redevance revue à la hausse. Dès 1959, les arrivées de certaines étapes sont retransmises en direct, en 1962, les dix derniers kilomètres de chaque étape, puis en 1964 chaque étape en intégralité. La diffusion du duel entre Jacques Anquetil et Raymond Poulidor sur les pentes du Puy de Dôme en 1964 marque le début de la passion des Français pour le Tour de France télévisé.
La diffusion du Tour à la télévision offre un nouveau support publicitaire pour les produits dont la consommation se développe à cette époque. Alors que la publicité est encore interdite à la télévision, les courses cyclistes permettent aux marques de s'offrir une présence à l'écran. Ce phénomène est renforcé par la situation économique difficile de l'industrie de cycle. En effet, concurrencées par l'automobile et le cyclomoteur, de plus en plus de firmes disparaissent et avec elles les équipes qu'elles financent. Le champion italien Fiorenzo Magni est en 1954 le premier à recourir à une marque « extra-sportive ». Il est rapidement imité par l'ensemble des équipes en 1955 et 1956. Les sponsors « extra-sportifs » restent cependant absents du Tour. Jacques Goddet s'affirme encore en 1961 « résolument opposé aux équipes de marques dans l'état anarchique actuel des choses. » Il se résigne pourtant à les accueillir à partir de 1962 pour relancer l'intérêt sportif de la course, après une édition 1961 écrasée par l'équipe de France de Jacques Anquetil, et à laquelle Poulidor a refusé de participer pour ne pas avoir à se mettre au service de ce dernier. Les équipes nationales font un bref retour en 1967 et 1968, sans succès. Adoptée « à titre expérimental », la formule des équipes de marques est maintenue par la suite,.
Le journal L'Équipe est en difficulté au milieu des années 1960 et racheté en 1965 par Émilien Amaury. L'organisation du Tour, devenue trop lourde pour le quotidien sportif et son associé Le Parisien libéré, est confiée à une société créée ad hoc en 1973, la Société d'exploitation du Tour de France, filiale du groupe Amaury. Jacques Goddet et Félix Lévitan restent à la tête de la course, bien que leur direction et leur vision archaïque soient critiquées. Durant les années 1960 et jusqu'aux années 1970, la situation économique du Tour se dégrade. Son organisation est déficitaire. Une relative désaffection du public est observée et la caravane se restreint considérablement. Les prix attribués aux coureurs demeurent inchangés, de sorte que leur valeur réelle diminue, ce qui mécontente le peloton. Le Tour de France semble subir les conséquences de la place croissante de l'automobile dans la société, aux dépens de la bicyclette. Le peloton cycliste français est également en difficulté. Des sponsors se retirent, au point qu'il ne reste plus que quatre équipes professionnelles françaises en 1974.
Le Tour de France parvient tout de même à se relancer au milieu des années 1970. Alors que les industries subissent la crise pétrolière, celle du cycle connaît un nouvel essor, grâce à une nouvelle mode partie de Californie au milieu des années 1960 et à l'émergence du mouvement écologique. En s'éloignant des grands axes de circulation pour aller à la rencontre de la France paysanne, le Tour de France suscite l'intérêt du secteur agricole en 1974. Enfin, le Tour, spectacle gratuit et fête populaire, attire de nouveau la foule sur le bord des routes, probablement grâce à son « aspect fédérateur […] face à la crise économique et au changement de société ». En 1975, les organisateurs opèrent une relance sportive, commerciale et touristique du Tour grâce à une nouvelle stratégie s'adressant aux spectateurs comme consommateurs et qui l'amène à devenir « promoteur de la France des loisirs et du tourisme ». Le classement du meilleur jeune, récompensé par un maillot blanc, et le maillot à pois de meilleur grimpeur sont introduits, et le Tour s'achève pour la première fois aux Champs-Élysées, où le président de la République Valéry Giscard d'Estaing remet son maillot jaune à Bernard Thévenet, qui met fin au règne d'Eddy Merckx. Félix Lévitan décrit les nouvelles priorités du Tour : « Nous voulons passer par les Alpes, par les Pyrénées, par le Massif central et terminer à Paris ». La course offre une promotion aux stations balnéaires et de sports d'hiver du pays. Neuf stations de sports d'hiver sont ainsi visitées en 1975. Le promoteur immobilier Guy Merlin devient un partenaire important. Jusqu'en 1982, le Tour fait régulièrement étape dans des stations où il mène des projets immobiliers. Un contrat d'exclusivité est même signé en 1978. Avec le retour des sponsors, la caravane reprend de l'ampleur, et le Tour de France redevient bénéficiaire à partir de 1976.
Le tournant commercial pris par le Tour de France est toutefois critiqué. L'importance prise par la télévision bouleverse le déroulement de la course : l'intérêt d'un passage à l'écran pour un sponsor d'équipe pousse des coureurs à chercher avant tout à passer à la télévision. Un retour aux équipes nationales est évoqué. Les nouvelles priorités du parcours multiplient les transferts entre villes et hôtels, au point que les coureurs improvisent une grève à Valence d'Agen en 1978. Quelques aménagements sont décidés en 1979, notamment sur l'horaire de départ des étapes, mais les priorités restent les mêmes et le Tour est amené à prendre encore davantage d'ampleur dans les années qui suivent.

### L'«extension mondialisée» (1980-2006)
Les années 1980 et 1990 sont une période d'internationalisation et de croissance du Tour de France.
La médiatisation du Tour de France est l’occasion pour des manifestants de faire connaître leur lutte syndicale : en 1982, pour la première fois de son histoire, une étape qui s’est élancée n’ira pas à son terme, la cinquième étape se courant en contre-la-montre par équipes est interrompue à Denain par des protestations contre la fermeture d’Usinor alors que trois équipes avaient déjà pris le départ.
Au début des années 1980, l'organisation du Tour de France cherche à élargir son audience et à trouver de nouveaux adversaires aux coureurs d'Europe de l'Ouest (les vainqueurs du Tour de France ne sont alors tous issus que de sept pays de cette région), et particulièrement à Bernard Hinault qui domine la compétition. L'idée d'un Tour « open », c'est-à-dire ouvert aux amateurs, est lancée par Félix Lévitan en 1982. Elle se réalise l'année suivante, moins ambitieuse toutefois que ce qu'imaginait ce dernier. Alors que le but de ce projet est de faire participer les coureurs d'Europe de l'Est, ceux-ci en sont empêchés par leurs dirigeants politiques. Une seule équipe amateur participe finalement au Tour de France 1983 : l'équipe de Colombie, qui révèle le grimpeur Luis Herrera, deux fois vainqueur du classement de la montagne. Au lieu de s'ouvrir à l'Est, le Tour élargit son horizon à l'ouest, avec l'arrivée en 1986 d'une équipe américaine, et d'un premier vainqueur américain, Greg LeMond. Si aucun coureur amateur d'Europe de l'Est ne participe au Tour, l'ouverture progressive de certains pays permet à des athlètes de devenir professionnels en Europe de l'Ouest. En 1987, le Tour fait un pas vers l'Est en partant de Berlin-Ouest. Cette édition marque tout de même la volonté d'internationaliser le Tour. Il faut attendre la chute du mur de Berlin puis la fin du pacte de Varsovie pour voir participer en nombre des coureurs d'Europe de l'Est,.

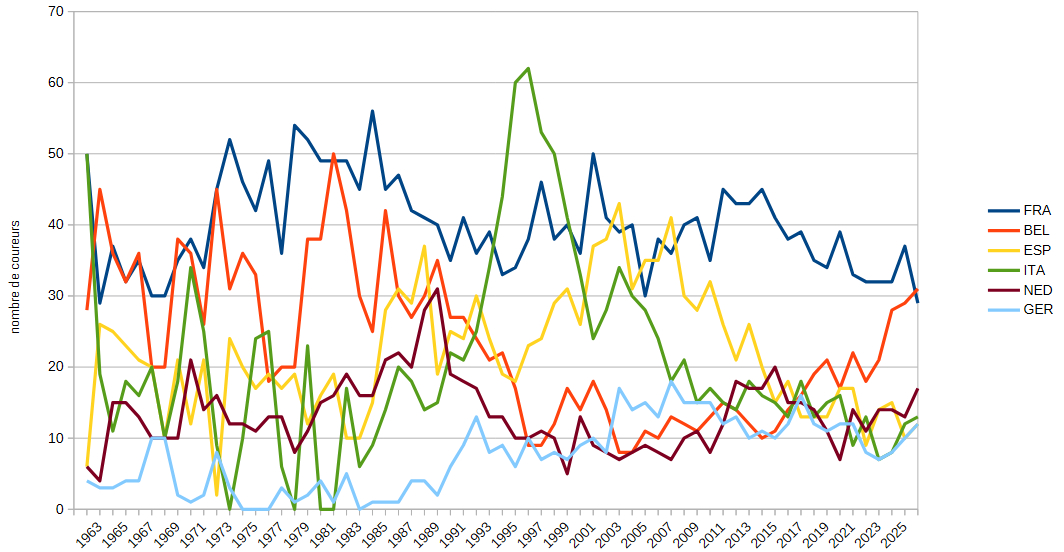
Graphique montrant le nombre de participants au tour de France par nation de 1965 à 2025.

La période voit le Tour de France devenir une « gigantesque machine économique ». Son suivi médiatique, ses recettes, son budget croissent, et sa place dans le cyclisme devient hégémonique. Ces évolutions sont pour partie liées à une stratégie des organisateurs du Tour. Ceux-ci changent d'ailleurs à la fin des années 1980. En 1988, Jean-François Naquet-Radiguet remplace Félix Lévitan, avec l'objectif de « moderniser » le Tour. Il signe des contrats avec de nouveaux diffuseurs et insuffle une nouvelle stratégie commerciale, poursuivie par son successeur Jean-Marie Leblanc, qui le remplace dès l'année suivante. Il s'agit de débarrasser le Tour de son image de « foire commerciale », et de s'appuyer sur un nombre restreint de sponsors plus importants, formant un « club des partenaires ». Ces politiques permettent au Tour de tripler son budget entre 1988 et 2003, grâce à une forte augmentation des droits télévisés et des recettes publicitaires. La Société du Tour de France devient en 1993, une filiale d'Amaury Sport Organisation.
Le Tour de France, déjà doté d'un prestige plus important que les autres courses depuis plusieurs décennies, acquiert une position hégémonique. Certains coureurs axent leur saison sur le Tour de France, et délaissent d'autres compétitions majeures du calendrier. Cette stratégie est initiée par Greg LeMond. Il est ensuite imité par Miguel Indurain, quintuple vainqueur entre 1991 et 1995, Lance Armstrong, détenteur du record de victoires avec sept succès de 1999 à 2005 jusqu'à son déclassement en 2012, ainsi que d'autres coureurs ayant eu l'objectif de gagner le Tour. Bernard Hinault est ainsi le dernier lauréat de la Grande Boucle à avoir remporté plus d'une victoire sur une classique dite « monument » (jusqu'à la victoire en 2018 sur Milan-San Remo de Vincenzo Nibali, vainqueur auparavant du Tour de France 2014 et du Tour de Lombardie 2015 et 2017). Les championnats du monde et les Tours d'Italie et d'Espagne souffrent aussi de la concurrence du Tour. La simple participation au Tour devient une motivation essentielle pour les sponsors d'équipe. Le nombre d'équipes candidates au Tour de France est croissant. En 1989, l'Union cycliste internationale instaure un système de sélection, basé sur le classement mondial par équipes, permettant aux mieux classées d'entre elles de participer automatiquement. Le nombre d'invitations laissées à la discrétion des organisateurs est faible, et les déceptions sont fréquentes, avec des conséquences sur le financement voire la survie des équipes écartées.

### LeXXIesiècle: plus international, plus moderne, plus patrimonial (2007-)
En 2007, Christian Prudhomme, ancien journaliste et commentateur du Tour sur France 2, devient le directeur du Tour après trois années de collaboration avec Jean-Marie Leblanc. À la sortie d'une période gangrenée par le dopage (entre l'affaire Festina, le déclassement de Floyd Landis et quelques années plus tard les révélations sur Lance Armstrong), il souhaite redorer le blason du Tour et du cyclisme en général en renforçant les contrôles sur l'épreuve,.
Afin de renouveler l'épreuve et la moderniser, Prudhomme et ses équipes apportent quelques innovations permises par les nouvelles infrastructures et les nouvelles technologies. Tout d'abord, le parcours visite plus souvent les massifs dits intermédiaires comme le Jura ou les Vosges afin de les traiter comme des étapes de montagne décisives. Cela passe également par la découverte de nouvelles routes et de nouvelles ascensions, dans tous les massifs. Le rôle du directeur de course, occupé par Jean-François Pescheux jusqu'en 2013 puis par Thierry Gouvenou depuis 2014 prend toute son importance. C'est sous la direction de Prudhomme que des ascensions comme le Port de Balès, la Hourquette d'Ancizan, les Lacets de Montvernier, le col du Grand Colombier ou la Planche des Belles Filles acquièrent une notoriété auprès des cyclistes du monde entier. Certains cols sont même goudronnés pour permettre le passage du peloton comme le col de Portet ou le col de la Loze.
Par ailleurs, il souhaite également rendre la course plus palpitante et retarder le suspense au plus près de Paris, tout en répartissant au mieux les difficultés sur l'ensemble de la course. Il propose des Tours avec des premières semaines très corsées, avec des étapes de moyenne montagne, ou des étapes de « classiques » en empruntant de nombreuses côtes (dans le style de la Flèche wallonne ou de Liège-Bastogne-Liège) ou des secteurs pavés (ceux du Paris-Roubaix notamment). Et sur les fins de Tours, dès 2009, l'épreuve propose ponctuellement une étape de montagne la veille de l'arrivée sur les Champs-Élysées, ce qui n'avait jamais été fait auparavant. En contrepartie, le nombre d'étapes contre-la-montre, et leur kilométrage, diminue sensiblement.
Le Tour suit également les nouvelles innovations technologiques et passe à une diffusion en haute définition en 2008. Des images de drones, pour valoriser les monuments, apparaissent dès 2013. En 2014, ce sont des caméras embarquées (les GoPro) sur les vélos qui arrivent sur la course. Puis en 2015, un partenariat avec Dimension Data permet aux spectateurs de suivre la course de façon inédite au moyen de données collectées en temps réel. En 2016, c'est l'apparition de caméras thermiques visant à lutter contre les vélos équipés de moteurs électriques qui marque l'épreuve. Et en 2017, le Tour marque un pas décisif pour sa médiatisation car pour la première fois, toutes les étapes sont retransmises en intégralité du départ à l'arrivée. Le Tour est également présent sur Internet et les réseaux sociaux comme Facebook ou Twitter, populaires dès le début des années 2010, ainsi que TikTok ou Instagram. L'épreuve fait également l'objet dès 2023 d'une série documentaire diffusée sur Netflix, Tour de France : Au cœur du peloton, qui relate les événements de l'épreuve de l'année précédente au travers de huit équipes ayant accepté d'ouvrir leurs portes aux caméras.
Prudhomme fait du Tour de France une vitrine touristique pour les régions intéressées, ce qui amène à des départs de l'étranger plus nombreux. Sous sa direction, le Tour partira plus de fois de l'étranger que de l'hexagone. Il arrive désormais que l'épreuve ne « traverse » plus une zone, mais y passe deux voire trois jours. C'est notamment le cas pour les Grands Départs et pour des étapes de montagne, qui permettent de valoriser une partie d'un massif sur plusieurs étapes. Du fait de la popularité du Tour et des retombées économiques qu'il engendre, l'organisation revendique plus de 260 candidatures annuelles pour recevoir une étape. Ces candidatures proviennent à la fois de villes mais aussi de communautés de communes, de départements voire de régions entières. Il n'est pas rare que certaines étapes prennent place intégralement dans un seul département,.
C'est durant cette période que le Tour fête sa 100e édition en 2013, avec un Grand Départ inédit de Corse, seule région de France métropolitaine que la course n'a jamais visitée. La même année, l'étape des Champs-Élysées connaît une modification en incluant dans le circuit final le tour de l'Arc de Triomphe. Initialement prévue pour fêter la centième édition, l'expérience a été renouvelée l'année suivante pour être conservée définitivement.
En 2019, pour la deuxième fois de son histoire (la première fois en 1982 en raison d’une manifestation), une étape du Tour est arrêtée avant son terme, le trajet de l’étape devant arriver à Tignes est barré par une coulée de boue ; les temps sont pris au col de l’Iseran sans toutefois désigner de vainqueur d’étape, les coureurs de tête ayant déjà franchi le col lorsque la décision a été annoncée. Cette année-là, le Colombien Egan Bernal devient le premier coureur sud-américain vainqueur du Tour, il est également le plus jeune lauréat de l'épreuve depuis le Tour 1909. L'année suivante, l'édition 2020 est reportée en raison de la pandémie de Covid-19 et part de Nice le 29 août pour se terminer le 20 septembre à Paris. Pour la première fois de son histoire, le Tour n'a pas lieu pendant le mois de juillet (selon les éditions, le Tour a pu s’élancer en juin ou en juillet et s’achever en juillet ou en août) mais en septembre.
En 2024, le Tour de France n'arrive pas à Paris pour la première fois en 120 ans. L'organisation des Jeux olympiques de 2024 dans la capitale cause de trop nombreux problèmes logistiques, obligeant l'organisation à déplacer l'arrivée finale. C'est Nice qui est sélectionnée pour cette arrivée exceptionnelle, avec un contre-la-montre individuel en ultime étape : une première depuis 1989. L'année suivante, en 2025, l'arrivée finale fait son retour à Paris mais avec une modification majeure. À la suite de l'immense succès populaire des épreuves de cyclisme sur route aux Jeux olympiques, dont le parcours passait par la butte Montmartre, le parcours de l'ultime étape inclut désormais 3 passages devant le Sacré-Cœur avec une boucle finale de 16,8 kilomètres,. La ligne d'arrivée sur les Champs-Élysées, quant à elle, reste inchangée.

Logo de 1990 à 1997.
Logo de 1997 à 2003.
Logo de 2003 à octobre 2018[Note 5].
Logo adapté pour la centième édition du Tour en 2013.
Logo depuis octobre 2018, utilisé à partir de l'édition 2019.

### Le dopage

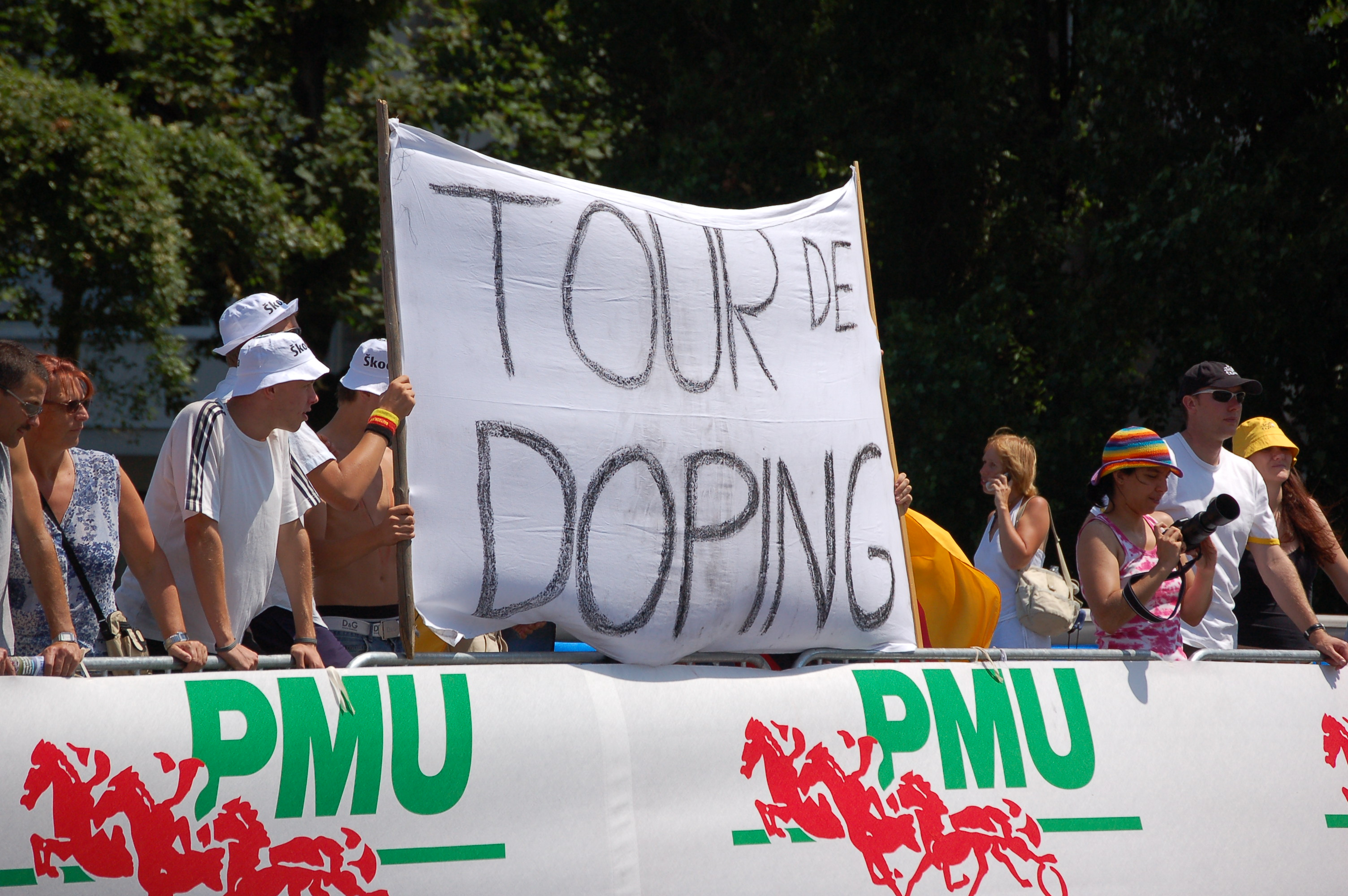
Affiche de spectateurs sur le Tour de France 2006.

Le dopage est présent dans le cyclisme depuis la fin du XIXe siècle. Jusqu'aux années 1950, il n'est pas un sujet d'inquiétude majeur et est « traité de façon cursive ou humoristique », bien que Desgrange s'en émeuve. Les consommations de produits par les coureurs ont été décrites par Albert Londres en 1924 dans son article Les forçats de la route. La lutte antidopage commence sur le Tour de France en 1966, après plusieurs incidents durant les années précédentes. Elle provoque une grève des coureurs conduite par Jacques Anquetil. Après le décès de Tom Simpson sur les pentes du mont Ventoux en 1967, des coureurs tirés au sort sont contrôlés à chaque fin d'étape à partir de 1968. Plusieurs affaires spectaculaires ébranlent le Tour à partir de la fin des années 1970 (mise hors course de Michel Pollentier, déclassement de Joop Zoetemelk, mise en cause de Pedro Delgado). Durant les années 1990, l'arrivée massive de l'EPO[précision nécessaire] modifie la physionomie de la course, en particulier lors des années de domination de Miguel Indurain, puis de Bjarne Riis (dont la victoire en 1996 est entachée d'un dopage avoué).
L'« affaire Festina » qui ébranle le Tour de France 1998 constitue un tournant dans la perception du dopage par le public et dans l'image du Tour de France. Elle révèle l'« ampleur du dopage » et le passage « d'un dopage artisanal à un dopage industriel, avec pour produit-phare l'EPO ». Depuis, des affaires de dopage touchent le Tour et ses principaux coureurs chaque année. La lutte traditionnelle (contrôles antidopage) se double dans les années 2000 d'une politique policière d'interventions en raison d'infraction sur les produits stupéfiants.

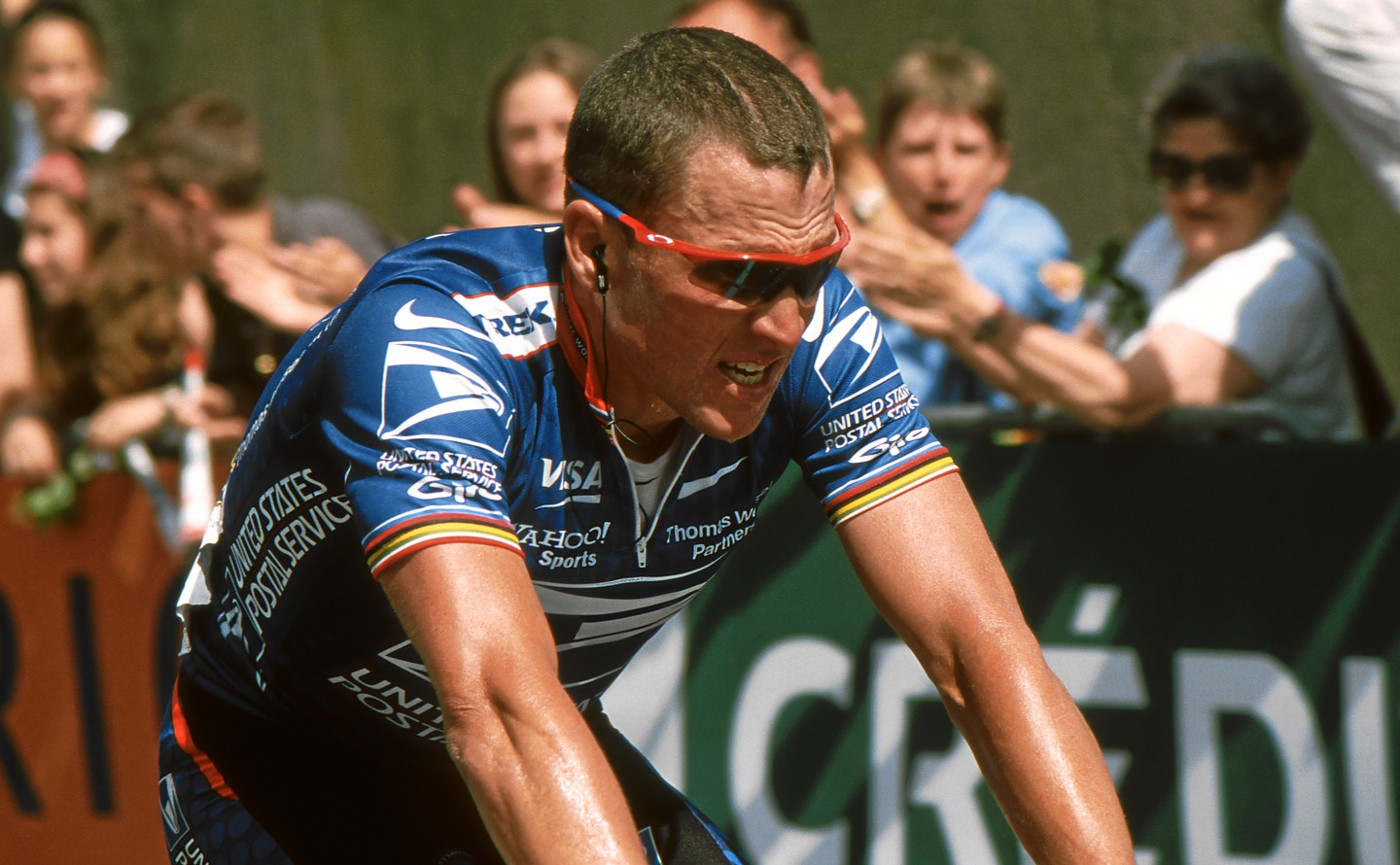
Lance Armstrong, en 2002.

En 2006, Floyd Landis est le premier vainqueur du Tour à être déclassé pour dopage, mais les exploits de Lance Armstrong, qui remporte sept fois le Tour de 1999 à 2005 en écrasant la concurrence, sont l'objet d'une « suspicion permanente ». Les journalistes se saisissent du sujet et révèlent des témoignages confirmant les pratiques dopantes d'Armstrong, ainsi que des contrôles positifs. En août 2012, l'Agence américaine antidopage prononce à l'encontre de Lance Armstrong une suspension à vie et le déchoit de ses sept titres pour plusieurs violations du Code mondial antidopage. La perte de ses titres est confirmée par l'UCI le 22 octobre 2012, et il n'est pas remplacé au palmarès de la course, qui est ainsi vierge. L'UCI respecte le souhait de Christian Prudhomme, qui signala que les dauphins d'Armstrong sur ces Tours sont également impliqués dans des affaires de dopage. En 2011, Alberto Contador prend le départ du Tour alors que le Tribunal arbitral du sport n'a pas encore statué sur le contrôle antidopage positif dont il a fait l'objet lors de l'édition précédente qu'il a remportée. Le 6 février 2012, Contador est finalement déclassé. De 1999 à 2011, neuf victoires sur quatorze tours, ont donc été annulées (en outre celle de Bjarne Riis en 1996, avait été rayée du palmarès en 2007, avant d'être rétablie, le 4 juillet 2008, avec une mention de ses aveux de dopage).

## Organisation

### Propriétaires et dirigeants
De 1903 à 1939, le Tour de France est organisé par L'Auto et est dirigé par Henri Desgrange, directeur de ce journal sportif. Après la guerre, le comte de Dion cède ses actions de L'Auto à Victor Goddet, administrateur financier du Tour de France à ses débuts. À la mort de ce dernier en 1926, son fils aîné Maurice Goddet se voit léguer la majorité des actions du journal, cependant qu'Henri Desgrange reste le patron du Tour. Il prend sous son aile le deuxième fils de Victor Goddet, Jacques, qui suit son premier Tour en 1928 après être entré au journal L'Auto, afin de l'amener à prendre sa succession. À la Libération, L'Auto est interdit de paraître et ses biens, dont le Tour de France, sont mis sous séquestre par l'État. La course est cédée à la Société du Parc des Princes, dirigée par Jacques Goddet, qui a succédé à Desgrange à la tête de L'Auto. Celui-ci confie l'organisation du Tour à L'Équipe, nouveau quotidien sportif qu'il dirige, et au Parisien libéré. Goddet reste à la tête du Tour de France jusqu'en 1987. De 1962 à 1987, il a pour adjoint Félix Lévitan, chef du service sportif du Parisien libéré. En 1965, les Éditions Philippe Amaury, propriétaires du Parisien libéré, achètent L'Équipe. Ce groupe de presse devient ainsi propriétaire du Tour de France, toujours organisé par L'Équipe et Le Parisien libéré jusqu'en 1973. En 1973, cette organisation est confiée à une filiale du groupe, la Société d'exploitation du Tour de France. Celle-ci devient en 1993 une branche d'Amaury Sport Organisation, filiale du Groupe Amaury spécialisée dans l'organisation d'évènement sportifs. La Société du Tour de France se fond ensuite dans ASO, pour en devenir le département cyclisme. Après les brefs passages de Jean-François Naquet-Radiguet (1987) et Xavier Louy (1987-1988), Jean-Marie Leblanc devient directeur du Tour en 1989. Christian Prudhomme lui succède en 2007.

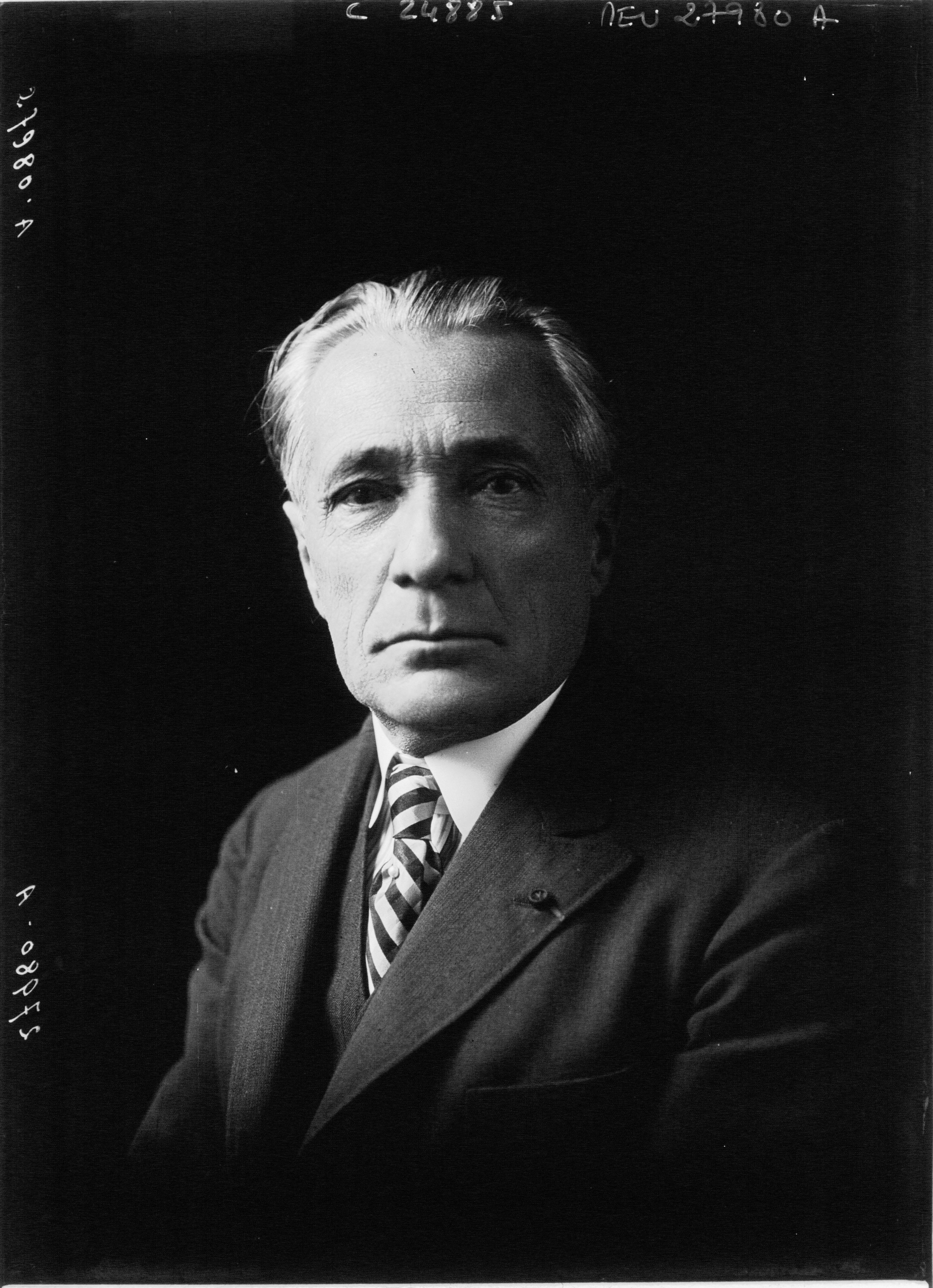
Henri Desgrange, 1914.
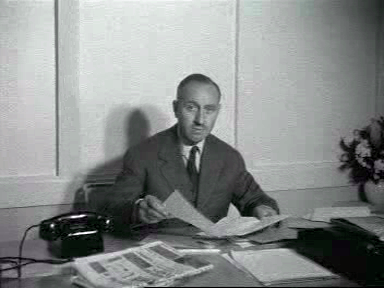
Jacques Goddet, 1954.
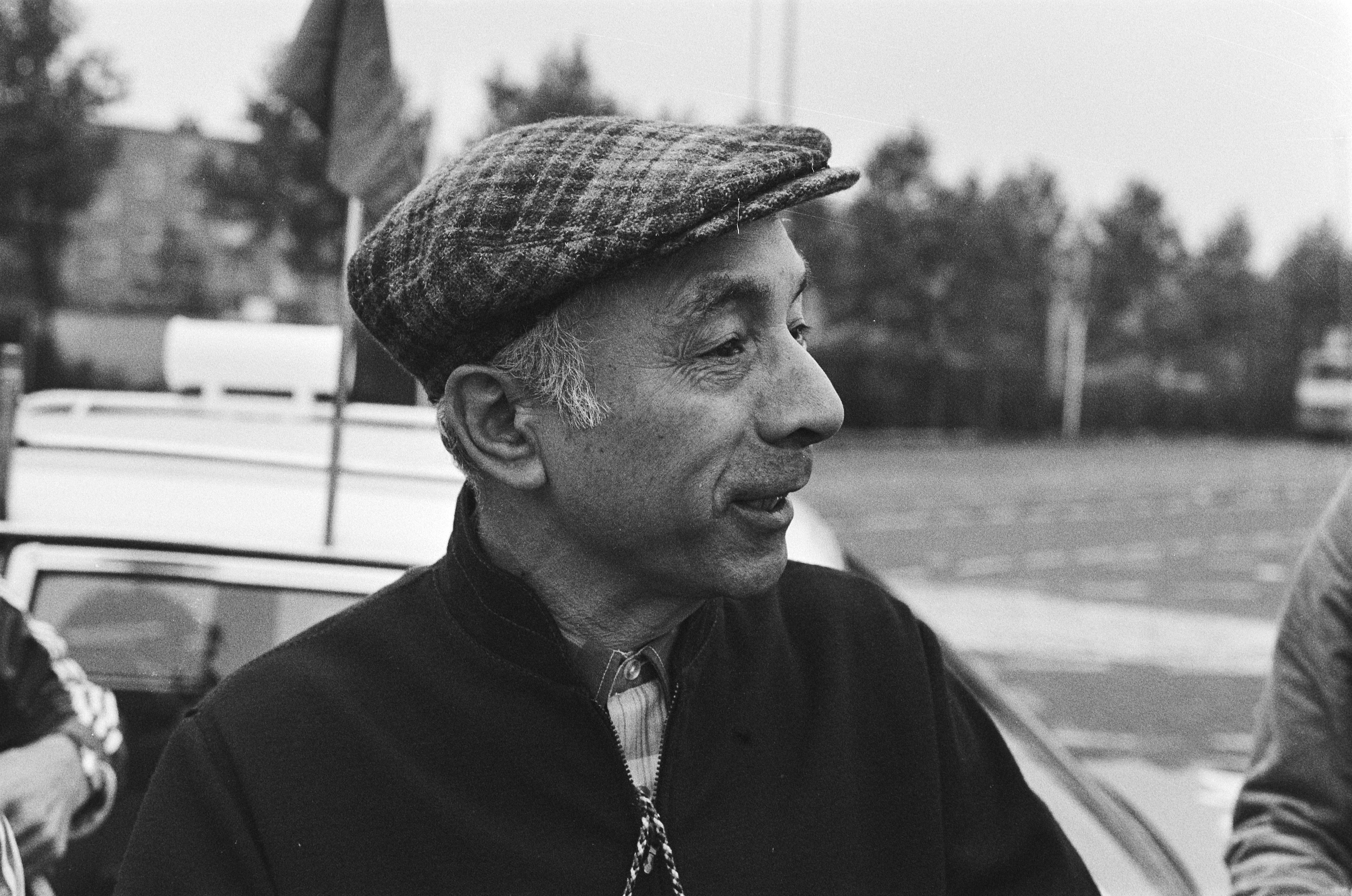
Félix Lévitan, 1978.
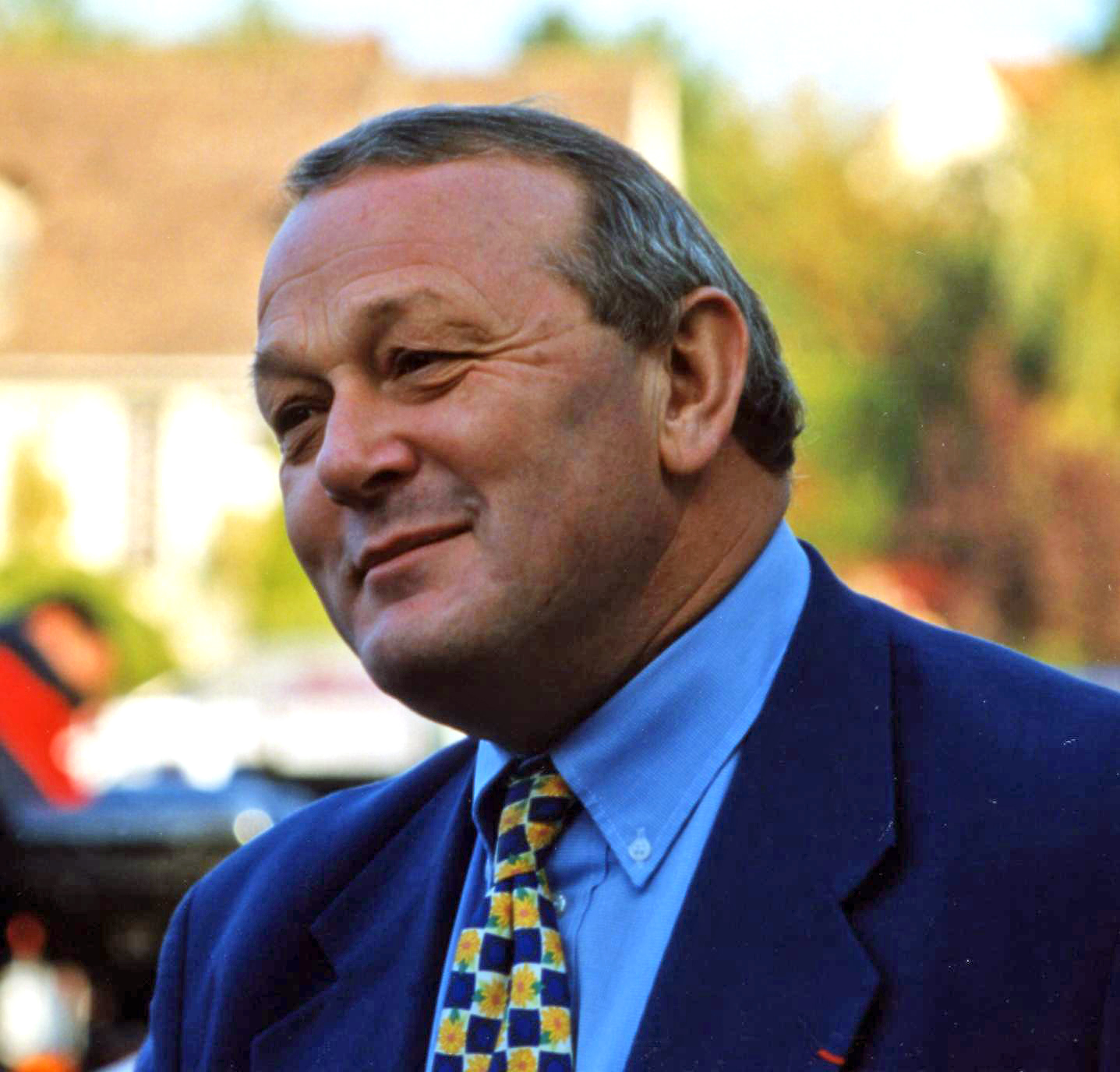
Jean-Marie Leblanc, 1997.
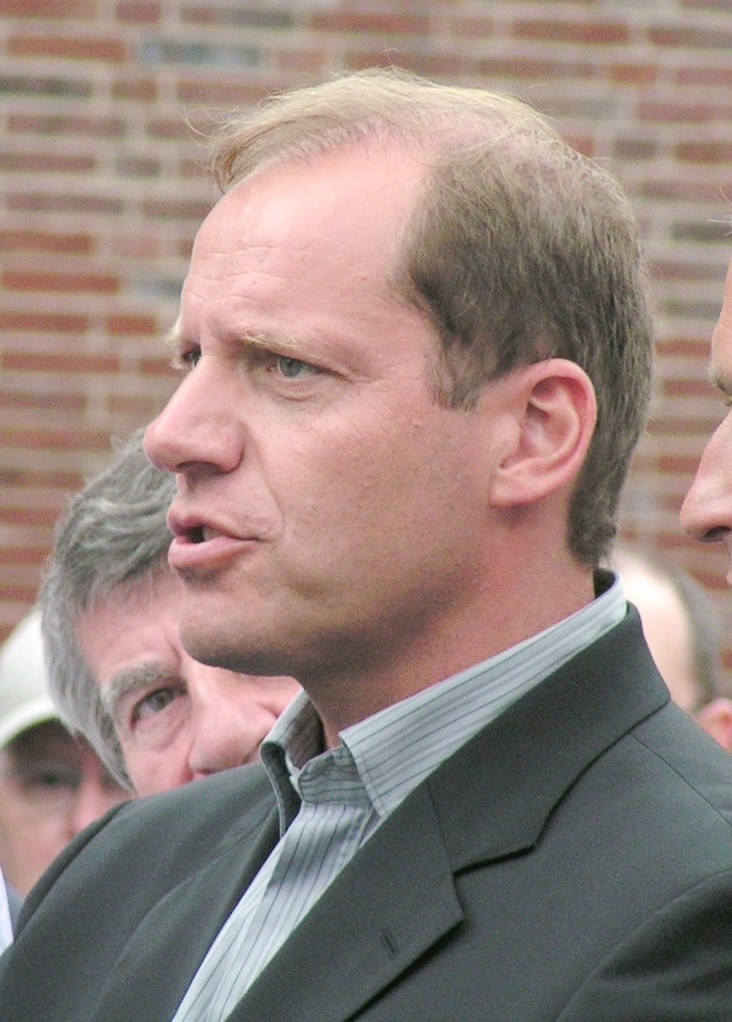
Christian Prudhomme, 2006.

### Budget
Créé pour porter un coup fatal au Vélo, journal concurrent de L'Auto, le Tour de France est depuis ses débuts un « spectacle sportif à visée commerciale ». L'accès gratuit pour les spectateurs lui assure une affluence importante, ce qui attire les annonceurs. Le Tour de France tire ses profits de trois sources : le prix payé par les collectivités pour être villes-étapes, le sponsoring de sociétés qui font leur publicité à travers le Tour de France, et les recettes liées à la relation ou la retransmission de la course : ventes de L'Auto puis de L'Équipe, droits de retransmission télévisée aujourd'hui.
Le budget du Tour de France et ses évolutions ne sont pas connus avec précision, la société qui l'organise ne publiant pas ses comptes. Plusieurs auteurs ont toutefois effectué des estimations. D'après ces derniers, ainsi que des déclarations de Félix Lévitan, le Tour « ne commencerait à devenir en lui-même profitable qu'à partir de la seconde moitié des années 1970 ». Après avoir fortement augmenté à partir des années 1950, le chiffre d'affaires du Tour a « explosé » dans les années 1980, étant multiplié par dix en vingt ans. Cette hausse est due pour un tiers aux droits des retransmissions télévisées, devenus au début des années 2000 la principale source de revenus. Ceux-ci ont supplanté les recettes issues du sponsoring et de la publicité, qui ont représenté les deux tiers du chiffre d'affaires des années 1950 à la fin des années 1980. Ces recettes publicitaires ont toutefois continué à augmenter. Sous la direction de Jean-François Naquet-Radiguet puis de Jean-Marie Leblanc à la fin des années 1980, la nouvelle stratégie commerciale du Tour l'a amené à s'appuyer sur un nombre restreint de sponsors, formant un « club des partenaires ». Au premier rang de ceux-ci figure le Crédit lyonnais, sponsor du maillot jaune depuis 1987. La caravane publicitaire du Tour est « le meilleur symbole de la dimension commerciale » de la course. Créée en 1930 pour être une nouvelle source de revenus lors de la création des équipes nationales, elle est formée par des véhicules publicitaires précédant les coureurs sur le parcours et distribuant des objets publicitaires ou des échantillons. Les véhicules de la gendarmerie font aussi partie de cette caravane, et dispensent des messages de prévention tout en distribuant de petits objets promotionnels, à l’instar des autres caravaniers. Enfin, les recettes issues des villes-étapes, qui existent depuis 1930, croissent depuis les années 1970, bien que leur part dans le chiffre d'affaires ait baissé depuis (jusqu'à 5 % en 2003, contre 40 % en 1952).

## Médiatisation

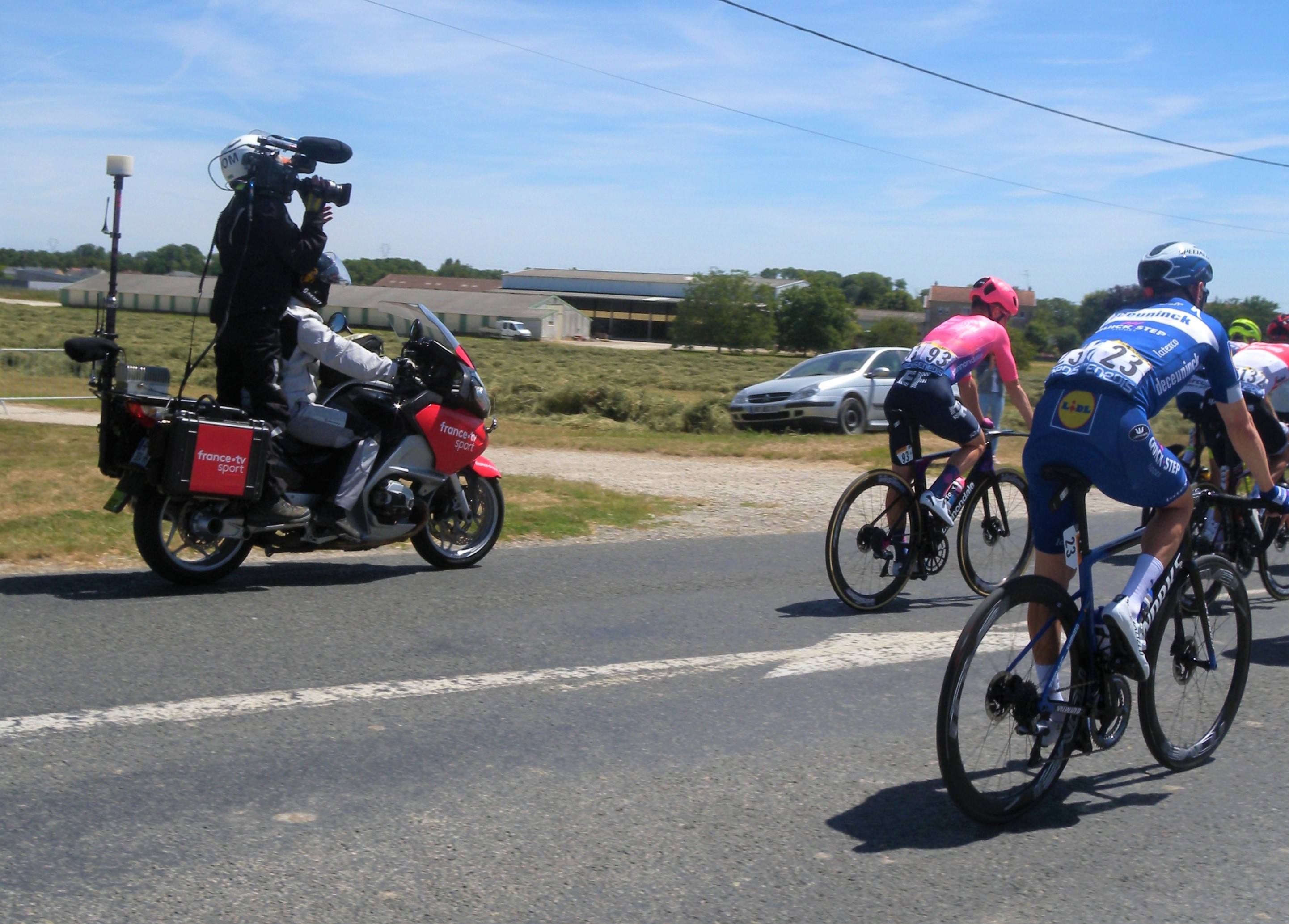
Cameraman lors de l'édition 2019.

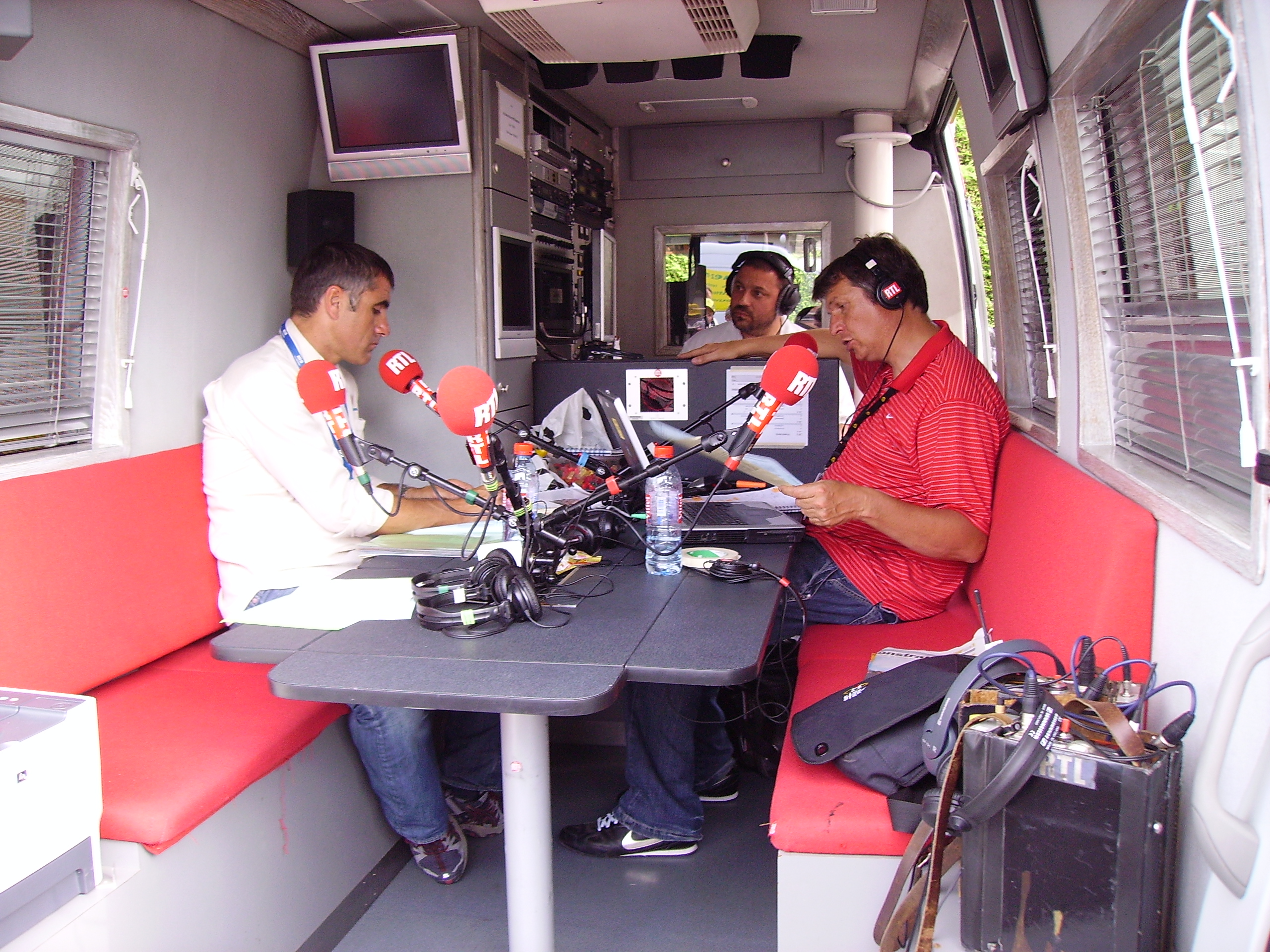
Studio radio itinérant lors de l'édition 2009.

Créé en 1903 par le quotidien sportif parisien L'Auto, le Tour est un excellent laboratoire pour les médias hors presse du XXe siècle. Le premier reportage radiophonique en direct a été réalisé par Jean Antoine et Alex Virot en 1929. Dès lors, la radio s’impose sur le journal, qui ne peut donner les résultats que le lendemain matin. Les actualités cinématographiques ne furent jamais de véritables concurrents, car elles diffusaient toujours les étapes avec plusieurs jours de décalage. La télévision est présente sur la route du Tour dès la fin des années 1940 mais doit expérimenter toutes sortes de moyens afin d’assurer un reportage correct de la course. Le premier reportage en direct d’un sommet alpin se limita en effet à un plan fixe du passage du col. Le reportage reprit deux heures plus tard avec un plan fixe de la ligne d’arrivée.
Il faut attendre les années 1960 pour assister à des reportages télévisés en direct faisant véritablement pénétrer le téléspectateur au cœur de la course, grâce à des caméras embarquées sur des motos relayées par avion ou hélicoptère (dès 2013, un drone est utilisé pour approcher au plus près les monuments historiques sur la route du Tour). Ainsi, on peut définir trois âges médiatiques pour le Tour : le journal papier de 1903 aux années 1930, puis la radio des années 1930 au début des années 1960, enfin la télévision depuis le début des années 1960. Les journaux papier, L’Équipe en tête, n’abdiquent pas face à la montée en puissance de la radio et de la télévision, mais la description pure de l’étape laisse progressivement la place à des points de vue décalés. Antoine Blondin excelle dans ce genre.
Entre 1997 et 2019, les retransmissions du Tour de France par France Télévisions sont réalisées par Jean-Maurice Ooghe, puis à partir de 2020 par Anthony Forestier. Ces retransmissions mettent en valeur le patrimoine français avec les monuments des villes et villages traversés, les parcs naturels, ainsi que les animations et œuvres d'art éphémères réalisées par les habitants sur le parcours. Pendant plus de 30 ans, Jean-Paul Ollivier narrait ces séquences patrimoniales en racontant l'histoire de ces monuments. Le Tour devient ainsi une vitrine touristique, offrant des points de vue aériens sur les régions traversées. Des émissions annexes au Tour de France virent également le jour, comme le Vélo Club de Gérard Holtz, ou Village Départ de Laurent Luyat.
L'année 2017 marque un tournant pour l'histoire de l'épreuve, puisque pour la première fois, toutes les étapes seront retransmises en direct et en intégralité. Jusqu'alors, seules quelques étapes avaient ce privilège, notamment les étapes de montagne. Les autres étapes voyaient leur retransmission commencer durant l'après-midi, une à deux heures après le départ de l'étape.
Selon le journaliste Samuel Douhaire, la mainmise progressive de la télévision sur le Tour au détriment de la presse écrite, l'augmentation constante des retransmissions en direct et le fantasme d'ubiquité qu'elles impliquent, « ont sans doute asséché l'imaginaire des écrivains amateurs de la petite reine ».
Si la place du Tour de France en tant que 3e événément sportif mondial le plus diffusé n'est pas contestée[réf. nécessaire], le nombre de téléspectateurs réel est difficile à estimer. Le chiffre de 309,36 millions de téléspectateurs dans un panel de 15 pays a été avancé par un rapport officiel (non publié) de Repucom, leader mondial des études consacrées au sport en 2013.
De 2023 à 2025, Netflix diffuse une série documentaire intitulée Tour de France : au cœur du peloton calquée sur le modèle de Drive to survive pour la Formule 1. La première saison sort au mois de juin pour raconter l'édition précédente. Elle suit certaines équipes en amont dans leur préparation, en coulisses durant la course, puis après en interview. Les équipes du peloton doivent s'adapter pour travailler avec ces caméras (certaines refusent d'ailleurs de le faire) partagées entre les critiques sur une scénarisation des rivalités et l'apport de visibilité pour leurs sponsors. La diffusion de cette série fait venir au Tour de France un public plus jeune qui pouvait auparavant considérer le cyclisme comme un sport vieillissant. Ce public se rend massivement au bord des routes en adoptant certains codes venus des tribunes de football, causant ainsi quelques incidents durant l'édition 2023 et obligeant les organisateurs à s'adapter, mais est majoritairement salué par les coureurs du peloton. Le projet est abandonné pour l'édition 2025.

## Règlement de course

### Équipes et participation

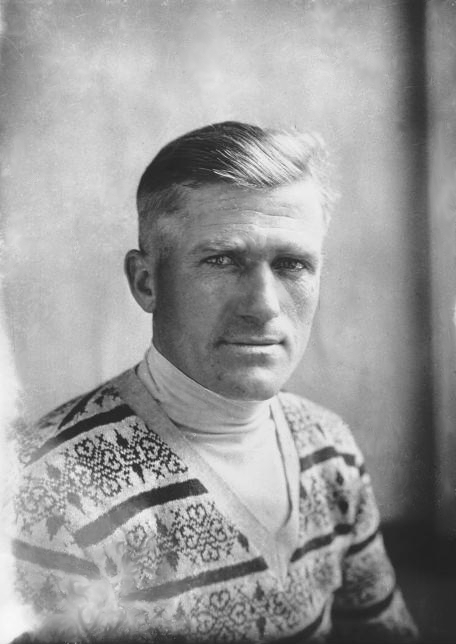
Maurice De Waele, vainqueur du Tour de France 1929, le dernier disputé, selon son règlement, individuellement.

Les premières éditions du Tour de France se couraient, soit individuellement, soit par équipes de marque. Les sponsors de l'époque étaient les fabricants de cycles (Peugeot, Alcyon, La Française, etc.). L'entraide entre équipiers était cependant formellement interdite.
En 1927, afin d'apporter plus d'animation à la course, Henri Desgrange crée un système de départs séparés. Chaque équipe part de 15 minutes en 15 minutes. Cette formule, qui favorise les grosses équipes et légalise l'entraide, sera reconduite l'année suivante. Pour augmenter les chances de voir une victoire française, Henri Desgrange autorise également la participation d'équipes régionales en 1928.
Mais le public ne s'y retrouve plus. En 1929, Desgrange supprime les départs séparés. L'entraide entre équipiers est officiellement de nouveau interdite, mais dans les faits, impossible à faire respecter, comme en témoigne la victoire de Maurice De Waele. Depuis la seconde édition de 1904, la direction de la course doit également gérer les nombreux conflits entre marques, et des tentatives de tricherie.
Aussi, en 1930, la direction de la course change radicalement le règlement, et regroupe les cyclistes professionnels en équipes nationales. Les frais sont pris en charge par les organisateurs, bicyclettes incluses. Certains « touristes-routiers », qui couraient alors en individuels, sont regroupés en équipes régionales.
Après guerre, équipes nationales et équipes régionales sont toujours au départ. Ce mode de fonctionnement continuera jusqu'en 1961.
Dans les années 1960, la direction du Tour de France semble hésiter : équipes de marque de 1962 à 1966, puis équipes nationales en 1967 et 1968. Mais en 1969, c'est finalement le retour aux équipes de marque, telles qu'on les connaît aujourd'hui.

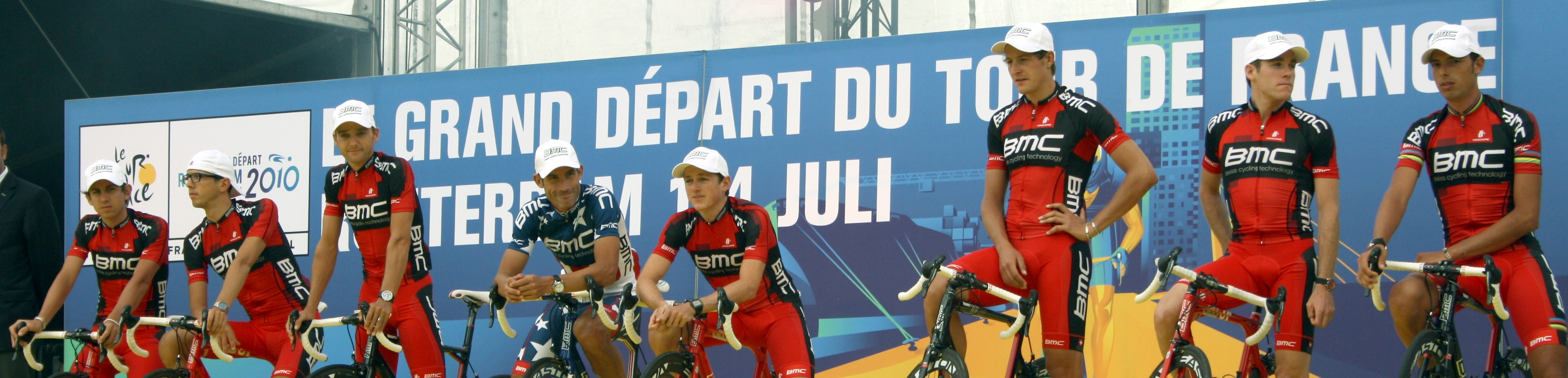
L'équipe BMC au départ du Tour de France 2010.

De nos jours, vingt-deux équipes de marque participent chaque année au Tour de France. Avant 1987, les équipes étaient composées de dix coureurs et jusqu'à quatorze coureurs parfois. On a ensuite été habitué à voir neuf coureurs par équipe de 1987 à 2017. L'UCI a décidé de réduire le nombre de coureurs à huit en 2018. Depuis 1989, un système de sélection instauré par l'Union cycliste internationale (UCI), basé sur le classement mondial par équipes, permet aux mieux classées d'entre elles de participer automatiquement. Depuis 2005 et la création par l'UCI de l'UCI World Tour (appelé à l'origine UCI ProTour), les équipes faisant partie de cette division mondiale du cycliste participent automatiquement aux courses les plus importantes, dont le Tour de France. Elles sont dix-huit en 2014, laissant aux organisateurs du Tour quatre places à offrir parmi les équipes continentales professionnelles (deuxième division).
En 2025, le Tour de France accueille une équipe supplémentaire, portant le total d'équipes participantes à 23 contre 22 auparavant. 

### Classements et maillots distinctifs

#### Classement général et maillot jaune

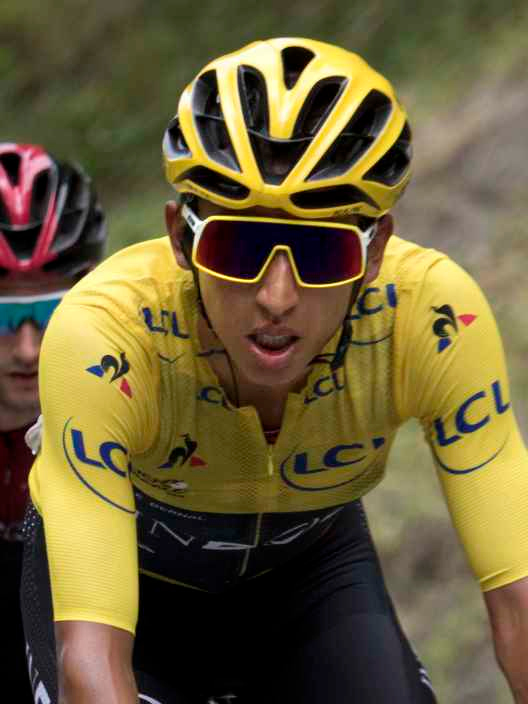
Egan Bernal portant le maillot jaune sur le Tour de France 2019.

Le maillot jaune du leader du classement général est l’un des plus emblématiques symboles du Tour de France. La couleur jaune rappelle celle du journal L'Auto, créateur de l’épreuve. La signature d’Henri Desgrange, le fameux HD, orne ce maillot après une parenthèse de quelques années seulement où cet usage fut oublié.
Ce maillot distinctif est créé en 1919, en plein Tour. C’est au départ de Grenoble (11e étape), le 19 juillet 1919, qu’Eugène Christophe est revêtu du tout premier maillot jaune de l’histoire.
Le classement général au temps étant le classement le plus important, le cycliste y occupant la première place, même s'il est également en tête d'autres classements, porte le maillot jaune. Le second du classement par points, de la montagne ou des jeunes porte alors, par délégation, le maillot vert, à pois ou blanc.

#### Principaux classements annexes

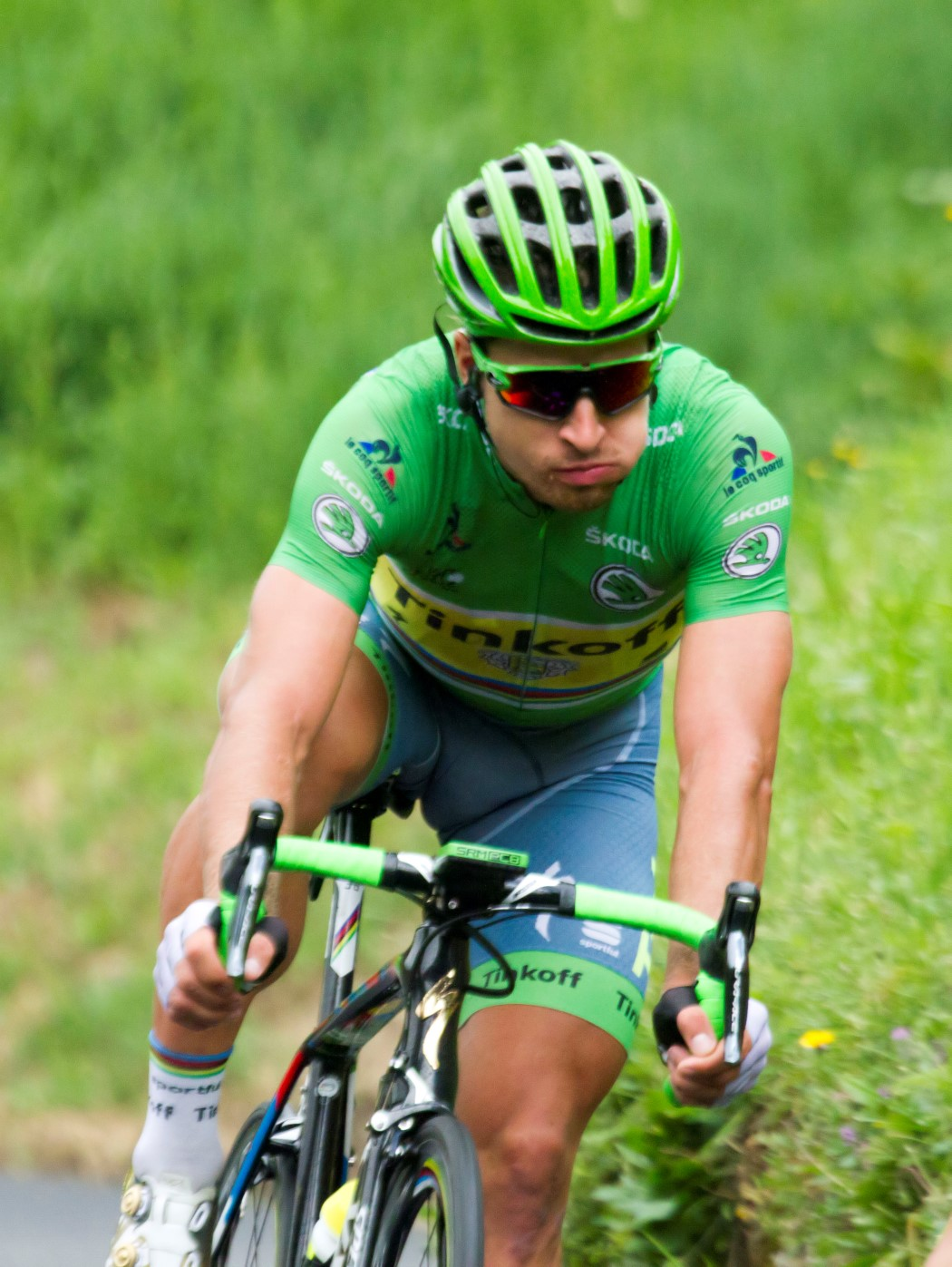
Peter Sagan en 2016.

Le classement par points consistait initialement en l’attribution d’un nombre de points décroissant aux premiers coureurs de chaque étape. C’est de cette façon que le classement général était établi entre 1905 et 1912, lorsqu'il remplaça brièvement le classement au temps.
Le classement par points est recréé en 1953. Il met l’accent sur les arrivées aux sprints. Afin d’étoffer ce classement, des sprints intermédiaires ponctuent les étapes. Ces sprints intermédiaires donnaient quelques points aux trois premiers, jusqu'en 2011 où il n'y a qu'un sprint intermédiaire par étape récompensant les 15 premiers coureurs. Les étapes de montagne n’attribuent que peu de points pour ce classement, tandis que les étapes de plaine, avec arrivée fréquente au sprint, sont plus richement dotées. C’est bien un classement du meilleur sprinteur et pas un classement par points en usage lors des premières éditions du Tour. Un maillot vert identifie dans le peloton le leader de ce classement, ou le second, au cas où le leader de ce classement est également le porteur du maillot jaune. Le maillot vert spécifique est en usage depuis la création du classement par points, en 1953, sauf lors du Tour de France 1968 où il fut rouge.

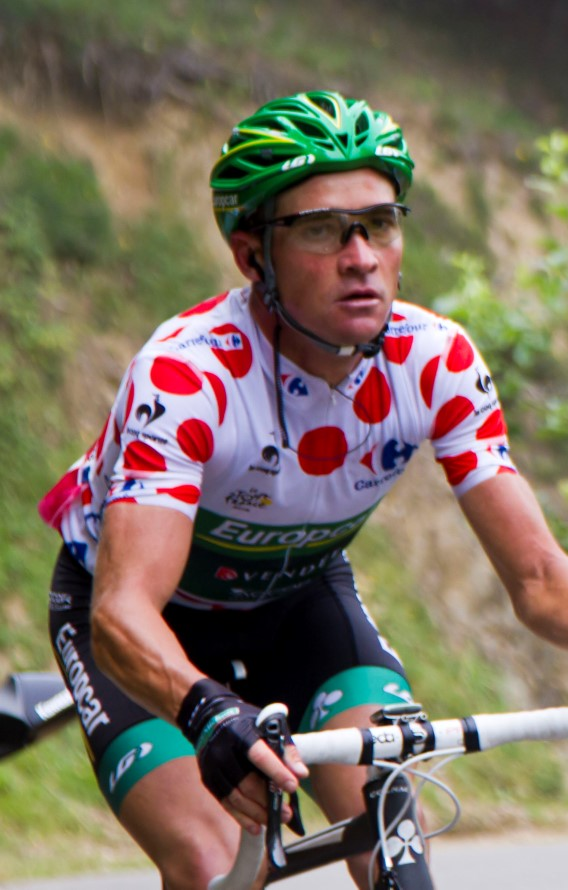
Thomas Voeckler en 2012.

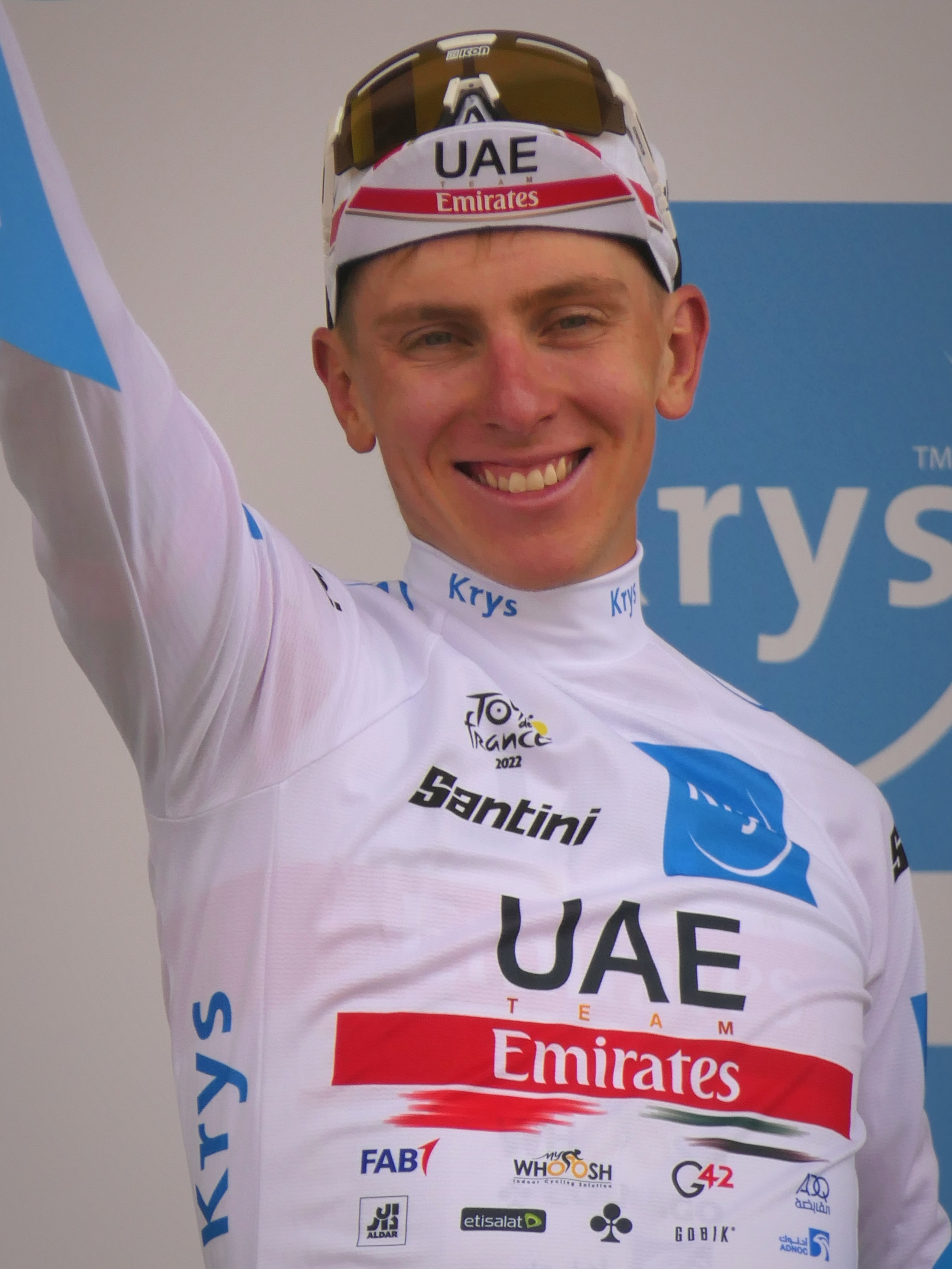
Tadej Pogačar en 2022.

Le classement du meilleur grimpeur est créé en 1933. Chaque col, selon sa difficulté, rapporte des points, que l’on additionne afin de dresser ce classement. Les cols les plus difficiles sont classés « hors catégorie », les autres en 1re, 2e, 3e puis 4e catégorie. Un maillot blanc à pois rouges identifie dans le peloton le leader de ce classement, ou le second, au cas où le leader de la montagne est également le porteur du maillot jaune. Si le Grand Prix de la montagne est créé dès 1933, le maillot spécifique à pois rouges n’apparaît qu’en 1975.

Le classement du meilleur jeune est disputé par les plus jeunes coureurs (25 ans maximum). Le meilleur d'entre eux au classement général revêt un maillot blanc (ou le second si le leader du classement des jeunes est également le porteur du maillot jaune). Il fut créé en 1975, et fut supprimé de 1989 à 1999, puis réapparaît dans les pelotons depuis 2000. 

#### Autres classements et prix
Un classement par équipes prenant en compte les temps des trois premiers arrivés à l’étape. Ce classement était jadis signalé par le port d’une casquette jaune par tous les membres de l’équipe. Cet usage de la casquette jaune est aujourd’hui perdu à cause de l'obligation du port du casque et depuis le Tour 2006 la meilleure équipe est signalée par un dossard jaune. Depuis 2012, en plus du dossard jaune, les membres de l’équipe en tête de ce classement peuvent également se signaler par le port d’un casque jaune, rappelant ainsi l'époque où l'équipe leader portait des casquettes jaunes, ce casque jaune n’est toutefois pas obligatoire.

Un prix de la combativité, aux règles de classements mouvantes, récompense à chaque étape le coureur le plus combatif. Un jury décerne ce challenge. Le combatif du jour précédent est longtemps signalé en course par un dossard beige. En fin de Tour, un Super combatif (c'est-à-dire le coureur ayant été le plus combatif pendant toute l'épreuve) est désigné. Ce prix n'est pas décerné à la suite d'une étape contre-la-montre, ni à l'issue de la dernière étape.
Les souvenirs Henri-Desgrange et Jacques-Goddet sont des récompenses dotées qui sont liées à la fois à un grand directeur du Tour, et à un col célèbre : le souvenir Henri-Desgrange est décerné au premier coureur passant au col du Galibier, tandis que le souvenir Jacques-Goddet est attribué au coureur arrivant en tête au col du Tourmalet. Le souvenir Henri-Desgrange est décerné depuis 1947, tandis que le souvenir Jacques-Goddet est décerné depuis 2001.
Dans le cas où le col du Galibier n'est pas programmé, le souvenir Henri-Desgrange est attribué au coureur passant en tête à l'ascension la plus élevée du Tour (à la manière de la Cima Coppi dans le Tour d'Italie), sauf s'il s'agit du Tourmalet où le souvenir Jacques-Goddet est déjà décerné. C'est donc la deuxième ascension la plus haute du Tour qui décerne le souvenir Henri-Desgrange (en 2010, comme le Tourmalet fut gravi deux fois, le Tourmalet décernait les deux souvenirs puisqu'il était également le sommet le plus élevé du Tour).

#### Anciens classements
Une série de classements annexes a vu le jour dans les années 1950 et furent abandonnés à la fin des années 1960 ou 1970, comme le Prix du coureur le plus malchanceux (1956), le Prix du coureur le plus élégant (1956), le Prix Alex-Virot (1958), le Prix du coureur le plus aimable (1963) et le Prix du coureur le plus loyal.
En 1968, un maillot blanc dit « du combiné » est attribué au coureur le mieux classé dans tous les autres classements, le classement général, le classement par points, le classement de la montagne et de 1984 à 1989 le classement des sprints intermédiaires. De 1975 à 1979, le classement disparaît temporairement mais est réintroduit en 1980 et ce jusqu’en 1982. Il est réintroduit une dernière fois en 1985, cette fois sous la forme d'un maillot mondrian, avant de disparaître définitivement en 1989.
En vigueur dans les années 1980, le maillot rouge servait à distinguer le leader des sprints catchs. Il a été porté entre 1983 et 1990. Certains grands noms l'ont porté, comme Gilbert Duclos-Lassalle et Jacques Hanegraaf.
Un classement du centenaire fut mis en place en 2003 en additionnant des places obtenues lors des étapes de 1903, c’est-à-dire : Lyon, Marseille, Toulouse, Bordeaux, Nantes et Paris. Il fut remporté par Stuart O'Grady.

### Bonifications
Les bonifications sont des secondes retirées au classement général par rapport au classement des étapes. Ainsi, le vainqueur d'une étape voit son temps au classement général réduit de dix secondes ; il en résulte que si son temps général était de douze heures de course, il ne sera plus que de 11 heures 59 minutes et 50 secondes. Le coureur arrivé deuxième de l'étape bénéficie de six secondes et le troisième de quatre secondes.
L'usage des bonifications a évolué dans le temps. En 1923, deux minutes de bonifications sont attribuées au vainqueur de chaque étape. L'année suivante, en 1924, l'avantage est porté à trois minutes pour chaque vainqueur. En 1931, la bonification passe à trois minutes pour le vainqueur d'étape, s'il s'impose avec au moins quatre minutes d'avance. L'année suivante, elle passe à quatre minutes pour le vainqueur, trois minutes pour le deuxième et ainsi de suite.
À partir de 1934, des bonifications au sommet de chaque col sont attribuées au coureur qui passe en tête d'un col. Celle-ci est égale à son avance sur le deuxième.
À partir de 2018, des bonifications en temps (trois, deux et une secondes) sont attribuées aux trois premiers coureurs lors de sprints intermédiaires situés entre huit et trente kilomètres de l'arrivée. Des bonifications sont aussi attribuées aux trois premiers coureurs ayant fini l'étape (dix, six et quatre secondes).

### Primes
En 2024, 2 573 202 € de primes sont distribués aux coureurs du Tour de France, dont 500 000 pour le vainqueur. Lors du premier Tour de France, en 1903, le total des primes était de 20 000 francs or, dont 3 000 pour le vainqueur. En monnaie constante, la prime au vainqueur a ainsi été multipliée par 40, et la prime moyenne par coureur par 13. Ces primes ont baissé jusqu'aux années 1920, et ont connu une première forte hausse « au début des années 1930, à la suite de l'introduction de la caravane et du financement de divers prix par des sponsors ». Le prix du vainqueur augmente à nouveau fortement à la fin des années 1980 : il est multiplié par dix en quelques années. Il stagne depuis. Cette deuxième hausse importante est concomitante à celle du chiffre d'affaires du Tour. Elle est nettement supérieure à la hausse du gain moyen du coureur du Tour : ainsi, en 2000, le vainqueur perçoit une prime représentant 25 fois le gain moyen, alors qu'il gagnait huit fois plus en 1980.
Cette hausse importante des primes et sa concentration sur le vainqueur doit à l'environnement concurrentiel du Tour de France. L'accroissement de l'audience télévisée des spectacles sportifs et des droits de retransmission concerne le Tour mais aussi les grandes courses avec lesquelles il est en concurrence. Augmenter les prix, et particulièrement celui du vainqueur, a pour but d'attirer les meilleurs coureurs et de les inciter à se battre pour la première place, assurant ainsi le spectacle.
Bien que les primes soient attribuées individuellement, les coureurs d'une même équipe se répartissent collectivement leurs gains depuis la fin des années 1940. Ce fonctionnement incite les coureurs à aider leurs coéquipiers à obtenir de bons résultats, quitte à sacrifier leurs propres chances.

## Parcours
Le parcours annuel du tour nécessite parfois plusieurs années de préparation. Son annonce est devenue un événement à elle seule depuis les années 1980, loin des annonces en comité réduit pour la presse. Depuis plusieurs années, elle a lieu en octobre, soit neuf mois avant l'épreuve, et se déroule au palais des congrès de Paris, en présence de nombreux cyclistes habitués du tour,. Les premières étapes, le « grand départ », sont annoncées beaucoup plus tôt, au moins un an et demi avant le tour.
Depuis la fin des années 2000, l'avènement d'internet a changé légèrement la donne. Certaines années, le parcours fuitait. Certains sites ou communautés recoupent les informations qu'ils trouvent dans la presse régionale ou spécialisée, ainsi que les réservations hôtelières, pour déduire à l'avance le parcours avant sa révélation officielle. Tel un jeu de piste, l'organisateur s'en amuse en postant parfois des indices sur le prochain parcours ou des photos issues de reconnaissances.

### Le Tour de l'Hexagone
Après deux années d'expérimentation, le parcours du Tour part à la conquête des frontières naturelles et politiques de la France à partir de 1905. Cela amène la course à explorer les chaînes pyrénéenne (en 1910) et alpestre (en 1911), à faire des incursions en Alsace-Moselle, alors sous administration allemande. Le « chemin de ronde » voulu est bouclé en 1919, lorsque ces territoires redeviennent français (cf supra). Ce choix de coller à l'Hexagone allonge progressivement la distance parcourue. De 1906 à 1951, la distance moyenne d'un Tour de France est de 4 962 km, soit le double du kilométrage des deux premiers Tours (la distance maximale de 5 745 km est atteinte en 1926).

Du parcours expérimental au « chemin de ronde »
Parcours des deux premières éditions.
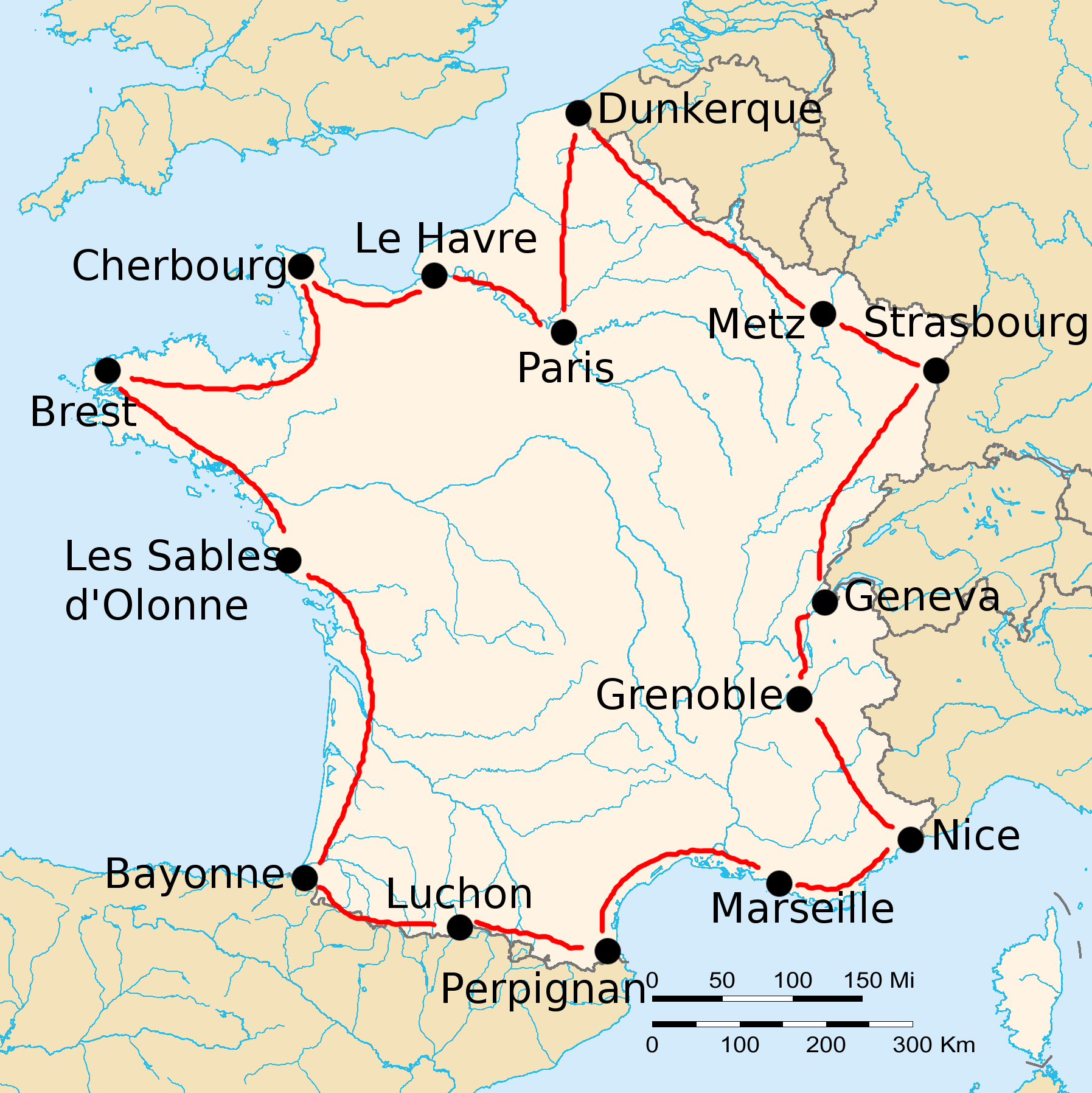
Parcours du Tour de France 1919.

Le parcours conserve ce schéma de « Tour de la France » jusqu'en 1951. De nouveaux impératifs amènent les organisateurs du Tour à le quitter : l'importance prise par la télévision, la construction européenne, la demande du public, la promotion des villes, la dimension commerciale du Tour de France. Paul Boury distingue quatre formes de parcours depuis lors : l'« Hexagone déformé », le parcours « diagonal », le parcours « débordant » et le parcours « discontinu ».

Typologie des parcours depuis 1952
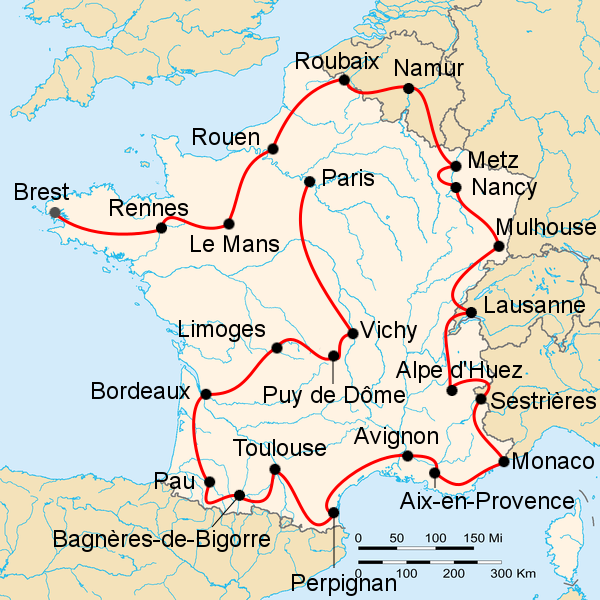
L'« Hexagone déformé ».
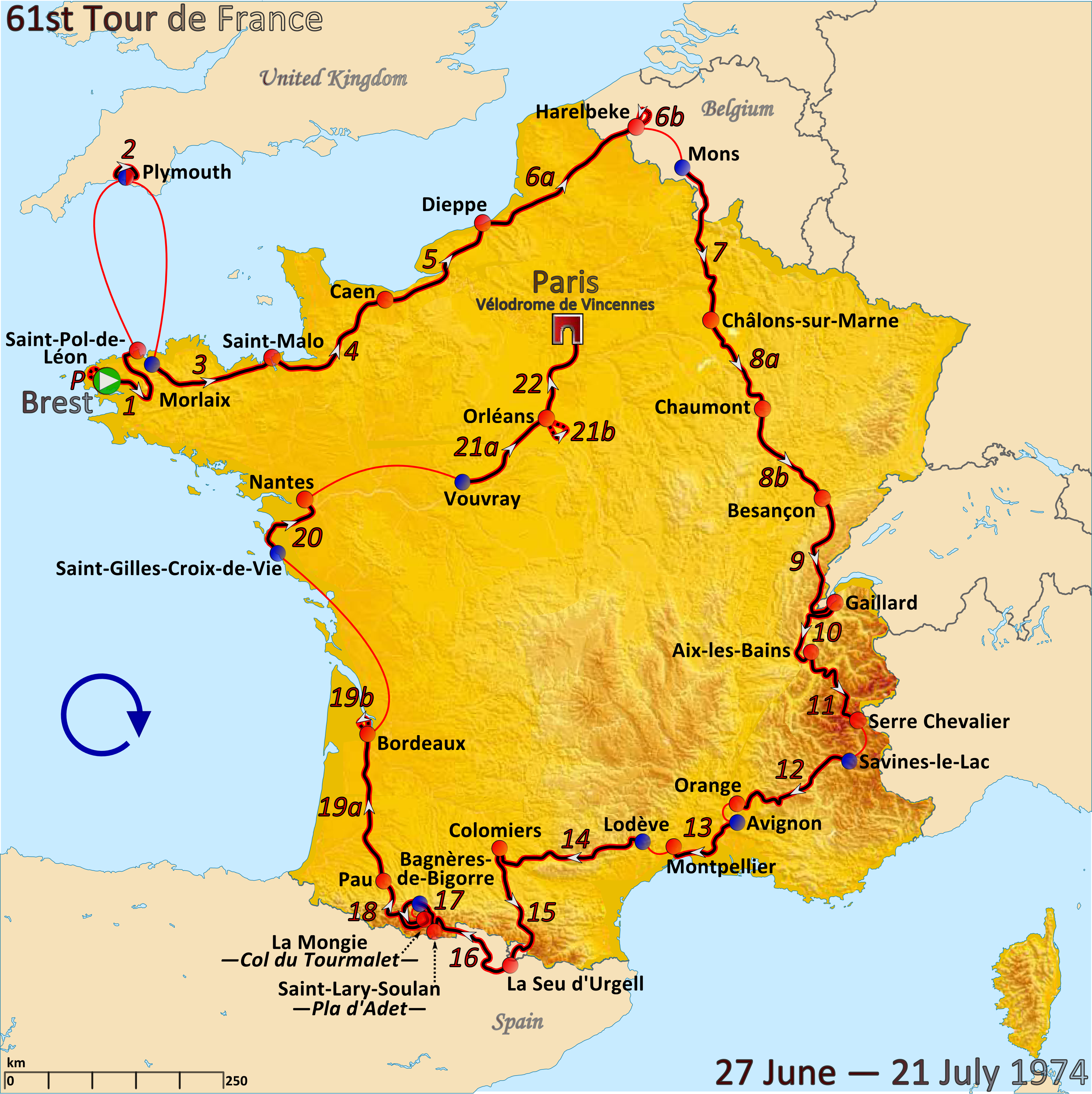
Un parcours « débordant ».
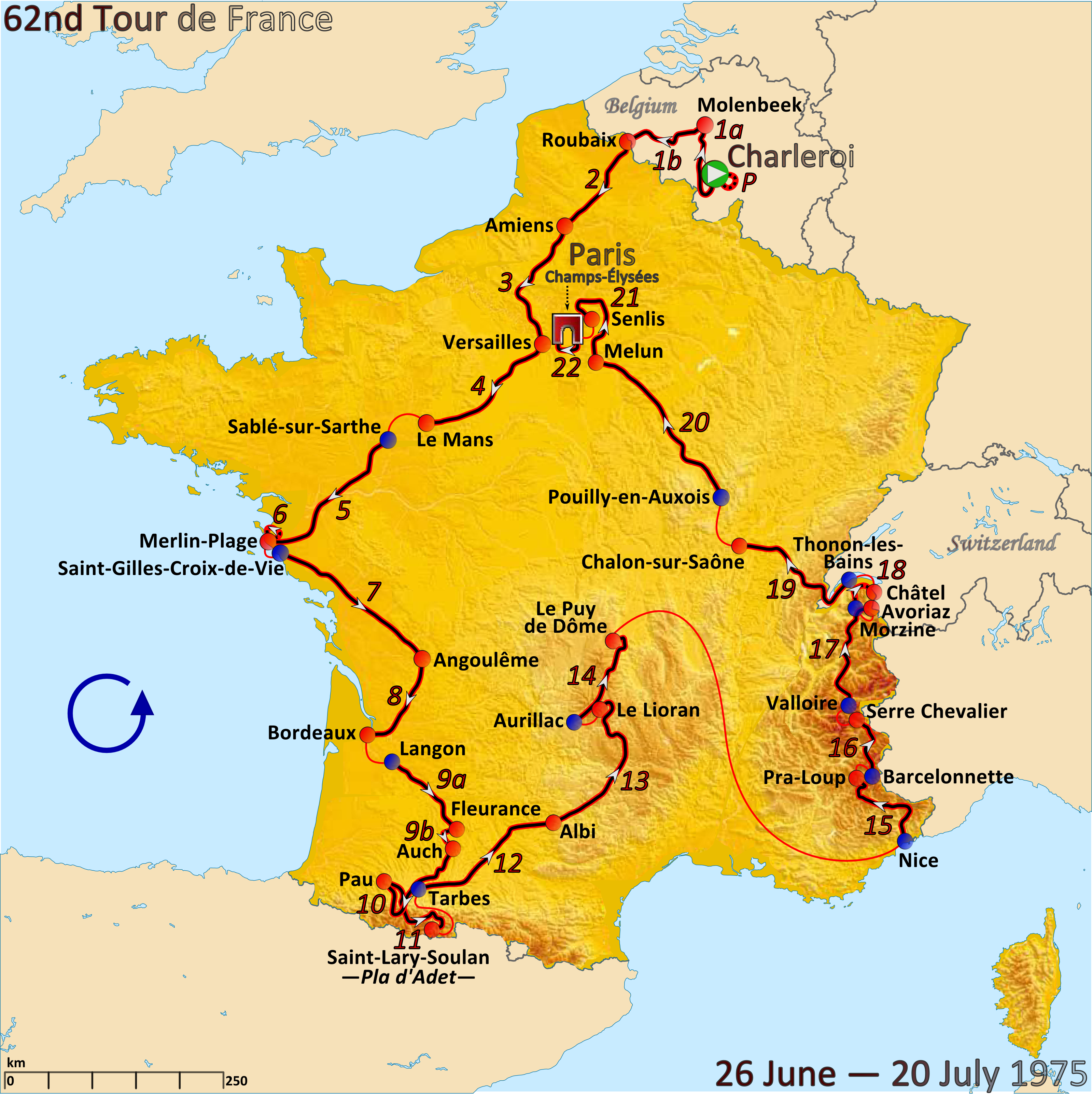
Un parcours « diagonal ».
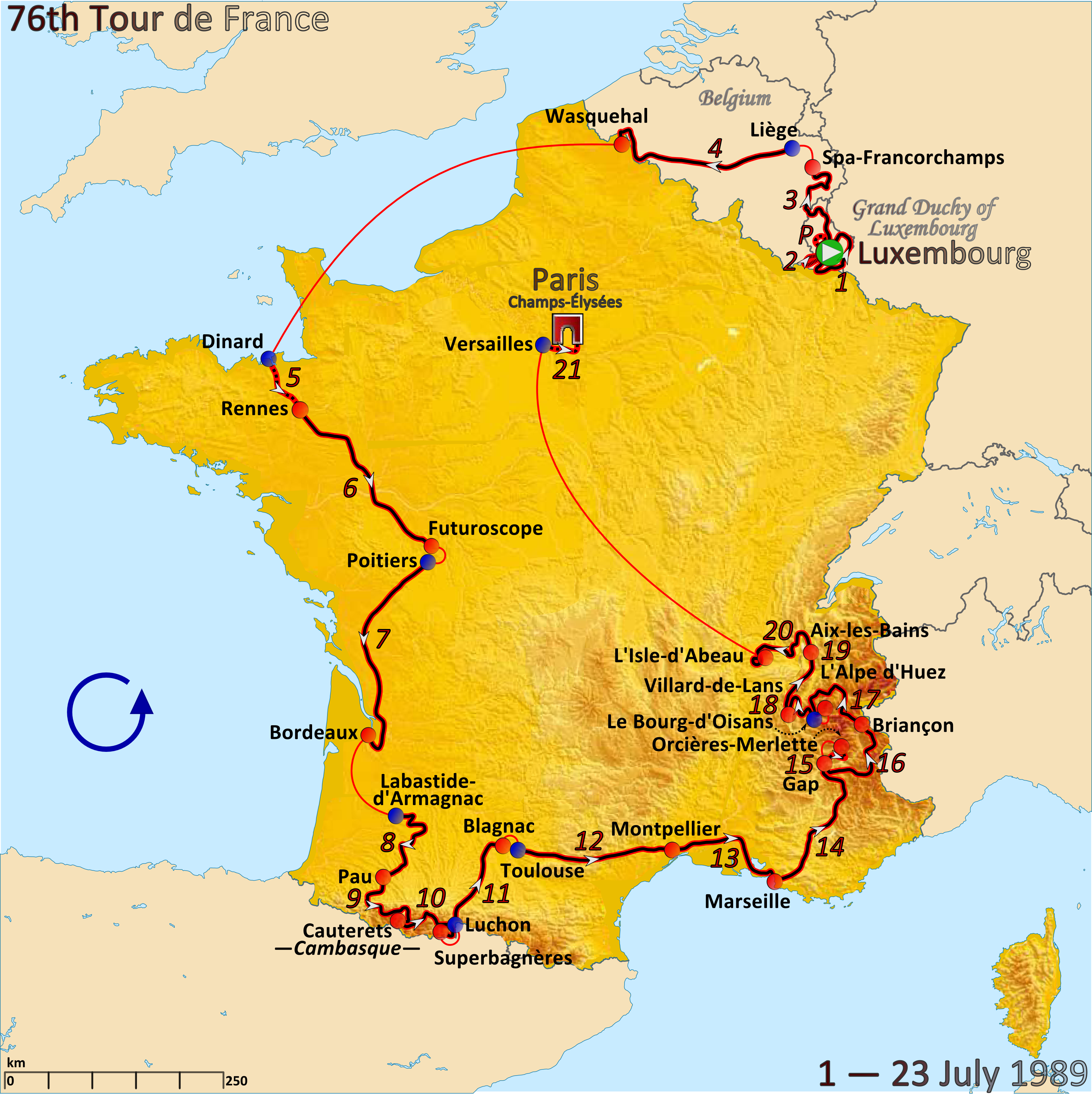
Un parcours « discontinu ».

Il est à noter que malgré la variété des parcours depuis 1952, il aura fallu attendre la centième édition en 2013 et le grand départ en Corse pour que chaque département français (hors outre-mer) reçoive une ville-étape pour la première fois. Si l'on excepte l'île de beauté, la Creuse fut le dernier département de France continentale à recevoir une étape du Tour pour la première fois, c'était à Guéret en 2004. Le format « chemin de ronde » longtemps usité a ainsi généré une grande disparité entre les départements du centre de la France peu traversés et ceux en bordure de la métropole française qui ont vu passer le peloton du Tour le plus de fois depuis 1903,.
L'arrivée finale du Tour a lieu sur la célèbre avenue des Champs-Élysées depuis 1975. L'arrivée des deux premières éditions du Tour de France (celles de 1903 et 1904) se tiennent sur la commune de Ville-d'Avray, dans la banlieue ouest de Paris. De la troisième édition, en 1905, et cela jusqu'en 1967, l'arrivée finale se déroule traditionnellement et de façon régulière au stade vélodrome du Parc des Princes dans le 16e arrondissement de Paris. De 1968 à 1974, le Tour de France s'achève au vélodrome de la Cipale situé dans le bois de Vincennes, dans le 12e arrondissement de Paris. En 2024, en raison des Jeux olympiques de Paris, l'arrivée finale a lieu pour la première fois hors d'Île-de-France, à Nice sur la place Masséna, à l'issue d'un contre la montre individuel.

### En montagne

#### Historique et altitude
Le premier petit col du Tour fut celui du Pin-Bouchain, gravi dès 1903, au cours même de la première étape Paris-Lyon. Il est situé sur la route nationale 7, entre Roanne et Tarare.
Un autre col fut escaladé au cours de ce Tour 1903, celui du Grand-Bois (1 161 m), dit aussi col de la République, à la sortie de Saint-Étienne, dans l’étape Lyon-Marseille. Il devient ainsi le premier col référencé de l'épreuve et le premier de plus de 1 000 mètres.
Dans la progression altimétrique vinrent ensuite le col du ballon d'Alsace (1 178 m) et le col Bayard (1 245 m) en 1905, puis le col de Porte (1 326 m) en 1907. Au tour des Pyrénées avec les cols de Peyresourde (1 569 m) et du Tourmalet (2 115 m, premier à plus de 2 000 m) dans la même étape en 1910. Les Alpes seront gravies l'année suivante (1911) avec le col du Galibier (2 645 m). Puis c'est le col de l'Iseran (2 770 m) en 1938. Depuis 1962, la route de la Bonette est la plus haute route empruntée par le Tour (2 802 m), le Tour y est repassé en 1964, en 1993 et en 2008 ; ce sommet routier sans nom officiel est appelé dans les documentations du Tour de France de l’époque « col de la Bonette » (en 1964 et 1993), « col de Restefond » (en 1962) et « cime de la Bonette-Restefond » (en 2008). En réalité, côté Alpes-de-Haute-Provence, la route part de Jausiers et passe par le faux col de Restefond (sans emprunter le col de Restefond à proximité) puis par le col de la Bonette avant d’atteindre son point culminant près de la cime de la Bonette dont elle fait le tour complet (mais qui est non atteignable par la route) et de rejoindre de nouveau le col de la Bonette avant de redescendre vers Saint-Étienne-de-Tinée côté Alpes-Maritimes.
La plus haute arrivée d'étape (2 645 m) a eu lieu en 2011 au col du Galibier, à l'issue de la 18e étape, entre Pignerol et le col du Galibier. Elle a vu la victoire du Luxembourgeois Andy Schleck, après une échappée au long cours. En 2019 cependant, l'étape entre Saint-Jean-de-Maurienne et Tignes a techniquement pris fin et les temps comptabilisés au col de l'Iseran (2 770 m) à la suite d’un orage de grêle ayant rendu la route impraticable après la descente. Mais ce n'est pas une réelle arrivée d'étape (les coureurs n'ayant été informés qu'après le passage du col), et aucun vainqueur n'ayant été désigné à la suite de ce fait de course exceptionnel.

#### Les ascensions mythiques
Le Tour de France aura vu naître de nombreuses ascensions ayant acquis, par la course, une très grande notoriété. La plupart de ces ascensions se situent dans les Alpes ou dans les Pyrénées, mais il y a de nombreux contre-exemples comme les mont Ventoux, puy de Dôme ou col du Grand Colombier. On note deux types d'ascensions : les arrivées au sommet, qui se font généralement dans des stations de sport d'hiver, et les cols, généralement plus élevés en altitude, qui sont souvent enchaînés jusqu'à l'arrivée dans les étapes de montagne.
Parmi les arrivées au sommet, l'Alpe d'Huez est sans doute la plus connue, avec ses 21 lacets menant à la station. L'ascension y menant a été empruntée à 29 reprises depuis 1952. Dans les Pyrénées, on peut citer les arrivées du plateau de Beille, où les quatre premiers vainqueurs ont remporté le Tour, le Pla d'Adet ou encore Luz-Ardiden. Enfin, le puy de Dôme, dans le Massif central, et sa montée en spirale autour du volcan, a aussi grandement contribué à la notoriété du Tour. Le puy de Dôme malgré ses « seulement » 1 465 m a été une montée fameuse, empruntée à treize reprises entre 1952 et 1988, où le Tour a déjà basculé par le passé. L’année la plus mémorable reste 1964 avec le mano a mano opposant Jacques Anquetil et Raymond Poulidor. Longtemps mise de côté par l'épreuve à la suite de désaccords municipaux et de contraintes techniques, le Tour revient finalement au puy de Dôme en 2023.
Les grands cols sont plus nombreux, du fait que le Tour les emprunte très souvent d'une année sur l'autre, ce que ne peut pas forcément se permettre une station de sports d'hiver. Le col du Tourmalet dans les Pyrénées, à 2 115 m, a été franchi 77 fois par le Tour, ce qui est plus que n'importe quel autre col ou ville-étape du Tour (hormis Paris). Parmi les autres cols reconnus des Pyrénées, on peut citer le col d'Aubisque (1 709 m), le col d'Aspin (1 489 m), le col de Marie-Blanque (1 035 m), le col de Peyresourde (1 569 m), le col de Portet-d'Aspet, resté célèbre pour la mort de Fabio Casartelli en 1995, ou le col de Menté (1 349 m). Dans les Alpes, où les cols dépassent souvent les 2 000 mètres, le col de référence reste le col du Galibier, s'élevant à 2 645 m et constituant une des ascensions les plus dures de France. Cependant, il y a des cols plus élevés comme le col de l'Iseran (2 770 m) qui sont fréquemment empruntés. De nombreux cols alpins sont reconnus et sont souvent utilisés par le Tour, comme le col Bayard (très utilisé dans le premier demi-siècle du Tour), le col de la Croix-de-Fer (2 068 m), le col de la Madeleine, la fameuse « trilogie de la Chartreuse » comprenant le col de Porte, le col du Cucheron et le col du Granier, le col d'Izoard (2 360 m), le col Agnel (2 744 m) ou le col de Vars (2 108 m). Certaines de ces ascensions mythiques ont acquis une certaine célébrité en rendant les étapes particulièrement difficiles, comme la 18e étape du Tour 2011 avec la fameuse triplette Agnel-Izoard-Galibier.
Le mont Ventoux est un cas particulier par son isolement géographique. Il est célèbre pour son sommet rocailleux lui valant le surnom de « mont Chauve », sa chaleur et ses vents violents, ainsi que pour la mort du cycliste britannique Tom Simpson, le 13 juillet 1967.

### Typologie des étapes

#### Étape de montagne

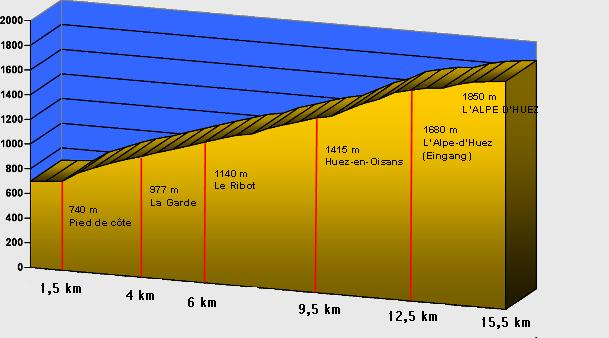
Profil de la montée de l'Alpe d'Huez.

La montagne fait progressivement son apparition sur la route du Tour. Le Ballon d’Alsace, dès 1905, puis le Col du Tourmalet et le Col d'Aubisque en 1910, imposent rapidement la montagne comme juge de paix incontournable du Tour. Bon nombre de cyclistes du Tour redoutent les étapes de montagne en raison des délais d’arrivée au-delà desquels ils risquent l'élimination. Afin d’éviter cette dernière, les coureurs peu à l’aise en montagne se regroupent en vaste peloton, qu'on appelle communément l'autobus, ou gruppetto.

#### Étape accidentée
Depuis que le Tour franchit plus souvent les massifs dits « intermédiaires » (Massif central, Jura, Vosges), des étapes considérées comme accidentées virent le jour. Elles présentent un profil souvent très vallonné. Si ces étapes sont en général moins difficiles que les étapes de montagne, elles permettent souvent à des échappées ou à des baroudeurs de l'emporter, l'étape étant souvent trop difficile pour permettre à un sprinteur d'être vainqueur. Plus récemment, des étapes présentant un final difficile (à la Liège-Bastogne-Liège) sont aussi considérées comme accidentées.

#### Étape de plaine
Les étapes de plaine, parfois appelées étapes de transition, constituent le royaume des rouleurs, ces cyclistes puissants capables de soutenir un effort prolongé sur terrain plat. Ces rouleurs ont pour rôle de préparer l'arrivée pour le meilleur sprinteur de l’équipe.
Ces étapes sont souvent marquées par des échappées au long cours (record du genre : 253 km en solitaire). Le peloton gère généralement l'avance des échappées, surtout en fin d’étape. Un peloton de rouleurs derrière une échappée peut reprendre environ une minute sur 10 kilomètres. Ainsi, avec deux minutes d’avance à dix kilomètres de l’arrivée, une échappée est quasi certaine de gagner sa course contre le peloton. C’est le fameux « théorème de Chapatte ».

#### Étape contre-la-montre

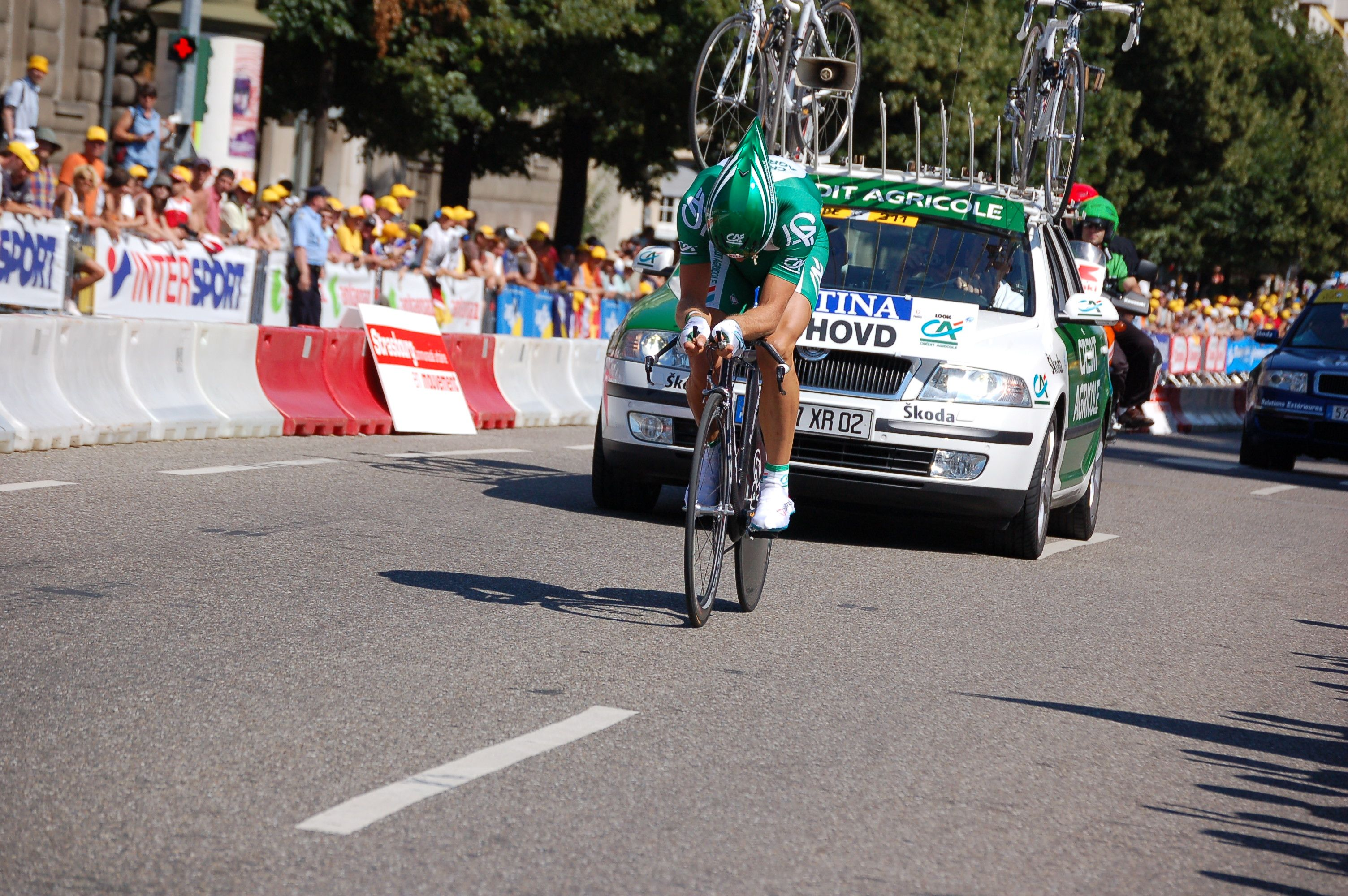
Thor Hushovd lors du prologue du Tour de France 2006.

Trois types d’étapes contre-la-montre existent sur le Tour : le prologue (première étape du Tour, un contre-la-montre individuel court), le contre-la-montre par équipe (2 en 1979,1980 et 1981) et les contre-la-montre individuels (généralement deux sur le Tour). Les coureurs utilisent à l’occasion de ces étapes un matériel spécifique très règlementé. Le contre-la-montre par équipes se tient parmi les premières étapes du Tour (avant les premières étapes de montagne) afin que toutes les formations puissent aligner un maximum de coureurs.
La première étape en contre-la-montre individuel (en fait une demi-étape) s'est disputée le 27 juillet 1934, entre La Roche-sur-Yon et Nantes.
Le contre-la-montre en montagne, épreuve particulièrement redoutable, n’est que rarement programmé. On peut toutefois évoquer l'ascension de l'Alpe d'Huez en 2004, ou celle du Ventoux en 1987. L'ère Prudhomme verra cette épreuve plus fréquemment, avec une étape en « montagnes russes » entre Embrun et Chorges en 2013, un CLM en montée entre Sallanches et Megève en 2016, l'ascension de la Planche des Belles Filles en 2020 et celle de Peyragudes en 2025.

### Pays et régions visitées

#### Villes-étapes
Les premières éditions du Tour de France avaient effectivement l'apparence d'une boucle, la course effectuant plus ou moins le tour du pays. Le départ était alors donné de Paris, qui était également l'arrivée finale de la course.
En 1907, le Tour de France s'arrête à Metz, en Alsace-Lorraine, alors territoire allemand. C'est la première ville-étape du Tour à l'étranger mais dès l’édition précédente, en 1906, le Tour passait en cours d’étape en Allemagne, en Italie puis en Espagne.
En 1913, le Tour de France s'arrête une première fois en Suisse, avec Genève comme ville-étape (sans s’y arrêter, le Tour était déjà passé en Suisse en 1907).
En 1926, pour la première fois, le Tour de France ne s'élance pas de Paris, mais d'Évian. Cela sera toutefois la seule ville à connaître un tel honneur jusqu'à Metz en 1951.
Après la Seconde Guerre mondiale, la nouvelle équipe dirigeante du Tour de France va prendre plus de liberté avec le parcours de la Grande Boucle. D'abord, en n'hésitant pas à visiter les pays voisins. En 1950, mais surtout à partir de 1951, le Tour de France va perdre sa forme de boucle. Le parcours délaisse le littoral pour s'aventurer dans le centre du pays, visitant Clermont-Ferrand et le Massif central.
En 2013, pour la centième édition, le Tour de France s'élance de Corse, seule région de France métropolitaine à n'avoir jamais été visitée par la course. Concernant l'outre-mer, un départ de Guadeloupe avait été considéré pour le Tour de France 2000, mais de trop fortes contraintes logistiques (notamment liées à l'utilisation de plusieurs Concorde) ont empêché le projet d'aboutir,.

#### À l'étranger

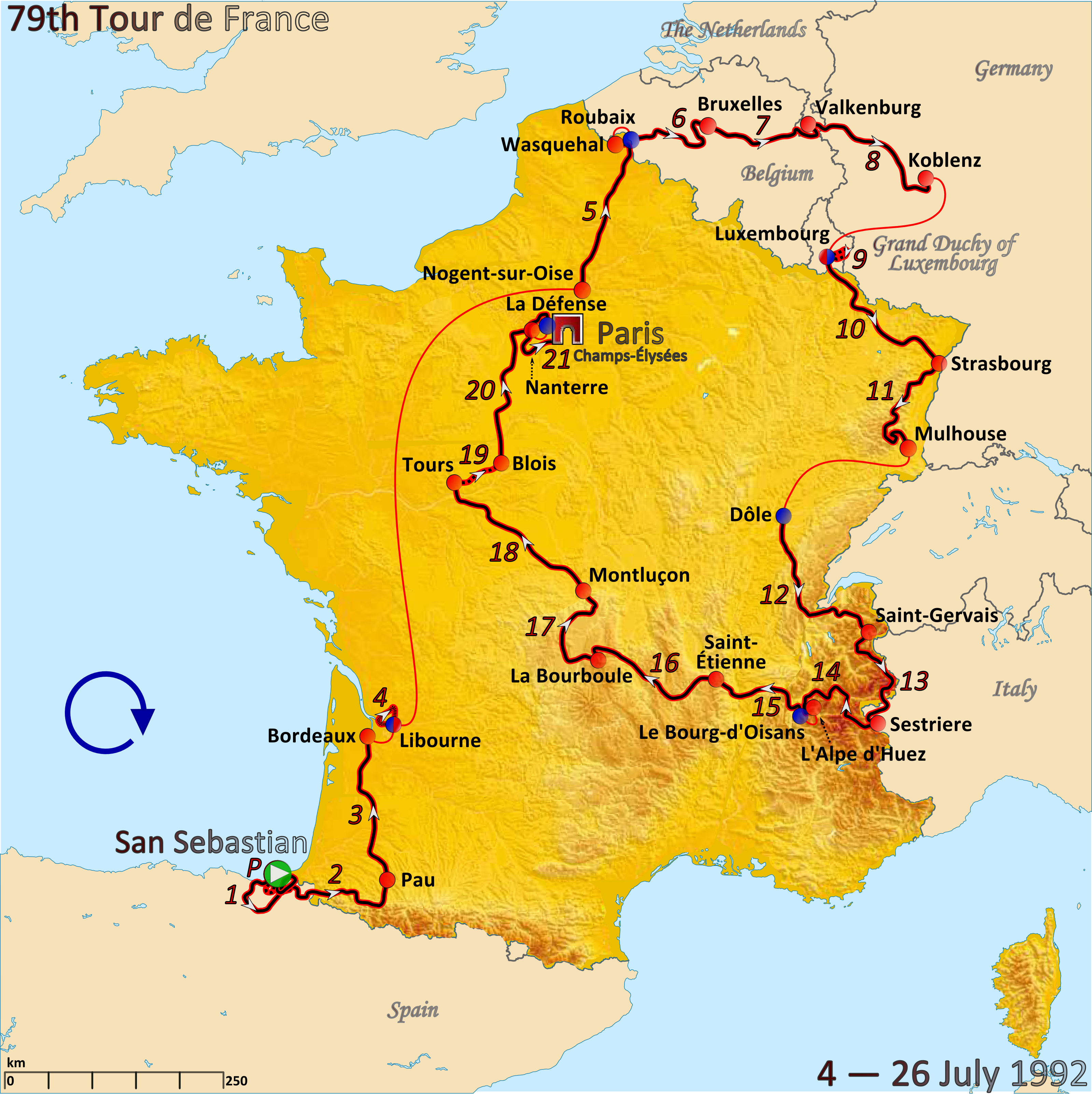
Le parcours européen du Tour de France 1992.

Jusqu'en 1939, les incursions du Tour de France à l'étranger sont rares. Si l'on excepte les étapes en Alsace-Lorraine avant 1914, qui visent à revendiquer l'appartenance française de ce territoire, les étapes à Genève à partir de 1913 ainsi que quelques passages en cours d’étape dès 1906 font figure d'exceptions.
Les étapes dans les pays voisins deviennent fréquentes après la Deuxième Guerre mondiale. En s'étendant à la Belgique (Bruxelles est la première capitale étrangère visitée en 1947) et à la Suisse, le Tour prend « l'allure d'un Tour de la Francophonie ». Des étapes arrivent régulièrement en Italie à partir de 1948, dans un contexte de réconciliation. En 1949, Saint-Sébastien est la première ville-étape en Espagne. Le Tour de France est conduit à étendre sa sphère d'influence par la division de l'Europe en deux blocs Est et Ouest et l'apparition à l'Est de la Course de la Paix, course cycliste traversant plusieurs pays signataires du Pacte de Varsovie (cf supra). Alors qu'est lancé un Tour d'Europe concurrent par Jean Leulliot en 1954, le Tour de France prend pour la première fois son départ de l'étranger, à Amsterdam. Après avoir acheté le Tour d'Europe avec d'autres organisateurs de courses, le Tour prend le nom de « Tour de France et d'Europe » et se rend régulièrement dans les pays voisins. En 1964, c'est au tour de l'Allemagne de recevoir une étape pour la première fois, à Fribourg-en-Brisgau, puis l'année suivante un premier « grand départ » à Cologne. En 1974, l'Angleterre est visitée une première fois, de même que l'Irlande en 1998 avec un « grand départ » à Dublin.
L'appartenance européenne du Tour est rappelée à l'occasion d'événements : ainsi le départ de Bruxelles en 1958, alors que s'y déroule l'Exposition universelle, est vu comme un « clin d’œil appuyé des organisateurs à l'Europe communautaire en construction, quelques mois après le Traité de Rome qui a vu la naissance de l'Europe des Six ». En 1992, année de signature du traité de Maastricht, le Tour rend un nouvel hommage à la construction européenne en visitant sept pays, un record,.
En 2019, le Tour s'est élancé de Bruxelles en hommage à la première victoire d'Eddy Merckx dans l'épreuve en 1969. En 2022, pour la première fois dans l'histoire de l'épreuve, le Danemark accueille l'épreuve durant trois jours. Ce départ est le plus septentrional de l'histoire et oblige les organisateurs à avancer de vingt-quatre heures le début de l'épreuve par rapport au calendrier habituel et placer une journée de repos supplémentaire dès le premier lundi.
En 2024, le Grand départ est organisé pour la première fois en Italie à Florence. La République de Saint-Marin est le quatorzième pays accueillant l'épreuve, rejoignant ainsi l'Andorre comme seuls pays n'ayant pas accueilli un Grand départ.
En 2027, le Tour de France part d'Édimbourg, pour les trois premières étapes en Écosse, Angleterre et au Pays de Galles, avant de se diriger vers l'Hexagone.
Grands départs à l'étranger
- 1954 :  Amsterdam
- 1958 :  Bruxelles
- 1965 :  Cologne
- 1973 :  Schéveningue
- 1975 :  Charleroi
- 1978 :  Leyde
- 1980 :  Francfort-sur-le-Main
- 1982 :  Bâle
- 1987 :  Berlin-Ouest
- 1989 :  Luxembourg
- 1992 :  Saint-Sébastien
- 1996 :  Bois-le-Duc
- 1998 :  Dublin
- 2002 :  Luxembourg (2)
- 2004 :  Liège
- 2007 :  Londres
- 2009 :  Monaco
- 2010 :  Rotterdam
- 2012 :  Liège (2)
- 2014 :  Leeds
- 2015 :  Utrecht
- 2017 :  Düsseldorf
- 2019 :  Bruxelles (2)
- 2022 :  Copenhague
- 2023 :  Bilbao
- 2024 :  Florence
- 2026 :  Barcelone
- 2027 :  Édimbourg

## Palmarès et records

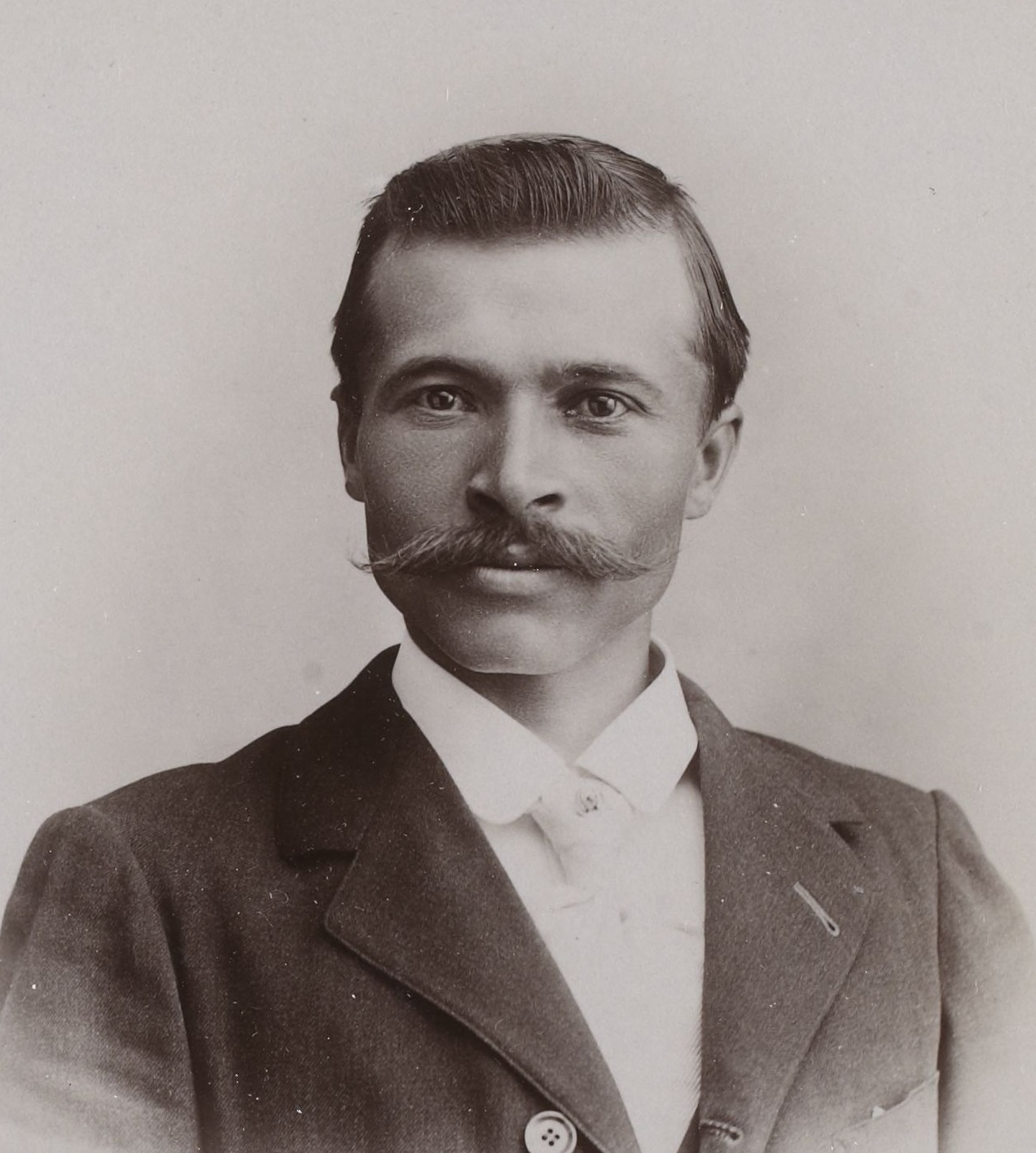
Maurice Garin, le premier vainqueur.

| Année     | Vainqueur                                      | Deuxième                                       | Troisième                                      |
| --------- | ---------------------------------------------- | ---------------------------------------------- | ---------------------------------------------- |
| 1903      | Maurice Garin                                  | Lucien Pothier                                 | Fernand Augereau                               |
| 1904      | Henri Cornet                                   | Jean-Baptiste Dortignacq                       | Aloïs Catteau                                  |
| 1905      | Louis Trousselier                              | Hippolyte Aucouturier                          | Jean-Baptiste Dortignacq                       |
| 1906      | René Pottier                                   | Georges Passerieu                              | Louis Trousselier                              |
| 1907      | Lucien Petit-Breton (1)                        | Gustave Garrigou                               | Émile Georget                                  |
| 1908      | Lucien Petit-Breton (2)                        | François Faber                                 | Georges Passerieu                              |
| 1909      | François Faber                                 | Gustave Garrigou                               | Jean Alavoine                                  |
| 1910      | Octave Lapize                                  | François Faber                                 | Gustave Garrigou                               |
| 1911      | Gustave Garrigou                               | Paul Duboc                                     | Émile Georget                                  |
| 1912      | Odile Defraye                                  | Eugène Christophe                              | Gustave Garrigou                               |
| 1913      | Philippe Thys (1)                              | Gustave Garrigou                               | Marcel Buysse                                  |
| 1914      | Philippe Thys (2)                              | Henri Pélissier                                | Jean Alavoine                                  |
| 1915-1918 | Non disputé durant la Première Guerre mondiale | Non disputé durant la Première Guerre mondiale | Non disputé durant la Première Guerre mondiale |
| 1919      | Firmin Lambot (1)                              | Jean Alavoine                                  | Eugène Christophe                              |
| 1920      | Philippe Thys (3)                              | Hector Heusghem                                | Firmin Lambot                                  |
| 1921      | Léon Scieur                                    | Hector Heusghem                                | Honoré Barthélémy                              |
| 1922      | Firmin Lambot (2)                              | Jean Alavoine                                  | Félix Sellier                                  |
| 1923      | Henri Pélissier                                | Ottavio Bottecchia                             | Romain Bellenger                               |
| 1924      | Ottavio Bottecchia (1)                         | Nicolas Frantz                                 | Lucien Buysse                                  |
| 1925      | Ottavio Bottecchia (2)                         | Lucien Buysse                                  | Bartolomeo Aimo                                |
| 1926      | Lucien Buysse                                  | Nicolas Frantz                                 | Bartolomeo Aimo                                |
| 1927      | Nicolas Frantz (1)                             | Maurice De Waele                               | Julien Vervaecke                               |
| 1928      | Nicolas Frantz (2)                             | André Leducq                                   | Maurice De Waele                               |
| 1929      | Maurice De Waele                               | Giuseppe Pancera                               | Jef Demuysere                                  |
| 1930      | André Leducq (1)                               | Learco Guerra                                  | Antonin Magne                                  |
| 1931      | Antonin Magne (1)                              | Jef Demuysere                                  | Antonio Pesenti                                |
| 1932      | André Leducq (2)                               | Kurt Stöpel                                    | Francesco Camusso                              |
| 1933      | Georges Speicher                               | Learco Guerra                                  | Giuseppe Martano                               |
| 1934      | Antonin Magne (2)                              | Giuseppe Martano                               | Roger Lapébie                                  |
| 1935      | Romain Maes                                    | Ambrogio Morelli                               | Félicien Vervaecke                             |
| 1936      | Sylvère Maes (1)                               | Antonin Magne                                  | Félicien Vervaecke                             |
| 1937      | Roger Lapébie                                  | Mario Vicini                                   | Léo Amberg                                     |
| 1938      | Gino Bartali (1)                               | Félicien Vervaecke                             | Victor Cosson                                  |
| 1939      | Sylvère Maes (2)                               | René Vietto                                    | Lucien Vlaemynck                               |
| 1940-1946 | Non disputé durant la Seconde Guerre mondiale  | Non disputé durant la Seconde Guerre mondiale  | Non disputé durant la Seconde Guerre mondiale  |
| 1947      | Jean Robic                                     | Édouard Fachleitner                            | Pierre Brambilla                               |
| 1948      | Gino Bartali (2)                               | Albéric Schotte                                | Guy Lapébie                                    |
| 1949      | Fausto Coppi (1)                               | Gino Bartali                                   | Jacques Marinelli                              |
| 1950      | Ferdi Kübler                                   | Stan Ockers                                    | Louison Bobet                                  |
| 1951      | Hugo Koblet                                    | Raphaël Géminiani                              | Lucien Lazaridès                               |
| 1952      | Fausto Coppi (2)                               | Stan Ockers                                    | Bernardo Ruiz                                  |
| 1953      | Louison Bobet (1)                              | Jean Malléjac                                  | Giancarlo Astrua                               |
| 1954      | Louison Bobet (2)                              | Ferdi Kübler                                   | Fritz Schaer                                   |
| 1955      | Louison Bobet (3)                              | Jean Brankart                                  | Charly Gaul                                    |
| 1956      | Roger Walkowiak                                | Gilbert Bauvin                                 | Jan Adriaensens                                |
| 1957      | Jacques Anquetil (1)                           | Marcel Janssens                                | Adolf Christian                                |
| 1958      | Charly Gaul                                    | Vito Favero                                    | Raphaël Géminiani                              |
| 1959      | Federico Bahamontes                            | Henry Anglade                                  | Jacques Anquetil                               |
| 1960      | Gastone Nencini                                | Graziano Battistini                            | Jan Adriaensens                                |
| 1961      | Jacques Anquetil (2)                           | Guido Carlesi                                  | Charly Gaul                                    |
| 1962      | Jacques Anquetil (3)                           | Joseph Planckaert                              | Raymond Poulidor                               |
| 1963      | Jacques Anquetil (4)                           | Federico Bahamontes                            | José Pérez Francés                             |
| 1964      | Jacques Anquetil (5)                           | Raymond Poulidor                               | Federico Bahamontes                            |
| 1965      | Felice Gimondi                                 | Raymond Poulidor                               | Gianni Motta                                   |
| 1966      | Lucien Aimar                                   | Jan Janssen                                    | Raymond Poulidor                               |
| 1967      | Roger Pingeon                                  | Julio Jiménez                                  | Franco Balmamion                               |
| 1968      | Jan Janssen                                    | Herman Van Springel                            | Ferdinand Bracke                               |
| 1969      | Eddy Merckx (1)                                | Roger Pingeon                                  | Raymond Poulidor                               |
| 1970      | Eddy Merckx (2)                                | Joop Zoetemelk                                 | Gösta Pettersson                               |
| 1971      | Eddy Merckx (3)                                | Joop Zoetemelk                                 | Lucien Van Impe                                |
| 1972      | Eddy Merckx (4)                                | Felice Gimondi                                 | Raymond Poulidor                               |
| 1973      | Luis Ocaña                                     | Bernard Thévenet                               | José Manuel Fuente                             |
| 1974      | Eddy Merckx (5)                                | Raymond Poulidor                               | Vicente López Carril                           |
| 1975      | Bernard Thévenet (1)                           | Eddy Merckx                                    | Lucien Van Impe                                |
| 1976      | Lucien Van Impe                                | Joop Zoetemelk                                 | Raymond Poulidor                               |
| 1977      | Bernard Thévenet (2)                           | Hennie Kuiper                                  | Lucien Van Impe                                |
| 1978      | Bernard Hinault (1)                            | Joop Zoetemelk                                 | Joaquim Agostinho                              |
| 1979      | Bernard Hinault (2)                            | Joop Zoetemelk                                 | Joaquim Agostinho                              |
| 1980      | Joop Zoetemelk                                 | Hennie Kuiper                                  | Raymond Martin                                 |
| 1981      | Bernard Hinault (3)                            | Lucien Van Impe                                | Robert Alban                                   |
| 1982      | Bernard Hinault (4)                            | Joop Zoetemelk                                 | Johan van der Velde                            |
| 1983      | Laurent Fignon (1)                             | Ángel Arroyo                                   | Peter Winnen                                   |
| 1984      | Laurent Fignon (2)                             | Bernard Hinault                                | Greg LeMond                                    |
| 1985      | Bernard Hinault (5)                            | Greg LeMond                                    | Stephen Roche                                  |
| 1986      | Greg LeMond (1)                                | Bernard Hinault                                | Urs Zimmermann                                 |
| 1987      | Stephen Roche                                  | Pedro Delgado                                  | Jean-François Bernard                          |
| 1988      | Pedro Delgado                                  | Steven Rooks                                   | Fabio Parra                                    |
| 1989      | Greg LeMond (2)                                | Laurent Fignon                                 | Pedro Delgado                                  |
| 1990      | Greg LeMond (3)                                | Claudio Chiappucci                             | Erik Breukink                                  |
| 1991      | Miguel Indurain (1)                            | Gianni Bugno                                   | Claudio Chiappucci                             |
| 1992      | Miguel Indurain (2)                            | Claudio Chiappucci                             | Gianni Bugno                                   |
| 1993      | Miguel Indurain (3)                            | Tony Rominger                                  | Zenon Jaskuła                                  |
| 1994      | Miguel Indurain (4)                            | Piotr Ugrumov                                  | Marco Pantani                                  |
| 1995      | Miguel Indurain (5)                            | Alex Zülle                                     | Bjarne Riis                                    |
| 1996      | Bjarne Riis                                    | Jan Ullrich                                    | Richard Virenque                               |
| 1997      | Jan Ullrich                                    | Richard Virenque                               | Marco Pantani                                  |
| 1998      | Marco Pantani                                  | Jan Ullrich                                    | Bobby Julich                                   |
| 1999      | désattribué,                                   | Alex Zülle                                     | Fernando Escartín                              |
| 2000      | désattribué,                                   | Jan Ullrich                                    | Joseba Beloki                                  |
| 2001      | désattribué,                                   | Jan Ullrich                                    | Joseba Beloki                                  |
| 2002      | désattribué,                                   | Joseba Beloki                                  | Raimondas Rumšas                               |
| 2003      | désattribué,                                   | Jan Ullrich                                    | Alexandre Vinokourov                           |
| 2004      | désattribué,                                   | Andreas Klöden                                 | Ivan Basso                                     |
| 2005      | désattribué,                                   | Ivan Basso                                     | désattribué                                    |
| 2006      | Óscar Pereiro                                  | Andreas Klöden                                 | Carlos Sastre                                  |
| 2007      | Alberto Contador (1)                           | Cadel Evans                                    | désattribué                                    |
| 2008      | Carlos Sastre                                  | Cadel Evans                                    | Denis Menchov,                                 |
| 2009      | Alberto Contador (2)                           | Andy Schleck                                   | Bradley Wiggins                                |
| 2010      | Andy Schleck                                   | Samuel Sánchez                                 | Jurgen Van den Broeck                          |
| 2011      | Cadel Evans                                    | Andy Schleck                                   | Fränk Schleck                                  |
| 2012      | Bradley Wiggins                                | Christopher Froome                             | Vincenzo Nibali                                |
| 2013      | Christopher Froome (1)                         | Nairo Quintana                                 | Joaquim Rodríguez                              |
| 2014      | Vincenzo Nibali                                | Jean-Christophe Péraud                         | Thibaut Pinot                                  |
| 2015      | Christopher Froome (2)                         | Nairo Quintana                                 | Alejandro Valverde                             |
| 2016      | Christopher Froome (3)                         | Romain Bardet                                  | Nairo Quintana                                 |
| 2017      | Christopher Froome (4)                         | Rigoberto Urán                                 | Romain Bardet                                  |
| 2018      | Geraint Thomas                                 | Tom Dumoulin                                   | Christopher Froome                             |
| 2019      | Egan Bernal                                    | Geraint Thomas                                 | Steven Kruijswijk                              |
| 2020      | Tadej Pogačar (1)                              | Primož Roglič                                  | Richie Porte                                   |
| 2021      | Tadej Pogačar (2)                              | Jonas Vingegaard                               | Richard Carapaz                                |
| 2022      | Jonas Vingegaard (1)                           | Tadej Pogačar                                  | Geraint Thomas                                 |
| 2023      | Jonas Vingegaard (2)                           | Tadej Pogačar                                  | Adam Yates                                     |
| 2024      | Tadej Pogačar (3)                              | Jonas Vingegaard                               | Remco Evenepoel                                |
| 2025      | Tadej Pogačar (4)                              | Jonas Vingegaard                               | Florian Lipowitz                               |

### Les principaux records
| Record                                                                                                   | Nombre                                   | Détenteur(s) |
| --- | ---------------------------------------- | --- |
| Victoires au classement général                                                                          | 5                                        | Jacques Anquetil en 1957 et de 1961 à 1964, Eddy Merckx de 1969 à 1972 et en 1974, Bernard Hinault en 1978, 1979, 1981, 1982 et 1985, Miguel Indurain de 1991 à 1995 |
| Victoires consécutives au classement général                                                             | 5                                        | Miguel Indurain de 1991 à 1995 |
| Victoires au classement général (par pays)                                                               | 36                                       | France |
| Podiums                                                                                                  | 8                                        | Raymond Poulidor (1962 : 3e, 1964 : 2e, 1965 : 2e, 1966 : 3e, 1969 : 3e, 1972 : 3e, 1974 : 2e, 1976 : 3e) |
| Deuxième place                                                                                           | 6                                        | Joop Zoetemelk en 1970, 1971, 1976, 1978, 1979 et 1982 |
| Troisième place                                                                                          | 5                                        | Raymond Poulidor en 1962, 1966, 1969, 1972 et 1976 |
| Remise du maillot jaune (demi-étapes incluses)                                                           | 111                                      | Eddy Merckx |
| Meilleur grimpeur                                                                                        | 7                                        | Richard Virenque de 1994 à 1997, puis en 1999, 2003 et 2004 |
| Classement par points                                                                                    | 7                                        | Peter Sagan de 2012 à 2016 puis en 2018 et 2019 |
| Meilleur jeune                                                                                           | 4                                        | Tadej Pogačar de 2020 à 2023 |
| Collections de maillots                                                                                  | 5 classements annexes en plus du général | Eddy Merckx est le seul coureur à avoir remporté lors du même Tour de France, le maillot jaune, le vert et le Grand Prix de la montagne (en 1969). Il remporte également cette année-là le maillot blanc alors pour le classement du combiné, ainsi que le classement de la combativité (sans signe distinctif) et la casquette jaune du classement par équipes. Seul le classement des points chauds lui échappe. Si le trophée de meilleur jeune avait alors existé comme dans les règlements d’après 1983 ou 1987, il l’aurait également remporté. |
| Victoires d’étapes individuelles                                                                         | 35                                       | Mark Cavendish de 2008 à 2024 |
| Victoires d’étapes sur un même Tour                                                                      | 8                                        | Charles Pélissier en 1930, Eddy Merckx en 1970 et 1974, Freddy Maertens en 1976 |
| Victoires d’étapes consécutives                                                                          | 5                                        | François Faber en 1909 (de la 2e à la 6e étape) |
| Victoires d’étapes par nation                                                                            | 717                                      | France |
| Plus longue échappée solitaire victorieuse (depuis la Seconde Guerre mondiale)                           | 253 km                                   | Albert Bourlon en 1947 sur la 14e étape Carcassonne-Luchon |
| Échappée solitaire victorieuse avec le plus d’avance sur le deuxième (depuis la Seconde Guerre mondiale) | 22 min 50 s                              | José Luis Viejo en 1976 sur la 11e étape Montgenèvre-Manosque |
| Record de participations                                                                                 | 18                                       | Sylvain Chavanel de 2001 à 2018 |
| Record de Tours terminés et figurant dans le classement final                                            | 16                                       | Joop Zoetemelk de 1970 à 1973 et de 1975 à 1986, Sylvain Chavanel de 2001 à 2006, de 2008 à 2011 et de 2013 à 2018 |
| Écart le plus serré à l’arrivée du Tour entre les deux premiers                                          | 8 s                                      | Entre Greg LeMond et Laurent Fignon en 1989 |
| Vainqueur le plus jeune dans un Tour                                                                     | 19 ans, 11 mois et 20 jours              | Henri Cornet en 1904 |
| Vainqueur le plus âgé dans un Tour                                                                       | 36 ans, 4 mois et 9 jours                | Firmin Lambot en 1922 |
| Vainqueur d’étape le plus âgé (depuis la Seconde Guerre mondiale)                                        | 41 ans 3 mois et 3 jours                 | Pino Cerami en 1963 |
| Numéro de dossard du vainqueur                                                                           | 29 fois                                  | dossard no 1 |
| Plus longue étape du Tour de France                                                                      | 482 km                                   | Les Sables-d’Olonne-Bayonne à six reprises de 1919 à 1924 |

## Us et coutumes

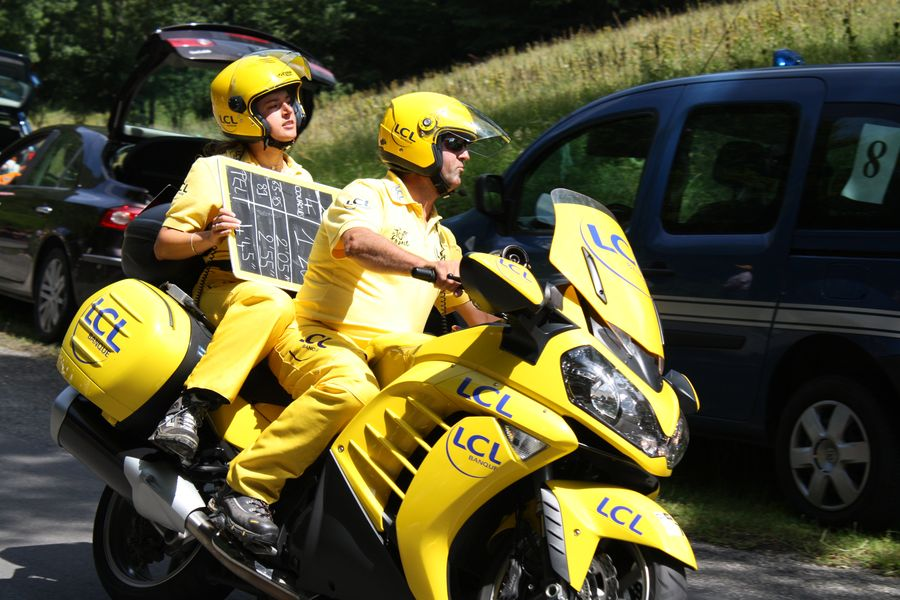
Claire Pedrono, ardoisière du Tour en 2011.

- Radio-Tour informe spectateurs, journalistes et directeurs sportifs de tous les événements ponctuant la course en temps réel. Malgré la multiplication récente des moyens de communications, « Radio-Tour » est aujourd’hui encore essentielle pour tous les intervenants du Tour.
- L'ardoisier, qui dispose d’une ardoise et d’une craie, suit à moto les coureurs et leur transmet les écarts communiqués par radio-Tour. Malgré la modernisation du sport au XXIe siècle, où les coureurs peuvent connaître les écarts en temps réel (oreillettes, GPS…), l'ardoisier leur permet d'avoir une confirmation visuelle.
- La lanterne rouge désigne le dernier du classement général. C’est une référence aux feux rouges qui signalent l’arrière d’un véhicule. Ce « trophée » était jadis recherché car il permettait à son « vainqueur » d’obtenir de meilleures primes à l’occasion des critériums d’après-Tour. Parfois, mais c’est plus rare aujourd’hui, le dernier du classement général s’affuble lui-même d’une lanterne rouge. On a dans le passé assisté à des duels entre cyclistes qui flirtent avec les délais d'élimination afin d'obtenir la dernière place du Tour, tout simplement parce qu'on se souvient plus facilement du dernier coureur classé que de celui qui le précède, mais aussi parce qu'à une certaine époque le dernier du Tour était généralement invité à tous les critériums d'après Tour, qui pouvaient se révéler assez lucratifs.
- Créée dès 1906[186], la flamme rouge désigne la banderole placée au-dessus de la route au niveau du dernier kilomètre de chaque étape. Tout le long de l’étape, le kilométrage est indiqué par des banderoles (25, 20, 15, 10, 5, 4, 3, 2, et 1). La banderole du dernier kilomètre est néanmoins très différente des autres : il s’agit d’un énorme boudin gonflable alors que toutes les autres ne sont que de simples banderoles en toile. À partir de l'édition 2017, et à la suite de l'incident survenu lors de la 7e étape du Tour de France 2016, le boudin gonflable est remplacé par une arche métallique.
- Les spectateurs sont estimés à 100 000 lors de la première édition ; ils sont plus de 12 millions aujourd’hui aux bords des routes du Tour[187] et plus de 3,5 milliards à suivre le Tour devant la télévision[187]. Le Tour est, il est vrai, un spectacle gratuit qui va au-devant de son public. Ce dernier s’est enflammé pour l’épreuve dès la première édition, et les incidents violents sont nombreux jusqu’aux années 1950. Eddy Merckx est même victime d’un coup de poing dans le foie en pleine ascension du puy de Dôme. Ces incidents spectaculaires restent isolés et aujourd’hui, c’est plutôt l’esprit festif du public du Tour qui est vanté. Cependant, la forte concentration de spectateurs le long des routes où passent de nombreux véhicules n’est pas sans danger : plusieurs enfants ont été percutés par des véhicules ces dernières années. Tourisme oblige, les spectateurs présents le long des routes ne sont plus seulement français. La montée de certains cols donne lieu à des scènes surréalistes où les coureurs doivent se frayer un chemin à travers une foule exubérante massée sur la chaussée. Ainsi, en 1999, à un kilomètre de l'arrivée au sommet de l'Alpe d'Huez, l'Italien Giuseppe Guerini chute après avoir été percuté par un spectateur qui s'était mis au milieu de la route pour le photographier (il remporte malgré tout l'étape). L'étape dont l'arrivée est située à Morzine regroupe le plus de spectateurs sur le col de Joux Plane.
- Depuis 1975, le vainqueur du Tour se voit remettre, au nom du Président de la République, la Coupe Omnisports, un vase bleu et or en porcelaine, dessiné en 1971 par l'artiste Roger Vieillard pour la Manufacture nationale de Sèvres. C'est le président Valéry Giscard d'Estaing qui eut l'idée d'offrir ce prix au vainqueur de la compétition[188].
- Depuis 1987, après chaque étape, le leader du classement général se voit remettre, en plus du maillot jaune, un lion en peluche. Ce lion était à l'origine un clin d'œil du sponsor : le Crédit Lyonnais. La tradition continue, même si la banque française a depuis changé de nom pour devenir LCL.
- Il est possible d’écrire aux coureurs durant l’épreuve en indiquant en guise de destinataire « Nom du coureur, Équipe, Tour de France - DOCAPOST et le nom de la ville étape ». Chaque jour, le facteur du Tour fait sa tournée et, d’étape en étape, délivre le courrier des fans aux coureurs. Un palmarès de popularité des coureurs appelé « Courrier du Cœur – Courrier du Coureur » est établi par Docapost, en additionnant les courriers physiques et les e-cards (cartes postales virtuelles) . Ce palmarès détermine quel sportif reçoit le plus de messages d’encouragement.
- Créée par Henri Desgrange lors du Tour de France 1910[189], la voiture-balai circule derrière les derniers compétiteurs et a pour rôle de récupérer les coureurs qui ne peuvent plus continuer la course. Depuis quelques années, les coureurs qui ont abandonné finissent l'étape dans la voiture de leur directeur sportif.
- De 2005 à 2016, les équipes télévisées de France 3 organisent une émission en direct dans la ville départ d'une étape lorsque celle-ci n'est pas retransmise en intégralité : Village Départ. Animée par Laurent Luyat, celle-ci se focalise sur les particularités de la ville et de la région (cuisine, tourisme, cultures…) et accueille des célébrités, parfois originaires de la région. La diffusion des étapes en intégralité à partir de l'édition 2017 du Tour met fin à l'émission Village Départ.
- Vélo Club, de Laurent Luyat (ex - Après Tour) et initialement présenté par Gérard Holtz jusqu'en 2016[réf. nécessaire], se déroule dans la ville d'arrivée après l'étape et se focalise sur les événements du jour.
- Le Tour est organisé en juillet. La date du départ est calée de façon que la dernière étape, sur les Champs-Élysées, ait lieu un dimanche, à partir du 21 juillet. Trois exceptions cependant : le Tour de France 1998 a été retardé de deux semaines et le Tour de France 2018 d'une semaine, en raison de la concurrence de la Coupe du monde de football. Le Tour de France 2020 devait se terminer le 19 juillet car les Jeux Olympiques de Tokyo devaient commencer le 24 juillet et les épreuves de cyclisme étaient prévues les 25, 26 et 29 juillet. Mais, en raison de la pandémie de Covid-19, les Jeux sont reportés en 2021 et le Tour est décalé, et pour la première fois depuis la fin de la Seconde Guerre mondiale, il n'aura pas lieu pendant le mois de juillet, mais en septembre[190]. Christian Prudhomme, le directeur du Tour, qualifie l'édition 2020 de « Tour le plus tardif de l'Histoire ».

## Le Tour et les arts
La Grande Boucle a donné naissance à des dizaines de chansons : Les Tours de France (Boyer, Lelièvre fils, 1927) ; P'tit gars du Tour (Dufas, Frédo Gardoni et Cazalis, 1932), Le Maillot jaune (Gardoni, Jardin et Charlys, 1936), Faire le Tour de France (Lepère et Muscat, 1950), Il a le Maillot jaune (Romat et Dréjac, 1965), l'album Tour de France de Kraftwerk, Tour de France (ROWJAY C.O.B, 2015) ou même Men in Glaz (Manau, 2020). S'il est une compilation des plus représentatives, il faut alors citer : Le Vélo en chansons (Radio-France, 1995), un CD qui comprend vingt titres consacrés au seul Tour.
Dès sa période muette, le cinéma s'intéresse au Tour avec Le Roi de la pédale (1925), réalisé par Maurice Champreux, dans lequel s'illustra le comique Biscot. Les mêmes se retrouvèrent pour un film cette fois parlant, Hardi les gars ! (1931). Un réalisateur se signale alors, Jean Stelli, avec Pour le maillot jaune (1939) dont le héros est incarné par Albert Préjean, puis avec Cinq tulipes rouges (1949), une intrigue policière dans laquelle est assassiné le maillot jaune. Durant les années 1970 et 1980, le producteur américain Gary Mehlman tenta de faire un grand film sur le Tour, The Yellow Jersey. Le projet n'abouti pas malgré l'implication de Columbia, de la Cannon, du réalisateur Michael Cimino et principalement de l'acteur Dustin Hoffman. Le Vélo de Ghislain Lambert de Philippe Harel (2001) présente la carrière ingrate d'un « petit coureur ». En 2013, sort le film La Grande Boucle de Laurent Tuel avec Clovis Cornillac, Ary Abittan, Élodie Bouchez, qui raconte l'histoire d'un ancien coureur pro décidant de réaliser le parcours avec un jour d'avance sur la course. En 2015, The Program de Stephen Frears, centré sur Lance Armstrong, filme principalement le Tour. En 2022 sort le film L'Équipier (The Racer) qui relate, au sein d'une équipe fictive, les événements du Tour de France 1998. S'il est un film d'animation à citer, c'est bien Les Triplettes de Belleville (2003) de Sylvain Chomet : le Tour de France des années soixante en constitue une partie de la trame. En ce qui concerne les téléfilms, se signale Chacun son Tour (1996) de Patrick Le Gall.
Au plan des documentaires, se révèlent Pour un maillot jaune (1965) de Claude Lelouch, Vive le Tour ! (1962) de Louis Malle, La Course en tête (1974) par lequel Joël Santoni suit Eddy Merckx toute une saison, et Autour du Tour (1975) de Jacques Ertaud. Plus récemment, on peut également noter La légende du Tour de France (2013) de Jean-Christophe Rosé revenant sur les plus grands événements des cent éditions de l'épreuve, mais aussi Tour de France : Au cœur du peloton (2023), une série documentaire produite par QuadBox (créateurs de la série Formula 1 : Pilotes de leur destin) et diffusée sur Netflix. Par ailleurs, la médiatisation du Tour permet aux chaînes de télévision de suivre certaines équipes de l'intérieur dans des reportages long format, et la montée en puissance des réseaux sociaux permet également aux équipes de relater leur course via des vidéos postées sur YouTube, Facebook, Instagram ou encore TikTok, là aussi dans un format proche du documentaire.
La bande dessinée s'inscrit parmi les arts. Pellos, avec ses deux séries, Le Tour a 50 ans (L'Équipe, 1953) et Le Roman du Tour (L'Intrépide, 1961), l'a magistralement servie. Parmi la vingtaine de titres publiés en albums, il faut citer L'inconnu du Tour de France (Graton, 2003), une aimable compilation des récits complets de Jean Graton parus dans Tintin, de 1954 à 1964. Mais aussi : La prodigieuse épopée du Tour de France, due à Duval, Ardan et Hardy (Arts et Voyages, 1973), Les plus belles histoires du Tour de France, 1903-1996, illustrées par Nando et Letoct (Connivence, 1997), L'Aigle sans orteils, dû à Lax (Dupuis, 2005), Les Forçats de la route, tracés par Serres (Le Parisien Éditions, 2007).

## Documentaires
- 2013 :
  - La Légende du Tour de France réalisé par Jean-Christophe Rosé.
  - Les grands cols du Tour de France réalisé par Philippe Kohly.
- 2016 : Dans les coulisses du Tour de France réalisé par Jamie Batten
- 2022 : La grande saga du Tour de France - France.tv, documentaires réalisé par Tristan Carné.
- 2023 : Le Tour de France, une passion française - France.tv, documentaires réalisé par Jean-Louis Pérez.
  - Tour de France : le documentaire - France.tv, documentaires réalisé par Yann L'Hénoret.
  - Tour de France : Au cœur du peloton, la série documentaire Netflix.